# História da ciência e tecnologia na China
Durante a história científica e tecnológica na China, cientistas e engenheiros chineses antigos e modernos fizeram inovações científicas significativas, descobertas e avanços tecnológicos em várias disciplinas científicas, incluindo as ciências naturais, engenharia, medicina, tecnologia militar, matemática, geologia e astronomia. Entre as primeiras invenções estavam o ábaco, o "relógio das sombras" e os primeiros artigos, como as lanternas de Kongming. As quatro grandes invenções chinesas, a bússola, a pólvora, a fabricação de papel e a impressão (entre os mais importantes avanços tecnológicos), foram conhecidas na Europa apenas no final da Idade Média, 1000 anos depois.
A dinastia Tang (618–906), em particular, foi uma época de grande inovação. Muita troca ocorreu entre as descobertas ocidentais e chinesas até a dinastia Qing. No entanto, a atividade científica chinesa entrou em um declínio prolongado no século XIV. Ao contrário dos cientistas europeus da Revolução Científica, os pensadores chineses medievais não tentaram reduzir as observações da natureza às leis matemáticas e não formaram uma comunidade acadêmica que oferecia a revisão por pares e a pesquisa progressiva. Houve um aumento da concentração sobre a literatura, as artes, a administração pública, enquanto a ciência e a tecnologia eram vistas como triviais ou restritas a um número limitado de aplicações práticas. As causas desta Grande Divergência continuam a ser discutidas.
Depois de repetidas derrotas militares para as nações ocidentais no século XIX, os reformadores chineses começaram a promoção da ciência e da tecnologia modernas, como parte do movimento de auto-fortalecimento. Após a vitória comunista na Guerra Civil Chinesa em 1949, foram feitos esforços para organizar a ciência e a tecnologia baseando-se no modelo da União Soviética. No século XX, a introdução da tecnologia ocidental foi um fator importante na modernização da China. Após a morte de Mao em 1976, a ciência e a tecnologia se estabeleceram como uma das Quatro Modernizações e o sistema acadêmico de inspiração soviética foi gradualmente reformado.
O país tornou-se o segundo que mais publica trabalhos científicos no mundo, produzindo 121.500 só em 2010, incluindo 5.200 nos principais periódicos científicos internacionais. Empresas de tecnologia chinesas, como a Huawei e a Lenovo, se tornaram líderes mundiais em telecomunicações e computação pessoal, e os supercomputadores chineses são consistentemente classificados entre os mais poderosos do mundo. A China é ainda o maior investidor mundial em tecnologia de energias renováveis. Pelo menos desde os anos 2000, a China tornou-se um dos principais contribuintes para a ciência e a tecnologia. A China, em 2014, empregava uma força de trabalho cada vez maior de cientistas e engenheiros com ganhos relativamente altos e produz mais diplomas de ciências e engenharia do que os Estados Unidos, em todos os níveis, principalmente bacharelado.
No século XXI, a China é também focou na engenharia genética, na busca por matéria escura, exploração espacial, computações e comunicações quânticas, inteligência artificial, ciência do cérebro — a lista de pesquisas potencialmente avançadas continua. Cada um deles tem implicações significativas para indústrias futuras, tecnologias de defesa e entendimentos éticos sobre o que significa ser humano. Muito do trabalho ocidental inicial na história da ciência na China foi feito por Joseph Needham. No Japão, Kiyoshi Yabuuchi trabalhou neste campo.

## As Quatro Grandes Invenções
As quatro grandes invenções (chinês tradicional: 四大發明, chinês simplificado: 四大发明, pinyin: sì dà fāmíng) são a bússola, a gráfica, a fabricação de papel e a pólvora. Estas invenções da China antiga que são celebradas na cultura chinesa pelo seu significado histórico e como símbolos da avançada ciência e tecnologia da China antiga.

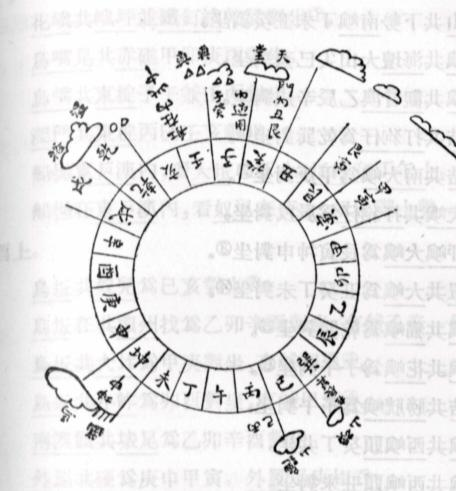
Diagrama da bússola de um marinheiro da dinastia Mingue

Essas quatro descobertas tiveram um enorme impacto no desenvolvimento da civilização chinesa e em um amplo impacto global. O filósofo inglês Francis Bacon, deixou escrito suas impressões sobre essas descobertas no Novum Organum:
" Impressão, pólvora e bússola: Estas três mudaram toda a face e o estado das coisas em todo o mundo; a primeira na literatura, a segunda na guerra, a terceira na navegação; de onde se seguiram inúmeras mudanças, tanto que nenhum império, nenhuma seita, nenhuma estrela parece ter exercido maior poder e influência nos assuntos humanos do que essas descobertas mecânicas."
- Bússola

Uma bússola de magnetita foi usada na China durante a dinastia Han entre o século II a.C. e I d.C., onde foi chamada de "governadora do sul" (司南 sīnán). Não foi usado para navegação, mas sim para geomancia e adivinhação. Durante a maior parte da história chinesa, a bússola que permaneceu em uso estava na forma de uma agulha magnética flutuando em uma tigela de água. De acordo com Needham, os chineses da dinastia Song e da dinastia Iuã continuaram a usar uma bússola seca, embora este tipo nunca tenha se tornado tão amplamente usado na China quanto a bússola molhada. A bússola seca usada na China era uma bússola de suspensão seca, uma estrutura de madeira trabalhada na forma de uma tartaruga pendurada de cabeça para baixo por uma tábua, com o ímã natural selado em cera e, se girado, a agulha na cauda da tartaruga apontaria sempre direção cardeal setentrional. O desenho chinês da bússola seca suspensa persistiu em uso até o século XVIII.
- Gráfica

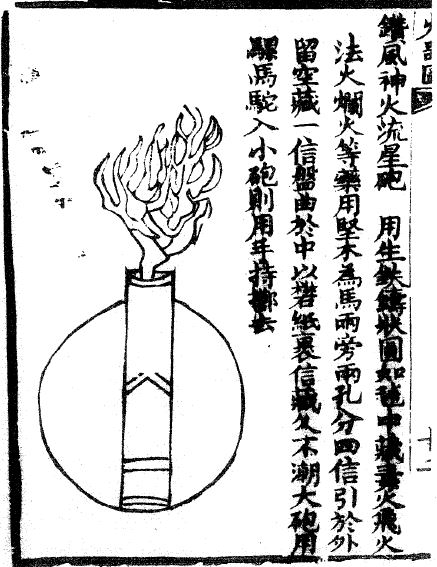
Uma bomba de "meteoro de fogo mágico indo contra o vento", como mostrado no Huolongjing ca. 1350

A invenção chinesa da impressão em xilogravura, em algum momento antes do primeiro livro datado de 868 (o Sutra do Diamante), produziu a primeira cultura impressa do mundo. De acordo com A. Hyatt Mayor, curador do Metropolitan Museum of Art, "foram os chineses que realmente descobriram os meios de comunicação que dominariam até a nossa era"
A impressão no norte da China avançou ainda mais no século XI, como foi escrito pelo cientista e estadista da dinastia Song, Shen Kuo (1031–1095), que o artesão comum Bi Sheng (990–1051) inventou a impressão do tipo móvel de cerâmica.
A corte da Dinastia Qing patrocinou enormes projetos de impressão usando a impressão de tipo móvel em blocos de madeira durante o século XVIII. Embora substituída por técnicas de impressão ocidentais, a impressão do tipo móvel de blocos de madeira ainda permanece em uso em comunidades isoladas na China.
- Papel

A produção de papel tem sido tradicionalmente atribuída à China por volta do ano 105, quando Cai Lun, funcionário da corte imperial durante a dinastia Hã, criou uma folha de papel usando amoreira e outras fibras de entrecasca, junto com redes de arrastão, trapos e resíduos de cânhamo. No entanto, uma recente descoberta arqueológica foi relatada a partir de Gansu de papel com caracteres chineses que datam de 8 aC. No século VI, folhas de papel também estavam começando a ser usadas para papel higiênico. Durante a dinastia Tang (618–907) o papel foi dobrado e costurado em sacos quadrados para preservar o sabor do chá. A dinastia seguinte, a Song (960–1279), foi o primeiro governo a emitir papel-moeda.
- Pólvora

A pólvora foi descoberta no século IX pelos alquimistas chineses em busca de um elixir da imortalidade. Na época em que o tratado da dinastia Song, Wujing Zongyao (武 经 总 要), foi escrito por Zeng Gongliang e Yang Weide (楊惟德) em 1044, as várias fórmulas chinesas para a pólvora continham níveis de nitrato na faixa de 27% a 50%. No final do século XII, as fórmulas chinesas de pólvora tinham um nível de nitrato capaz de estourar através de recipientes de metal de ferro fundido, na forma das primeiras bombas de granadas ocas e cheias de pólvora. Os chineses descobriram como criar explosivos redondos, embalando suas conchas vazias com esta pólvora enriquecida com nitrato. Um tesouro escavado das antigas minas terrestres Ming mostrou que a pólvora misturada estava presente na China em 1370. Há evidências que sugerem que a pólvora pode ter sido usado no leste da Ásia desde o século XIII.

## Pré-história

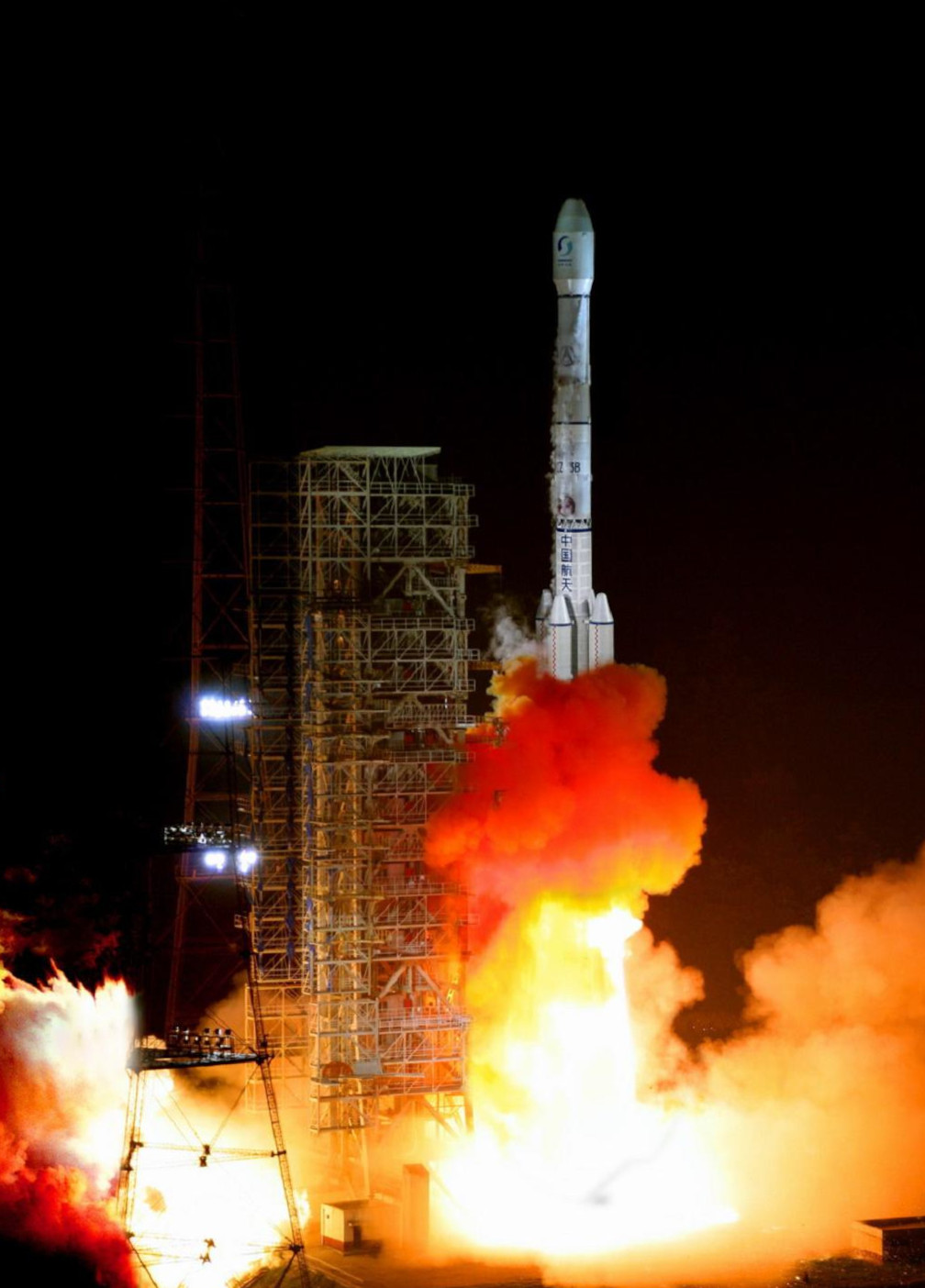
Lançamento do foguete Longa Marcha 3B, no Centro Espacial de Xichang

Talvez a invenção tecnológica mais importante da China tenha ocorrido há cerca de 600 mil anos, quando o homem de Pequim usava e controlava o fogo, a mais antiga evidência na espécie humana.
Desde há 170.000 anos, ferramentas complexas foram usadas pelos chineses. Uma das ferramentas de pedra, apelidada de "canivete suíço pré-histórico, era especialmente eficiente e durável, indispensável para uma sociedade de caçadores-coletores. Fragmentos ósseos encontrados no norte da China contêm linhas gravadas há entre 125.000 e 105.000 anos, alguns marcados com pigmento vermelho, tornando-os os exemplos mais antigos de comportamento simbólico no leste da Ásia.
O período neolítico, que começou na China por volta de 10.000 a.C. e concluiu com a introdução da metalurgia cerca de 8.000 anos depois, foi caracterizado pelo desenvolvimento de comunidades assentadas que dependiam principalmente de animais domésticos e de criação, em vez de caça e coleta. A tradição da produção musical pode estar entre as formas mais antigas de empreendimento artístico e tecnológico humano. Um exemplo são as flautas de osso (gǔdí) soberbamente preservadas em Jiahu, datadas de pouco mais de 8.000 a.C., que ainda podem ser tocadas. De todos os aspectos da tecnologia neolítica nas culturas do leste da China, o uso de jade deu a contribuição mais duradoura à civilização chinesa. Implementos de pedra polida eram comuns a todos os assentamentos neolíticos. As pedras a serem moldadas em ferramentas e ornamentos foram escolhidas cientificamente por seu arreio e força para resistir ao impacto e à sua aparência
A tecnologia do cultivo de arroz começa em 6.500 aC, no vale do rio Yangtze, porcos foram domesticados pela primeira vez em 7.600 aC, cães em 6.000 aC. e 5.200 aC, a domesticação de galinhas. As pessoas que se mudaram do sul da China cultivaram grandes mudanças na agricultura em todo o sudeste asiático. Os agricultores chineses de arroz e setaria italica se espalharam pelo sul em uma região que se estende do Vietnã até Mianmar há pelo menos 4000 anos. A evidência mais antiga de restos de caixão de madeira, datado de 5000 aC, foi encontrada no túmulo 4 de Beishouling, Shaanxi. Evidências claras de um caixão de madeira na forma de uma forma retangular foram encontradas no túmulo 152, em um dos primeiros locais de Banpo. O caixão Banpo pertence a uma menina de quatro anos, medindo 1,4 m por 0,55 m e 3–9 cm de espessura. Foram encontrados até 10 caixões de madeira no local da cultura Dawenkou (4100–2600 aC) em Chengzi, Shandong.
Em 3.600 aC, a seda tem sua primeira aparição na China e os primeiros exemplos conhecidos de seda tecida são de Qianshanyang, em Huzhou, Zhejiang produzido por volta do ano 2.700 aC. A manufatura da seda foi um segredo de estado, muito bem guardado até o ano 300, quando se tornou conhecida na Índia.
As invenções técnicas mais importantes do final do período pré-histórico são a fundição de bronze e o calendário. As descobertas mais antigas de peças fundidas de bronze datam da Cultura Erlitou Os primeiros vestígios de calendário podem ser encontrados nos ossos de oráculos, mas os discos de jade redondos tipo bi (璧) podem também ter sido instrumentos para observar estrela no céu.

## Período do herói cultural
O período, de cerca de 2 852 a 2 070 a.C., dos três soberanos e cinco imperadores encontrou um grande desenvolvimento em engenharia construindo canais em todos os principais rios que foram inundados e levar a água para o mar. Diz-se que os reis ajudaram a introduzir o uso do fogo, ensinaram as pessoas a construir casas e inventaram a agricultura. A esposa do Imperador Amarelo, Xi Lingshi, é creditada com a invenção da cultura da seda.
Os primeiros sinos de metal, com um encontrado no sítio de Taosi e quatro no sítio de Erlitou, datado de cerca de 2000 aC, podem ter sido derivados do protótipo anterior de cerâmica. A descoberta da medicina, a invenção do calendário e a escrita chinesa também são creditadas aos reis. Após a sua época, Yu, o Grande fundou o dinastia Xia.

## Período real
Outras mudanças na tecnologia e inovação que foram notadas a partir do período da dinastia Xia foi subsequente, o uso de ferramentas de pedra como o machado de mão, eles também fizeram uso de fogo no aperfeiçoamento das ferramentas de pedra que eles criaram. A agricultura também foi melhorada durante o período Xia e o pastoreio foi iniciado. Tecnologia de irrigação também foi grandemente melhorada, a produção de bens também aconteceu, o uso de navios e veículos surgiu, o uso de verniz tornou-se prática comum. Mas a inovação mais reconhecida durante este período foi a criação do calendário baseado em dois padrões diferentes, o uso de jade, vasos de bronze e fundição de bronze também se tornou popular nesta época.
Enquanto a fundição de bronze foi inventada no início do segundo milênio a.C., o período Shang, com as culturas de Erligang, Panlongcheng, Yin e outros, foi a primeira era em que a fundição de bronze foi industrializada e ferramentas de bronze e vasos rituais de bronze foram produzidos nas oficinas real. As oficinas reais eram cheias de trabalhadores que usavam vasos de bronze ou outras ferramentas de bronze, como instrumentos musicais (tambores gu (鼓), , muitos tipos de sinos, como o nao (鐃), zheng (鉦), ling (鈴) e armas; o punhal ge (戈), lança mao (矛), incluindo ferramentas rituais como machados "yue" (鉞), jades rituais esculpidos e cascos de tartaruga preparadas para adivinhação. Sítios arqueológicos do período Shang muitas vezes incluem oficinas — muitas vezes fora da cidade — com fornos, modelos e moldes preservadas. Desde os tempos de Shang até ao século XX, hoje até às vezes usado na arte, o calendário lunar cíclico (yueli 月曆) foi o instrumento para datar todos os eventos. Em dinastias posteriores, os anos foram contabilizados da mesma forma, resultando em sessenta anos de ciclos que tornou possível definir um ano, se o nome do governante era conhecido.

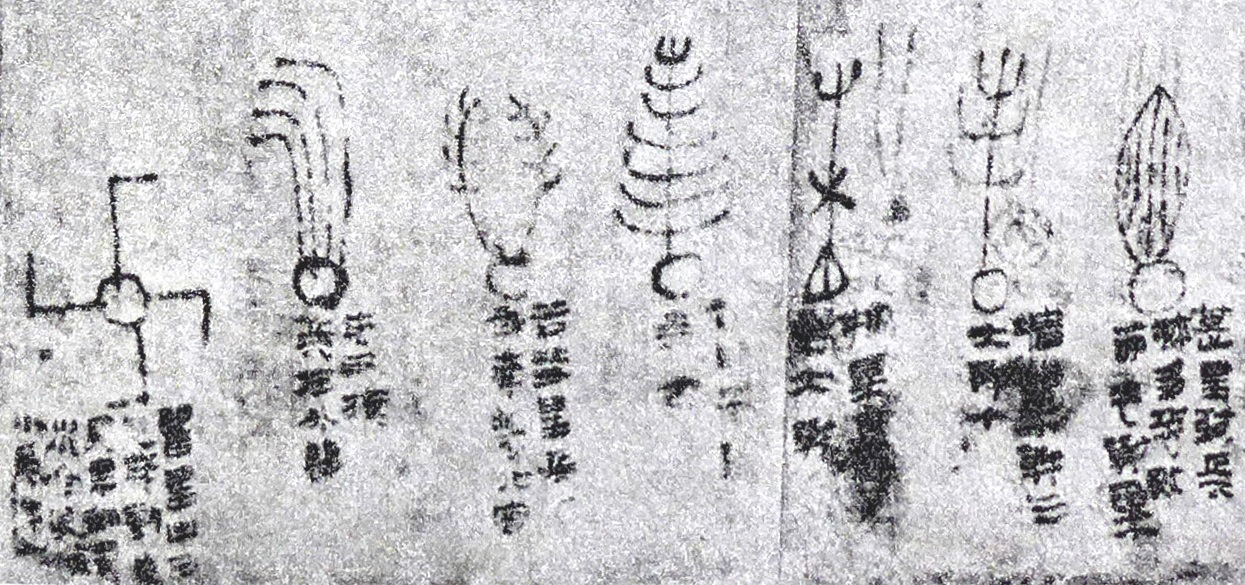
Detalhe no Livro da Seda — "Diagrama de Cometa" da Adivinhação por Fenômenos Astrológicos e Meteorológicos. Na adivinhação, esses cometas eram considerados o sinal de epidemias de guerra e peste..

A aparição do escrito chinês no reinado da rei Wu Ding não é prova de que um tipo de escrita tenha sido inventada e usada exclusivamente em Yin e a partir daquele momento. Os primeiros caracteres chineses aparecem em inscrições em ossos oraculares (jiaguwen 甲骨文), bem como em vasos de bronze (jinwen 金文).A Dinastia Zhou herdou a escrita e, com isso, uma parte da "construída" cultura chinesa. A mudança de poder dos reis Zhou para os muitos governantes regionais (zhuhou 諸侯) foi refletida na mudança de visão de mundo que se tornou mais e mais focada no homem e em suas necessidades.
O Livro da Seda (chinês: 天文氣象雜占, pinyin: Tian Wen Qi Xiang Za Zhan) foi o primeiro atlas definitivo de cometas, escrito c. 400 a.C. Ele listou 29 cometas (referidos como estrelas arrebatadoras) que apareceram ao longo de um período de cerca de 300 anos, com representações de cometas descrevendo um evento que sua aparência correspondia.
A Dinastia Qin também desenvolveu a besta, que mais tarde se tornou a arma dominante na Europa. Vários restos de bestas foram encontrados entre os soldados do Exército de Terracota no túmulo de Qin Shi Huang. Na arquitetura, o auge da tecnologia chinesa se manifestou na Grande Muralha da China, sob o primeiro imperador chinês Qin Shi Huang entre 220 e 200 aC. A arquitetura chinesa típica mudou pouco da Dinastia Han, até o século XIX.

## Período imperial
Ao consolidar seus domínios, o rei Zheng (政) assumiu o título de Shi huangdi. A política do Shi huangdi centrou-se na unificação da China a partir de uma reforma administrativa que consistiu no combate da nobreza, na adoção de princípios e filosofias legalistas e na criação de pequenas unidades administrativas diretamente ligadas ao governo central. A capital de Qin foi destruída em 206 aC, e isso é considerado pelos historiadores como o fim do Império Qin.

### Dinastia Han

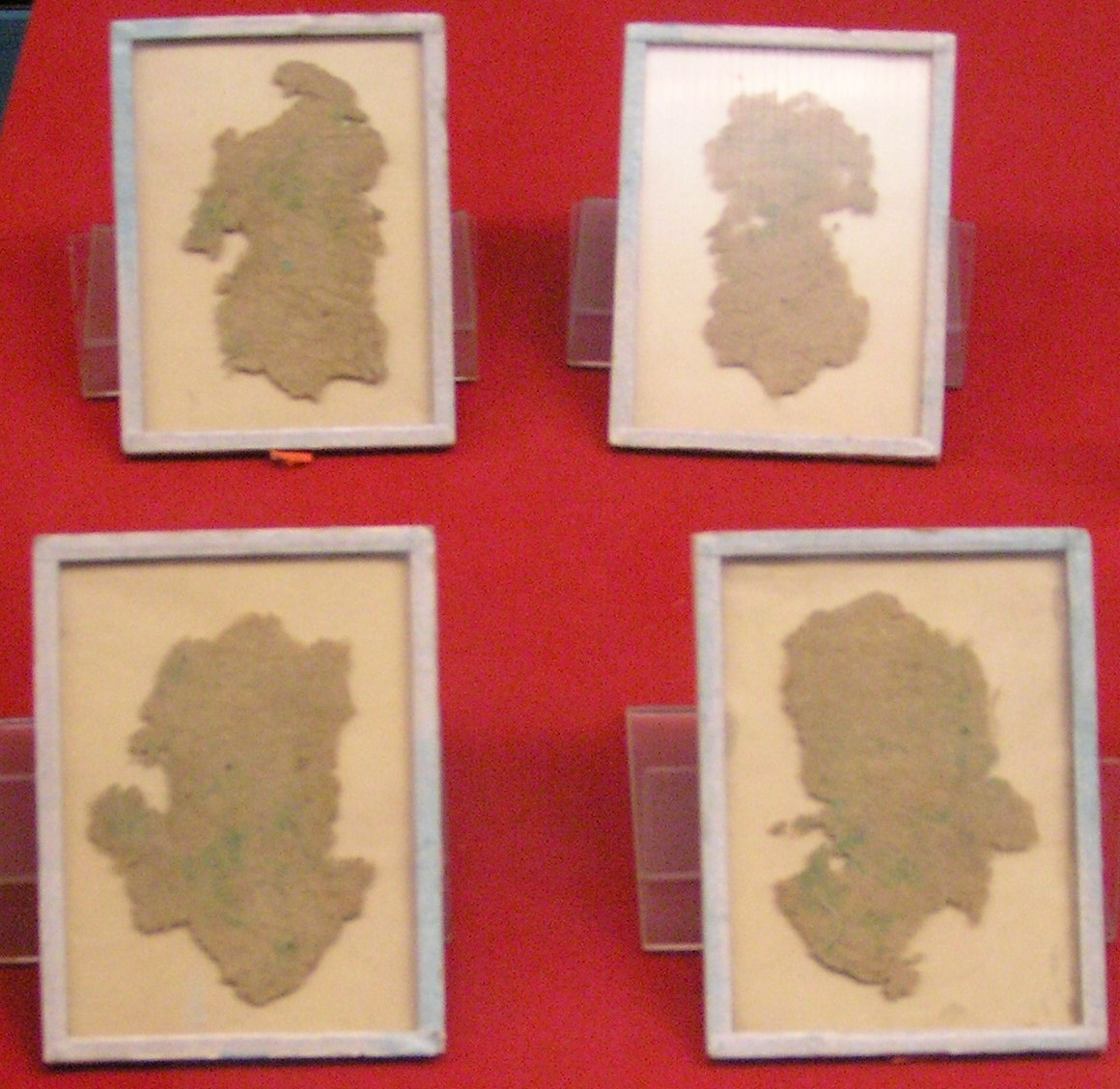
Papel de embrulho de cânhamo. China, cerca de.

A dinastia Hã, a segunda dinastia imperial, foi um período único no desenvolvimento da ciência e tecnologia chinesas pré-modernas, comparável ao nível de crescimento científico e tecnológico durante a dinastia Song (960–1279). No primeiro milênio a.C., os materiais de escrita chineses antigos típicos eram em bronze, ossos de animais e pedaços de bambu ou tábuas de madeira. No início da dinastia Hã, os principais materiais de escrita eram tábuas de argila, tecidos de seda e pergaminhos enrolados feitos de tiras de bambu costuradas com cordas de cânhamo; estes foram passados por buracos perfurados e fixados com selos de argila. O mais antigo pedaço de papel de embrulho chinês conhecido data do século II a.C.. O processo padrão de fabricação de papel foi inventado por Cai Lun em 105. O mais antigo pedaço de papel sobrevivente conhecido, com escrita nele, foi encontrado nas ruínas de uma Atalaia Hã que havia sido abandonada em 110, na Mongólia Interior.
Evidências sugerem que os altos-fornos, que convertem minério de ferro bruto em gusa, que pode ser refundido em um forno de cúpula para produzir ferro fundido por meio de um sopro frio e sopro quente, estavam operando na China no final do período das Primaveras e Outonos (722  481 a.C.). A forja catalã era inexistente na China antiga; no entanto, os chineses da era Hã produziram ferro forjado injetando oxigênio em excesso em um forno e causando descarbonetação. Ferro fundido e gusa podem ser convertidos em ferro forjado e aço usando um processo de finaria.
Um produto significativo dessas técnicas aprimoradas de fundição de ferro foi a fabricação de novas ferramentas agrícolas. O semeador de três pernas de ferro, inventado no século II a.C., permitiu que os agricultores plantassem cuidadosamente as plantações em filas, em vez de lançar as sementes à mão. O arado de ferro, também inventado durante a dinastia Hã, exigia apenas um homem para controlá-lo, dois bois para puxá-lo e poderia semear cerca de 45.730 m² (11,3 acres) de terra em um único dia.
Para proteger as culturas do vento e da seca, o intendente de grãos Zhao Guo (趙過) criou o sistema de campos alternados (daitianfa 代田法) durante o reinado do Imperador Wu. Este sistema mudou as posições dos sulcos e cumes entre as estações de crescimento. Os fazendeiros Hã também usaram o sistema de campos de cava (aotian 凹田) para o cultivo, que envolvia valas altamente fertilizadas que não exigiam arados ou bois e podiam ser colocados em terrenos inclinados.
Em engenharia mecânica, durante o período Hã, Ma Jun (c.200–265) melhorou o design do tear de seda, projetou bombas mecânicas para irrigar jardins palacianos e criou um grande e complexo teatro de marionetes para o Imperador Ming de Uei, que foi operado por uma grande roda d'água escondida. No entanto, a invenção mais impressionante de Ma Jun foi a carruagem apontando para o sul, um complexo dispositivo mecânico que agia como uma carruagem supostamente usada como bússola para navegação.

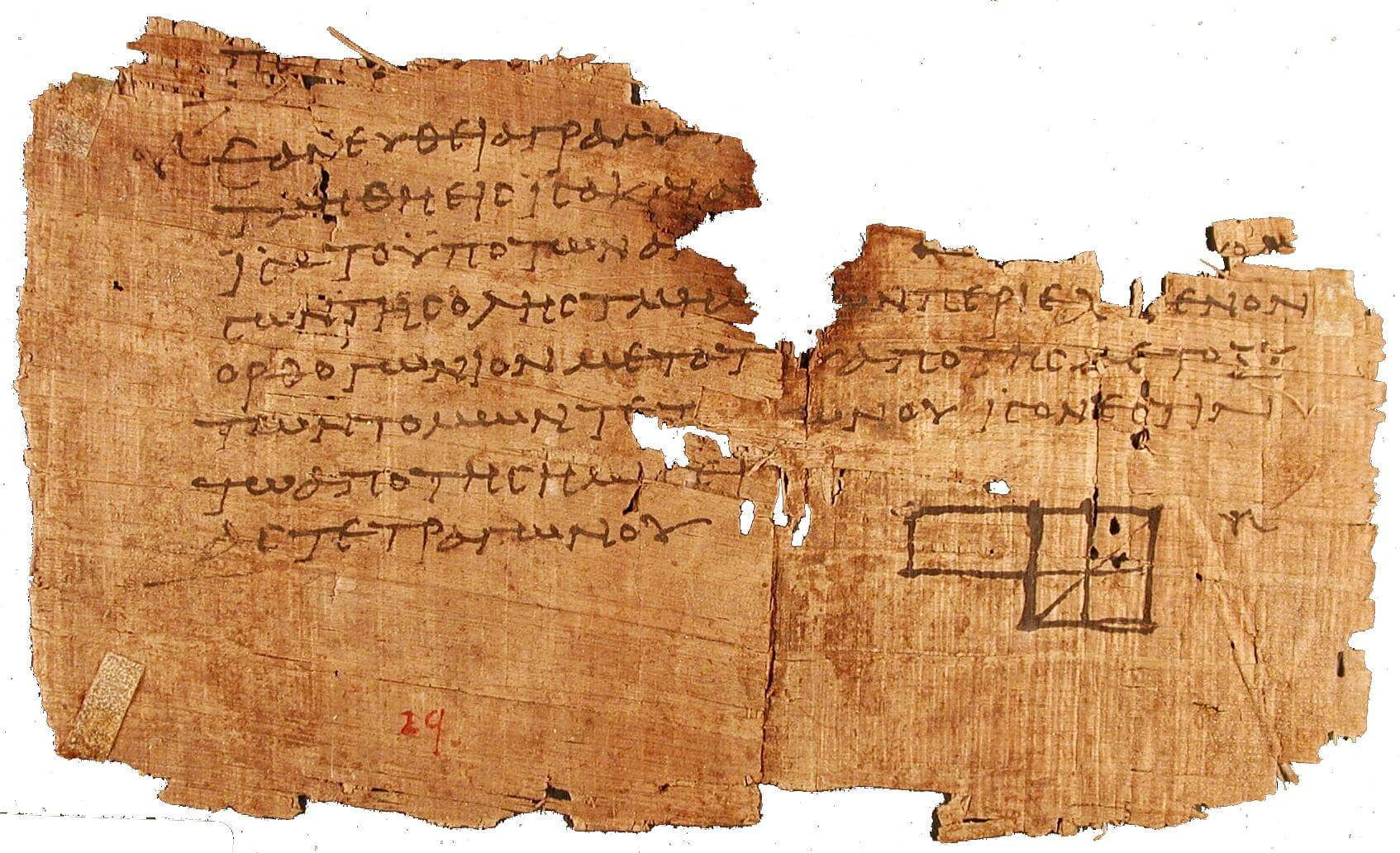
Papyrus Oxyrhynchus 29

A engenharia mecânica da era Hã vem em grande parte de escritos observacionais de estudiosos confucianos, por vezes desinteressados pelo assunto, que geralmente consideravam que esforços científicos e de engenharia estavam muito abaixo deles. Estudiosos no período Hã, que frequentemente tinham pouca ou nenhuma especialização em engenharia mecânica, às vezes forneciam informações insuficientes sobre as várias tecnologias que descreviam. No entanto, algumas fontes literárias Hã fornecem informações cruciais. Por exemplo, em 15 a.C. o filósofo e escritor Yang Xiong descreveu a invenção do adicionamento de uma correia para uma máquina de quilling, que foi de grande importância para a indústria têxtil.
Houve avanços em matemática, três tratados matemáticos de Hã ainda existem. Estes são, "Livro sobre Números e Cálculo", "O Clássico de Aritmética do Gnômon e das Trajetórias Circulares do Céu" e "Os nove capítulos da arte matemática". As conquistas matemáticas da era Hã incluem a solução de problemas com triângulos de ângulo reto, raízes quadradas, raízes cúbicas e métodos matriciais, encontrando aproximações mais precisas para pi, fornecendo prova matemática do teorema de Pitágoras, uso de a fração decimal, eliminação gaussiana para resolver equações lineares, e frações contínuas para encontrar as raízes das equações.
O Hã aplicou a matemática em várias disciplinas diversas. Na afinação, Jing Fang (78–37 a.C.) percebeu que 53 quintos perfeitos eram aproximados a 31 oitavas enquanto criavam uma escala musical de 60 tons, calculando a diferença em 177147⁄176776 (o mesmo valor de 53 temperamentos iguais descoberto pelo matemático alemão Nicholas Mercator [1620–1687], ou seja 353/284).

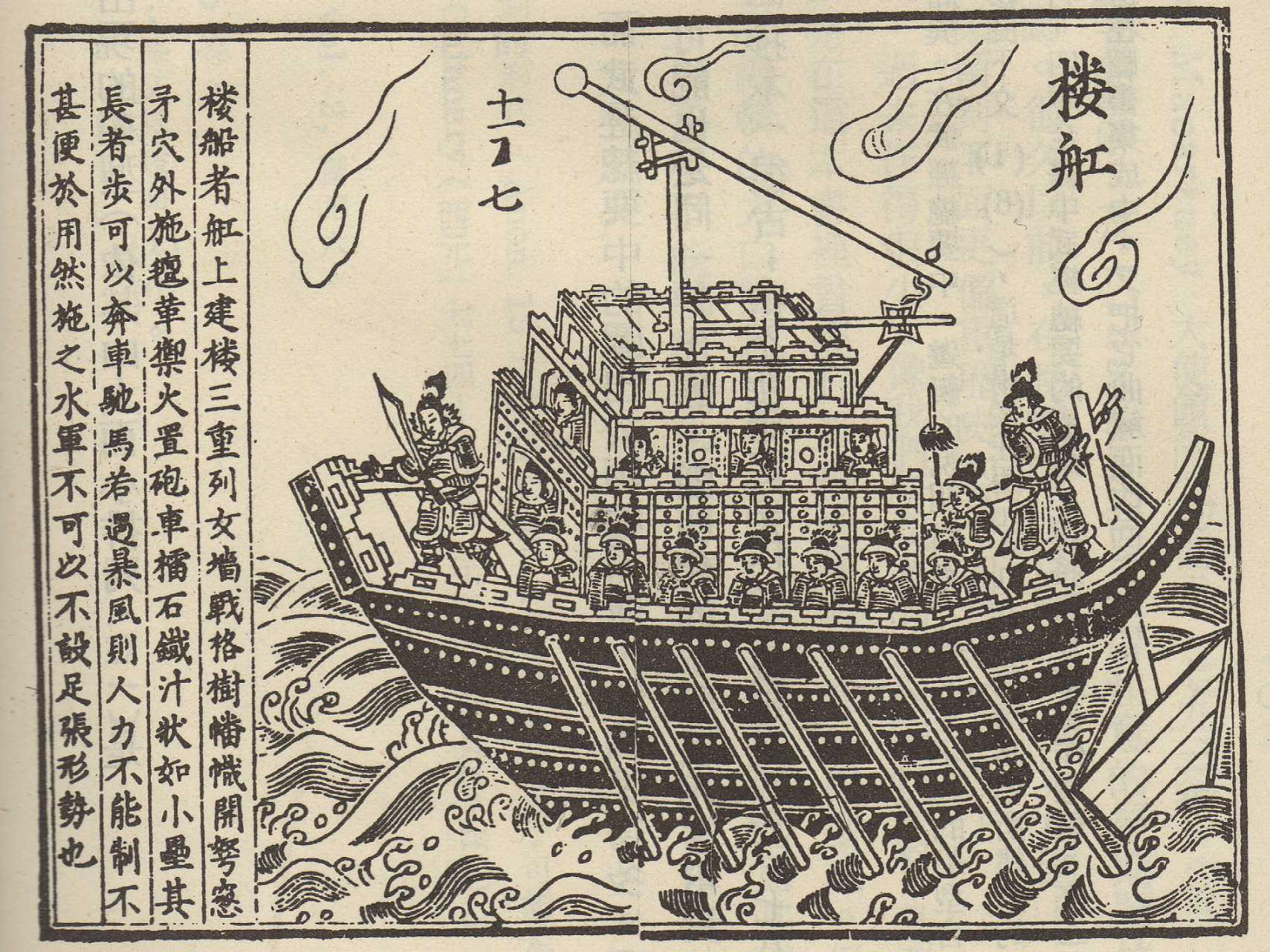
Um navio-torre (Louchuan) da dinastia Song com uma catapulta trebuchet de tração Xuanfeng, tirada do Wujing Zongyao, 1044 AD

A matemática foi essencial na elaboração do calendário astronómico, um calendário lunisolar que usou o Sol e a Lua como marcadores de tempo ao longo do ano. O uso do antigo calendário Sifen (古 四分 曆), que mediu o ano tropical em 3651⁄4 dias, foi substituído em 104 a.C. pelo calendário Taichu (太初 曆) que mediu o ano tropical em 365385⁄1539 dias e o período lunar mês a 2943⁄81 dias. Os astrônomos chineses fizeram catálogos de estrelas e registros detalhados de cometas que apareceram no céu noturno, incluindo a gravação da aparição de 12 a.C. do cometa agora conhecido como cometa de Halley. Os astrônomos da dinastia Hã adotaram um modelo geocêntrico do universo, teorizando que ele tinha a forma de uma esfera ao redor da Terra no centro. Embora outros discordassem de seu modelo, Wang Chong descreveu com precisão o ciclo da evaporação da água em forma de nuvens.
Evidências encontradas na literatura chinesa e evidências arqueológicas mostram que a cartografia existia na China antes da dinastia Hã. O general Ma Yuan criou o primeiro mapa de alto relevo do mundo no primeiro século, mas esta data pode ser revisada se a tumba do Imperador Qin Shi Huang for escavada e a conta nos Registros do Grande Historiador sobre um mapa do império for comprovadamente verdadeira.
A dinastia Hã chinesa navegou em uma variedade de naves que diferiam das de épocas anteriores, como o Louchuan (楼船, lit. navio-torre). O design do junco foi desenvolvido e construído durante a era Hã. Os navios Hã foram os primeiros do mundo a serem guiados por um leme na popa, em contraste com o remo de direção mais simples usado para o transporte fluvial, permitindo que navegassem em alto mar.
Embora carroças e carros de boi tenham sido usados anteriormente na China, o carrinho de mão foi usado pela primeira vez na China Hã no século I a.C.. Mais tarde, durante a Uei do Norte (386–534), o totalmente desenvolvido colar de cavalo foi inventado.
Os paquímetros deslizantes foram inventadas na China há quase 2.000 anos. A civilização chinesa foi a primeira civilização a experimentar com sucesso a aviação, sendo a pipa e a lanterna de Kongming, o chineizinho, as primeiras máquinas voadoras.

### Três Reinos
O final da dinastia Hã (período da história chinesa de 189 a 220), coincide aproximadamente com o tumultuado reinado do último imperador da dinastia Hã, o Imperador Xiandi. Durante este período, o país foi jogado em tumulto pela rebelião dos turbantes amarelos (184–205). Enquanto isso, as instituições do Império que eram a base do crescimento da ciência e tecnologia na China foram destruídas pelo senhor da guerra Dong Zhuo e fracionadas em regimes regionais governados por vários senhores da guerra, alguns dos quais eram nobres e funcionários da corte imperial Hã. Eventualmente, um desses senhores da guerra, Cao Cao, foi capaz de gradualmente reunir o império, ostensivamente sob o domínio do Imperador Xiandi, mas o império era na verdade controlado pelo próprio Cao Cao.

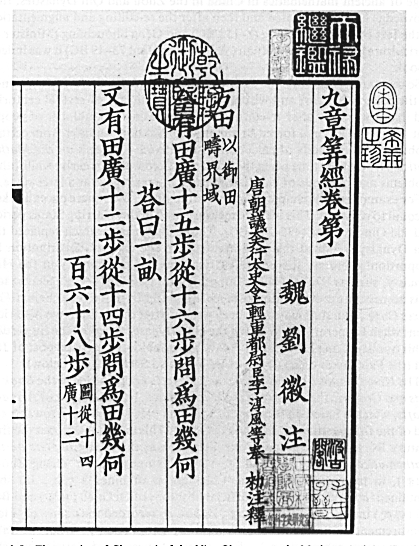
Uma página de Os nove capítulos da arte matemática

A tecnologia avançou significativamente durante o período dos três Reinos. O chanceler Shu, Zhuge Liang inventou o boi de madeira, uma forma primitiva do carrinho de mão, e melhorou a besta de repetição. Uei, o engenheiro mecânico Ma Jun, é considerado por muitos como igual ao seu antecessor Zhang Heng. Ele inventou um teatro de fantoches mecânico hidráulico projetado para o imperador Ming de Uei, bombas de corrente quadrada para irrigação de jardins em Luoyang e o engenhoso design da carruagem apontando para o sul, uma bússola direcional não magnética operada por engrenagens diferenciais.

### Dinastias do Norte e do Sul
Esse período viu a migração em larga escala de chineses hãs para as terras ao sul do rio Yangtze. Avanços tecnológicos notáveis ocorreram nesse período. A invenção do estribo durante a antiga dinastia Jim ajudou a impulsionar o desenvolvimento da cavalaria pesada como padrão de combate. Os historiadores também observam avanços na medicina, na astronomia, na cartografia e especialmente na matemática. Números negativos apareceram pela primeira vez na história nos Nove Capítulos sobre a Arte Matemática, que em sua forma atual datam do período da dinastia Hã (202 a.C. — 220 d.C.), mas podem conter materiais muito mais antigos. Liu Hui (c. século III) estabeleceu regras para adicionar e subtrair números negativos e o matemático e astrônomo Zu Chongzhi (429–500) aproximou pi com um grau de precisão ainda maior, tornando-o em {\displaystyle {\tfrac {355}{113}}}, um valor conhecido em chinês como Milu ("relação detalhada"). Esta foi a melhor aproximação racional para pi com um denominador de até quatro dígitos; o próximo número racional é {\displaystyle {\tfrac {52163}{16604}}}, que é a melhor aproximação racional. Zu finalmente determinou o valor para π entre 3,1415926 e 3,1415927.
Embora relativamente curto, esse período histórico foi muito romantizado nas culturas da China, Japão, Coreia e Vietnã. Ele foi celebrado e popularizado em óperas, histórias folclóricas, romances e, em tempos mais recentes, filmes, televisão e videogames. O período chegou ao fim com a unificação das dezoito províncias pelo Imperador Wen da Dinastia Sui.

## Revolução científica da China
Entre as realizações de engenharia do início da China estavam fósforos, docas secas, a bomba de pistão de ação dupla, ferro fundido, o arado de ferro, o colar de cavalo, o semeador multi-tubo, o carrinho de mão, a ponte suspensa, o pára-quedas, gás natural como combustível, o mapa em alto relevo, a hélice, a comporta fluvial e a eclusa. A Dinastia Tang (618–906) e a Dinastia Song (960–1279), em particular, foram períodos de grande inovação.

### Dinastia Tang
Em engenharia, a tecnologia durante o período Tang foi construída sobre seus precedentes do passado. Zhang Heng (78–139) e Ma Jun (século III), que deram inspiração ao engenheiro Tang, astrônomo e monge Yi Xing (683–727) ao inventar o primeiro mecanismo de escapamento de relógio em 725. Isto foi usado junto a uma clepsidra e roda d'água para alimentar uma esfera armilar rotativa em representação da observação astronômica. Seu design foi melhorado c. 610 pelos engenheiros da Sui-dinastia Geng Xun e Yuwen Kai. Eles colocaram uma balança romana que permitia o ajuste sazonal na cabeça de pressão do tanque de compensação e podiam então controlar a taxa de fluxo para diferentes comprimentos de dia e noite.

Animação de um mecanismo de escapamento, amplamente utilizado em relógio de pêndulo

Houve muitas outras invenções mecânicas durante a era Tang. Estes incluíam um servidor de vinho mecânico de 91 cm. de altura do início do século VIII que tinha a forma de uma montanha artificial, esculpida em ferro e repousada sobre uma armação de madeira laqueada em forma de tartaruga. No entanto, o uso de um boneco mecânico neste dispositivo de servir vinho não foi exatamente uma invenção nova da dinastia Tang, uma vez que o uso de bonecos mecânicos na China remonta à dinastia Qin (221–207 a.C.). Outros dispositivos incluíam um de Wang Ju, cuja "lontra de madeira" que poderia pegar peixes; Needham suspeita uma mola de algum tipo foi empregada no dispositivo.
A impressão em xilogravura que se tornou difundida no Tang continuaria sendo o tipo de impressão dominante na China até que a impressora mais avançada da Europa se tornasse amplamente aceita e usada na Ásia Oriental. Ela continuaria sendo o tipo de impressão dominante na China até que as pressas mais avançadas da Europa se tornassem amplamente aceita e usadas na Ásia Oriental. O primeiro uso da carta de baralho durante a dinastia Tang foi uma invenção auxiliar da nova era da impressão. O papel-moeda foi desenvolvido pela primeira vez na China. Suas raízes estavam nas receitas comerciais de depósito durante a dinastia Tang (618 a 907), uma vez que comerciantes e atacadistas desejavam evitar a grande quantidade de moedas de cobre em grandes transações comerciais.
Os chineses da era Tang também estavam muito interessados nos benefícios de classificar oficialmente todos os medicamentos usados na farmacologia. Em 657, o Imperador Gaozong de Tang (r. 649–683) encomendou o projeto literário de publicar uma matéria médica oficial, completa com textos e desenhos ilustrados para 833 substâncias medicinais diferentes tiradas de diferentes pedras, minerais, metais, plantas, ervas, animais, legumes, frutas e cereais. O uso da amálgama dentária, fabricada a partir de estanho e prata, foi introduzida pela primeira vez no texto médico Xinxiu Bencao escrito por Su Jing em 659. Além de compilar as farmacopeias, a dinastia Tang estimulou o aprendizado na medicina, mantendo as faculdades de medicina imperiais, exames estaduais para médicos e editando manuais forenses para médicos. Os autores da medicina Tang incluem Wei Zheng (d. 643) e Sun Simiao (581–682)
, o primeiro foi o que primeiro identificou por escrito que os pacientes com diabetes tinham um excesso de açúcar na urina, e o segundo que foi o primeiro a reconhecer que os pacientes diabéticos devem evitar consumir álcool e alimentos ricos em amido.
Cientistas chineses do período Tang empregaram fórmulas químicas complexas para uma série de diferentes propósitos, frequentemente encontrados em experimentos de alquimia. Estes incluíam um creme ou verniz impermeável e repelente à poeira para roupas e armas, argamassa à prova de fogo para artigos de vidro e porcelana, um creme à prova d'água aplicado a roupas de seda de mergulhadores, um creme designado para polir espelhos de bronze e muitas outras fórmulas úteis. O inventor Ding Huan (fl. 180) da dinastia Hã inventou um ventilador rotativo para ar condicionado, com sete rodas de 3 m (10 pés) de diâmetro e alimentado manualmente. Em 747, o Imperador Xuanzong construiu um "Salão Fresco" no palácio imperial, que o Tang Yulin (唐語林) descreve como tendo rodas de ventilador movidas a água para condicionar o ar do salão, assim como fontes de água de fontes. Durante a dinastia Song subsequente, fontes mencionaram o ventilador rotativo de ar condicionado como ainda mais amplamente utilizado.
Além da pólvora, os chineses também desenvolveram sistemas de libertação aprimorados para a arma bizantina do fogo grego, Meng Huo You e Pen Huo Qi usados pela primeira vez na China, circa 900.

### Dinastia Song
A dinastia Song (chinês: 宋朝, pinyin: Sòng cháo; 960–1279) forneceu alguns dos avanços tecnológicos mais significativos da história chinesa, muitos dos quais vieram de estadistas talentosos recrutados pelo governo por meio de exames imperiais. A capacidade de invenção da engenharia mecânica avançada tinha uma longa tradição na China. O engenheiro Song, Su Song, admitiu que ele e seus contemporâneos estavam construindo sobre as realizações dos antigos, como Zhang Heng (78–139).

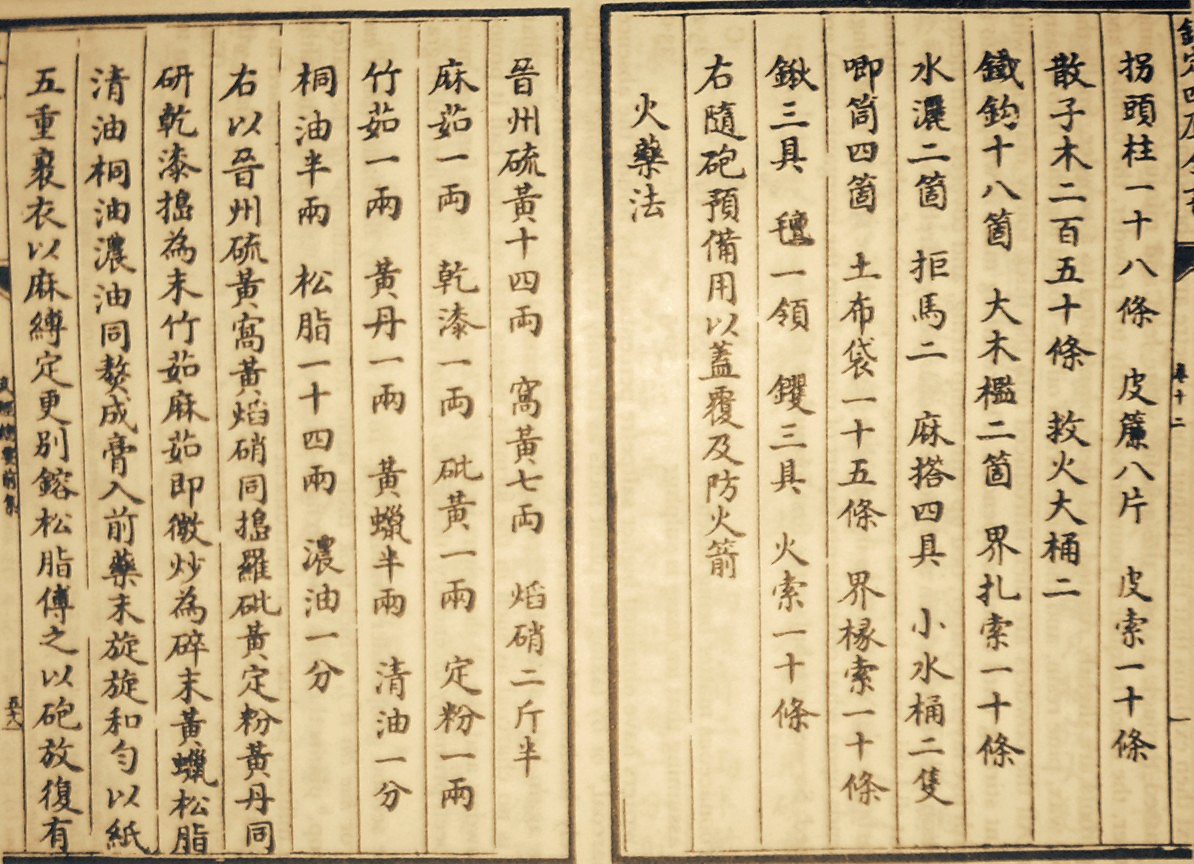
A mais antiga fórmula escrita conhecida para a pólvora, listada no Wujing Zongyao de 1044

A aplicação da pressa de tipo móvel avançou o uso já difundido da impressão em xilogravura para educar e divertir os estudantes e as massas confucionistas. A aplicação de novas armas, empregando o uso de pólvora, permitiu a dinastia Song afastar seus inimigos militantes — Liao, Xia Ocidental e Jim com armas como os canhões — até seu colapso às forças mongóis de Kublai Khan no final do século XIII.
Avanços na tecnologia de armamentos aprimorados pela pólvora, incluindo a evolução do antigo lança-chamas, granada explosiva, arma de fogo, canhão e mina, permitiram aos chineses Songs a afastar seus inimigos militantes até o último colapso da dinastia Song no final do século XIII. O manuscrito Wujing Zongyao de 1044 foi o primeiro livro da história a fornecer fórmulas para pólvora e seu uso específico em diferentes tipos de bombas. No século XIV, a arma de fogo e o canhão também podiam ser encontrados na Europa, na Índia e no Oriente Médio islâmico, durante o início da era da guerra da pólvora.
Já na dinastia Hã, quando o Estado precisava medir com precisão as distâncias percorridas pelo império, os chineses contavam com um odômetro mecânico. No período Song, o veículo hodômetro também foi combinado com outro antigo dispositivo mecânico complexo conhecido como a carruagem apontando para o sul. O conceito da engrenagem diferencial que foi usada neste veículo de navegação é agora encontrado em automóveis modernos, a fim de aplicar uma quantidade igual de torque às rodas de um carro, mesmo quando estão girando em velocidades diferentes.
Figuras polímatas como os estadistas Shen Kuo (1031–1095) e Su Song (1020–1101) incorporaram avanços em todos os campos de estudo, incluindo biologia, botânica, zoologia, geologia, mineralogia, mecânica, horologia, astronomia, medicina farmacêutica, arqueologia, matemática, cartografia, ótica, crítica de arte e muito mais. Shen Kuo foi o primeiro a discernir a declinação magnética do norte verdadeiro enquanto experimentava uma bússola.

Uma pintura de, que Shen elogiou por sua capacidade de retratar paisagens e paisagens naturais em um estilo grande, mas realista

Shen teorizou que os climas geográficos mudaram gradualmente com o tempo. Ele criou uma teoria da formação de terras envolvendo conceitos aceitos na geomorfologia moderna. Ele realizou experimentos ópticos com câmera obscura apenas uma década depois de ibne Alhaitam ser o primeiro a fazê-lo. Ele também melhorou os desenhos de instrumentos astronômicos, como o tubo de avistamento astronômico ampliado, que permitiu a Shen Kuo fixar a posição da Estrela Polar (que havia mudado ao longo de séculos). Shen Kuo também era conhecido por mecanismos de relógio hidráulicos, pois inventou uma nova clepsidra de tanque de transbordo que tinha uma interpolação de ordem mais eficiente em vez de interpolação linear na calibração da medida do tempo. Em seu livro, ele publicou no atlas celestial de cinco gráficos de estrelas. Esses gráficos estelares apresentam uma projeção cilíndrica semelhante à projeção de Mercator, sendo esta última uma inovação cartográfica da Gerardus Mercator em 1569. A dinastia Song observou supernovas. Além disso, a Carta Astronômica de Soochow sobre os planisférios chineses foi preparada em 1193 para instruir o príncipe herdeiro sobre descobertas astronômicas. Os planisférios foram gravados em pedra várias décadas depois.
Houve muitas melhorias notáveis na matemática chinesa durante a era Song. O livro de 1261 do matemático Yang Hui forneceu a primeira ilustração chinesa do triângulo de Pascal, embora ela já tenha sido descrita por Jia Xian por volta de 1100. O contemporâneo de Yang, Qin Jiushao (c. 1202–1261) foi o primeiro a introduzir o símbolo zero na matemática chinesa; antes que esses espaços em branco fossem usados em vez de zeros no sistema de contagem de varetas. Ele também é conhecido por trabalhar com o teorema chinês do resto, a fórmula de Herão e os dados astronômicos usados na determinação do solstício de inverno. O principal trabalho de Qin foi o Tratado Matemático em Nove Seções (chinês tradicional: 數書九章, chinês simplificado: 数书九章, pinyin: Shùshū Jiǔzhāng, Wade–Giles: Shushu Chiuchang), publicado em 1247.
A geometria foi essencial para o levantamento fundiário e cartografia. Os primeiros mapas chineses existentes datam do século IV a.C.. , no entanto, não foi até a época de Pei Xiu (224–271) que a elevação topográfica, um sistema formal de grade retangular e o uso de uma escala graduada padrão de distâncias foram aplicados aos mapas de terreno. Seguindo uma longa tradição de cartógrafos, Shen Kuo criou um mapa de alto relevo, enquanto seus outros mapas apresentavam uma escala graduada uniforme de 1:900.000. Um mapa de 1137 de 91 cm — esculpido em um bloco de pedra — seguia uma grade uniforme de 100 li para cada quadrículo da grelha e mapea com precisão o contorno das costas e dos sistemas fluviais da China, estendendo-se até Índia. Embora os dicionários geográficos existissem desde o ano 52 durante a dinastia Hã e os gazetteeres acompanhados por mapas ilustrativos (chinês:tujing) desde a dinastia Sui, o gazetteer tornou-se muito mais comum na dinastia Song, quando a principal preocupação ilustrativa era dicionários geográficos para fins políticos, administrativos e militares.
A inovação náutica mais importante do período Song parece ter sido a introdução da bússola magnética marítima, que permitia uma navegação precisa em mar aberto, independentemente do tempo. A agulha da bússola magnetizada — conhecida em chinês como "agulha apontando para o sul" — foi primeiramente descrita por Shen Kuo em seus ensaios (chinês tradicional: 夢溪筆談／梦溪笔谈 Torrente de Sonho) de 1088 e mencionada pela primeira vez em uso ativo pelos marinheiros em (chinês tradicional: 萍洲可談, pinyin: 'Pingzhou Ketan', Conversas de mesa em Pingzhou) de Zhu Yu, em 1119.
Houve outros avanços consideráveis em engenharia hidráulica e na tecnologia náutica durante a dinastia Song. A invenção do século X do bloqueio de nível para sistemas de canais permitiu que diferentes níveis de água fossem elevados e abaixados para segmentos separados de um canal, o que ajudou significativamente a segurança do tráfego de canais e permitiu barcaças maiores. A dinastia Song organizou os dentes salientes das âncoras em um padrão circular em vez de em uma direção. Especialistas afirmam que esse arranjo os tornou mais confiáveis para ancorar navios.
A arquitetura durante o período Song alcançou novos patamares de sofisticação. Autores como Yu Hao e Shen Kuo escreveram livros delineando o campo de leiautes arquitetônicos, artesanato e engenharia estrutural nos séculos X e XI, respectivamente. Shen Kuo preservou os diálogos escritos de Yu Hao quando descreveu questões técnicas, como escoras inclinadas construídas em torres de pagode para suporte de vento diagonal. Muitas das torres de pagode construídas durante o período Song foram erguidas em alturas que excederam dez andares. Algumas das mais famosas são as pagode de Ferro. construída em 1049 durante o período Song do Norte e a pagode de Liuhe construída em 1165 durante o período Song do Sul, embora houvesse muitas outras. O governo também supervisionou a construção de seus próprios escritórios administrativos, palácios, fortificações da cidade, templos ancestrais e templos budistas.

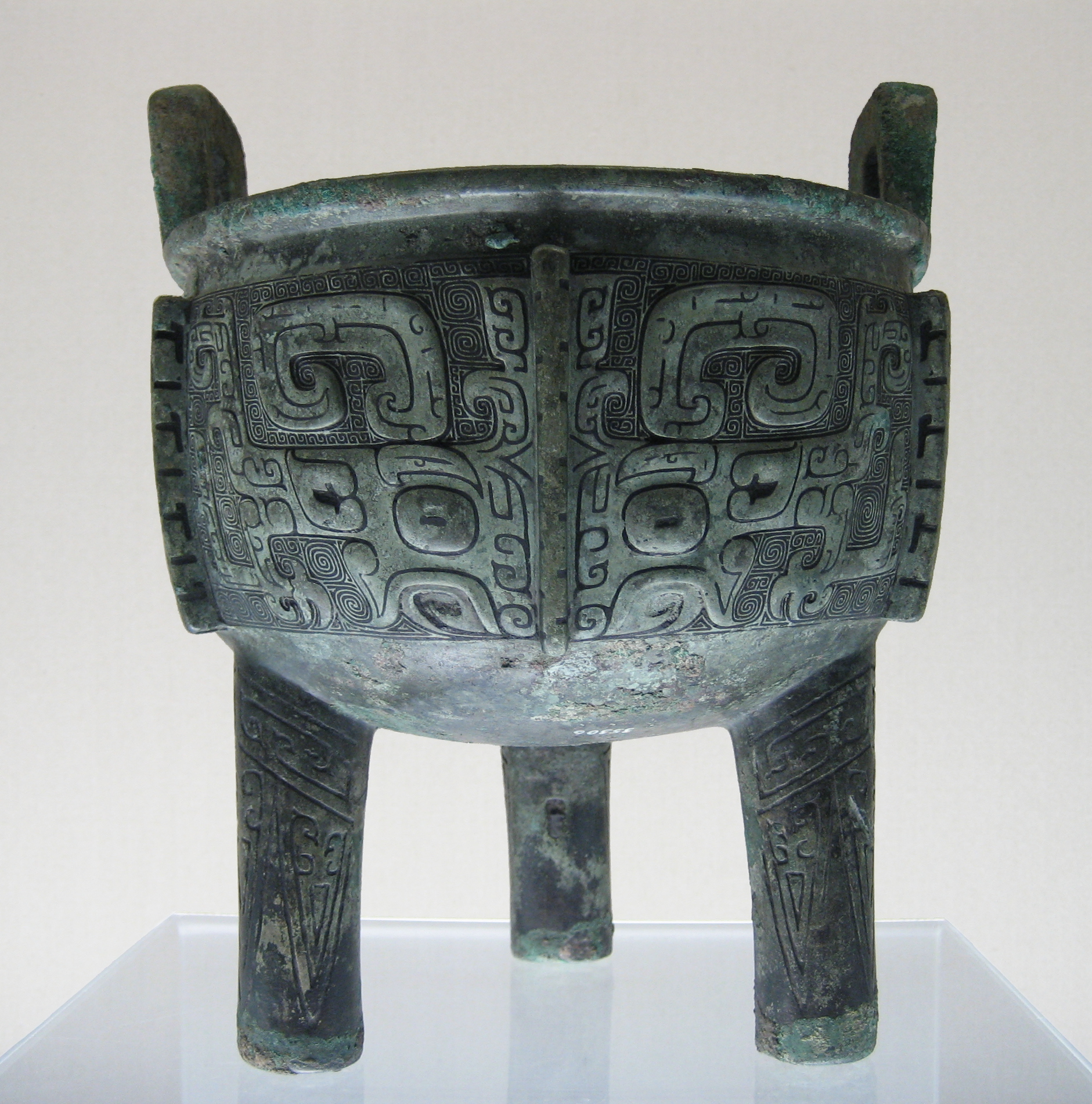
Vaso ding (鼎) do final da Dinastia Shang

Artistas da dinastia Song como Li Cheng, Fan Kuan, Xi Guo, Zhang Zeduan, o Imperador Huizong e Ma Lin pintaram retratos em "close up" de edifícios, bem como grandes extensões de paisagens urbanas com pontes arqueadas, salões e pavilhões, torres de pagode, e distintas muralhas chinesas da cidade. O cientista e estadista Shen Kuo era conhecido por suas críticas à arte relacionada à arquitetura, dizendo que era mais importante para um artista capturar uma visão holística de uma paisagem do que se concentrar nos ângulos e cantos dos edifícios.
Além das atividades antiquarias da pequena nobreza de busca colecionar arte, os eruditos-acadêmicos durante o período Song ficaram muito interessados em recuperar relíquias antigas de sítios arqueológicos, a fim de reviver o uso de vasos antigos em cerimônias de rituais de estado. Autoridades acadêmicas do período Song afirmaram ter descoberto antigos vasos de bronze que foram criados durante a dinastia Shang (1600–1046 a.C.), que traziam os caracteres escritos da era Shang. Alguns tentaram recriar esses vasos de bronze usando apenas a imaginação, não observando evidências tangíveis de relíquias; esta prática foi criticada por Shen Kuo em seu trabalho de 1088. Apesar do interesse primordial da aristocracia em arqueologia simplesmente por reviver antigos rituais de estado, alguns dos pares de Shen adotaram uma abordagem semelhante ao estudo da arqueologia. Seu contemporâneo Ouyang Xiu (1007–1072) compilou um catálogo analítico de antigos fragmentos de pedra e bronze, os quais foram pioneiros em ideias sobre epigrafia e arqueologia. Durante o século XI, eruditos Song descobriram o antigo santuário de Wu Liang (78–151), um estudioso da dinastia Hã (202 a.C.-220 d.C.); eles produziam entalhes das esculturas e baixos-relevos decorando as paredes de sua tumba para que pudessem ser analisados em outro lugar.

## Grande Iuã
Os mongóis, sob várias lideranças, foram conquistando no período entre 1211 a 1279 as várias regiões que compunham o atual território da China, na época dividida por mais de 300 anos entre as dinastias Liao e Jim ao norte, os Xi Xia no centro e Sung ao sul. Durante o reinado de Gengis Cã, foram conquistadas várias áreas do norte da China, dentre elas a Manchúria e a cidade de Pequim, após um longo cerco. Seu filho Ogodei conquistou em 1234 a cidade de Kaifeng e iniciou a guerra contra os Song. O domínio mongol sob a dinastia Iuã viu avanços tecnológicos a partir de uma perspectiva econômica, com a primeira produção em massa de notas de papel por Cublai Cã no século XIII.

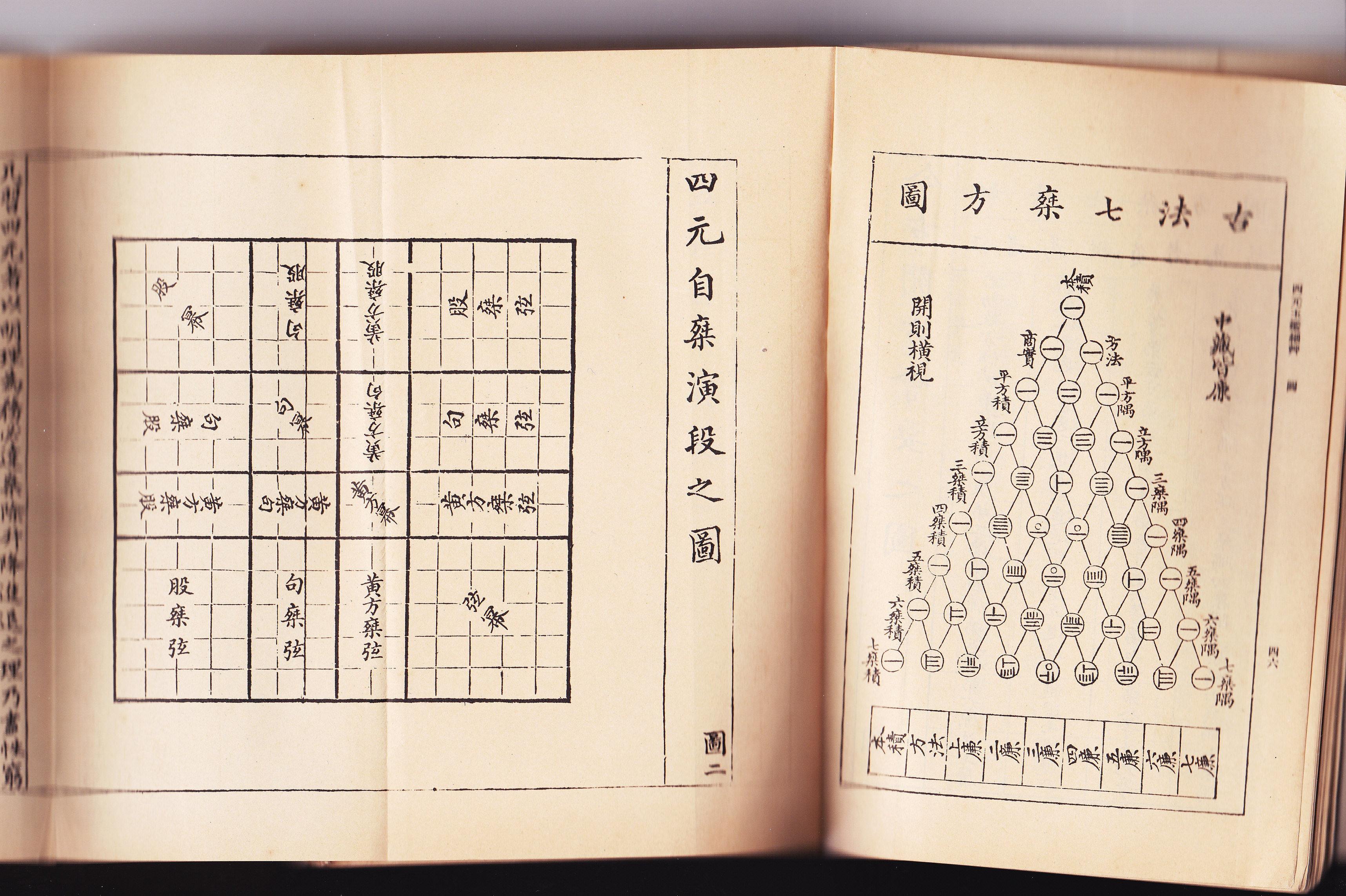
Espelho de Jade dos Quatro Desconhecidos
(四元玉鉴), escrito em 1303.

Em matemática, o matemático Zhu Shijie (1249–1314) usou um método de eliminação para reduzir as equações simultâneas a uma única equação com apenas um desconhecido e avanços na álgebra polinomial foram feitos por matemáticos durante a era Iuã. Zhu resolveu equações simultâneas com até quatro incógnitas usando um arranjo retangular de coeficientes, equivalente a matrizes modernas. Seu método é descrito no Espelho de Jade dos Quatro Desconhecidos (四元玉鉴), escrito em 1303. As páginas de abertura contêm um diagrama do triângulo de Pascal. A soma de uma série aritmética finita também é abordada no livro.
Guo Shoujing aplicou a matemática na construção de calendários. Ele foi um dos primeiros matemáticos da China a trabalhar na trigonometria esférica. Gou derivou uma fórmula de interpolação cúbica para seus cálculos astronômicos. O conhecimento matemático do Oriente Médio foi introduzido na China sob o governo mongol e os astrônomos muçulmanos trouxeram numerais arábicos para a China no século XIII.
A tradição médica chinesa do Iuã tinha "Quatro Grandes Escolas" que o Iuã herdou da dinastia Jim. Todas as quatro escolas foram baseadas na mesma base intelectual, mas defendiam diferentes abordagens teóricas em relação à medicina. Os curandeiros eram divididos em médicos não-mongóis chamados otachi e xamãs mongóis tradicionais. Os mongóis caracterizaram os médicos otachi pelo uso de remédios herbais, que se distinguiam das curas espirituais do xamanismo mongol. Estudiosos confucianos foram atraídos para a profissão médica porque asseguravam uma alta renda e a ética médica era compatível com as virtudes confucianas. Sob os mongóis, a prática da medicina chinesa se espalhou para outras partes do império. Os médicos chineses foram levados por campanhas militares pelos mongóis à medida que se expandiam para o oeste.
Vários avanços médicos foram feitos no período Iuã. O médico Uei Ilim (chinês: 危亦林, pinyin: Wēi Yìlín; c. 1277–1347) inventou um método de suspensão para reduzir as articulações deslocadas, que ele fazia usando anestésicos. O médico mongol Hu Sihui descreveu a importância de uma dieta saudável em um tratado médico de 1330. A medicina ocidental também era praticada na China pelos cristãos nestorianos da corte Iuã, onde às vezes era rotulada como "huihui" ou medicina muçulmana. Os médicos Huihui, que trabalhavam em dois hospitais imperiais, eram responsáveis por tratar a família imperial e os membros do tribunal.

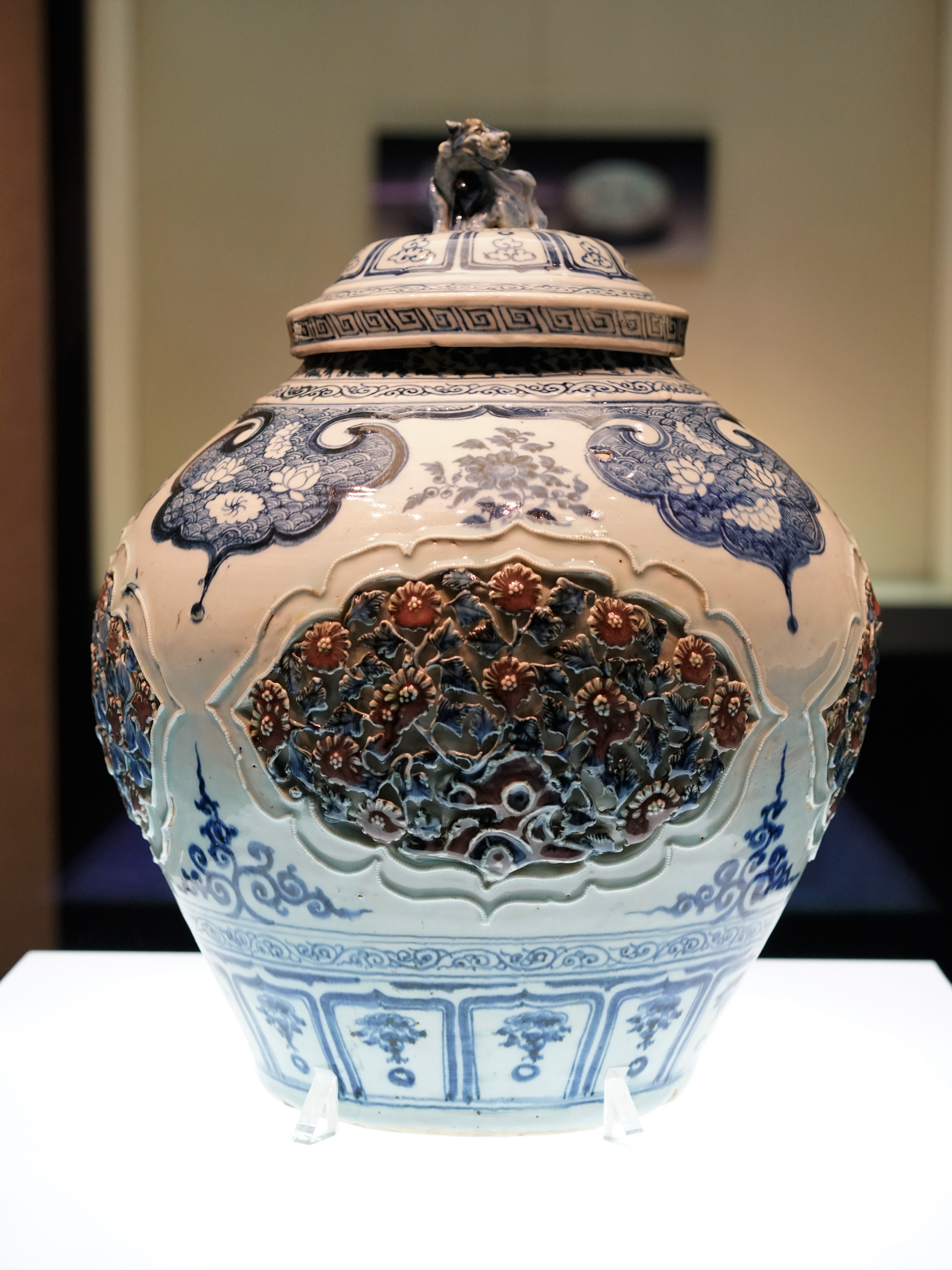
Frasco coberto azul e branco com design floral no fundo-vidrado vermelho e azul, escavado em Baoding

Os governantes mongóis patrocinaram a indústria de impressão Iuã. A tecnologia de impressão chinesa foi transferida para os mongóis através do Reino de Qocho (chinês tradicional: 高昌回鶻, pinyin: Gāochāng Húihú, lit. ‘Qocho Uyghurs’, Mongol ᠦᠶᠭᠦᠷ Uihur "id.") e intermediários tibetanos. A publicação de um texto taoísta inscrito com o nome de Töregene Khatun, a esposa de Ögedei, é uma das primeiras obras impressas patrocinadas pelos mongóis. Em 1273, os mongóis criaram a Diretoria da Biblioteca Imperial, um escritório de impressão patrocinado pelo governo. Escolas locais e agências governamentais foram financiadas para apoiar a publicação de livros. Uma das aplicações mais notáveis da tecnologia de impressão foi o chao, o papel-moeda no período Iuã. Chao foi feito a partir da casca de amoreiras. O governo Iuã usou blocos de madeira para imprimir papel-moeda, mas mudou para placas de bronze em 1275.
Em cerâmica chinesa do período foi um dos de expansão, com a grande inovação o desenvolvimento em porcelana Jingdezhen (chinês: 景德镇陶瓷), utensílios de cerâmica com fundo-vidrado pintado em azul e branco. Isto parece ter começado nas primeiras décadas do século XIV, e no final da dinastia quando ela estava madura e bem estabelecida. Outros tipos principais de utensílios de cerâmica continuaram sem uma ruptura acentuada no seu desenvolvimento, mas houve uma tendência geral para algumas peças de tamanho maior e mais decoração. Isso geralmente é visto como um declínio do refinamento da música. As exportações expandiram consideravelmente, especialmente para o mundo islâmico.

## Império do Grande Ming
Em comparação com o florescimento da ciência e da tecnologia na dinastia Song, a dinastia Ming (chinês: 明朝, pinyin: Míng Cháo) talvez tenha visto menos avanços em ciência e tecnologia em comparação com o ritmo das descobertas no mundo ocidental. Durante o final do século XIV e o início do século XV, a tecnologia da pólvora chinesa se espalhou por todo o Sudeste Asiático, tanto por via terrestre quanto marítima, muito antes da chegada das armas de fogo europeias. O impacto das armas de fogo chinesas no sudeste da Ásia continental no norte em termos de guerra e expansão territorial foi profundo.
De fato, os principais avanços da ciência chinesa no final da dinastia Ming foram estimulados pelo contato com a Europa. Em 1626, Johann Adam Schall von Bell escreveu o primeiro tratado chinês sobre o telescópio, o Yuanjingshuo (Vidro óptico de visão distante); em 1634, o imperador Chongzhen adquiriu o telescópio do falecido Johann Schreck (1576–1630).
Embora Shen Kuo (1031–95) e Guo Shoujing (1231–1316) tenham estabelecido as bases para a trigonometria na China, outro importante trabalho na trigonometria chinesa não seria publicado até 1607, com os esforços de Xu Guangqi e Matteo Ricci. Ironicamente, algumas invenções que tiveram suas origens na China antiga foram reintroduzidas na China da Europa durante o final da dinastia Ming; por exemplo, o moinho de campo.

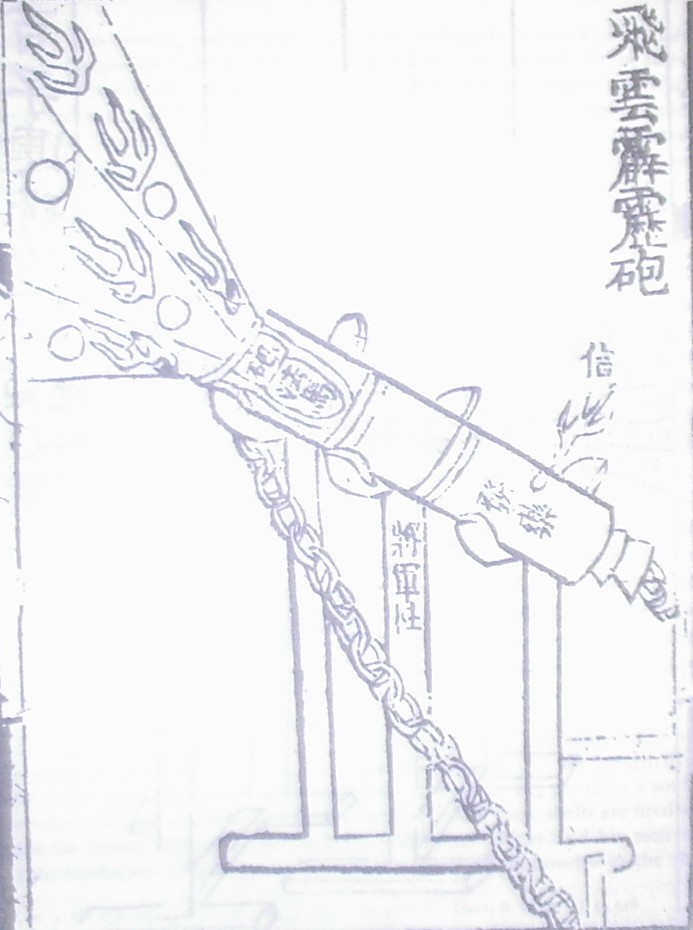
Um canhão do Huolongjing, elaborado por Jiao Yu e Liu Ji antes de sua morte em 1375

O calendário chinês estava a precisar de reforma, uma vez que inadequadamente media o ano solar em 365 ¼ dias, dando um erro de 10 min. e 14 seg. por ano ou cerca de um dia inteiro a cada 128 anos. Embora o Ming tivesse adotado o calendário Shoushi de Guo Shoujing de 1281, que era tão preciso quanto o Calendário Gregoriano, a Diretoria Ming de Astronomia não reajustou-o periodicamente; isso talvez se devesse à falta de conhecimento, já que seus cargos públicos haviam se tornado hereditários na dinastia Ming e os estatutos da dinastia Ming proibiam o envolvimento privado na astronomia. Um descendente de sexta geração do imperador Hongxi, o "príncipe" Zhu Zaiyu (1536 a 1611), apresentou uma proposta para consertar o calendário em 1595, mas a comissão astronômica ultraconservadora o rejeitou. Xing mais tarde serviria com Xu Guangqi na reforma do calendário (崇禎 暦 書) em 1629, de acordo com os padrões ocidentais.
Quando o fundador do Ming, Hongwu, descobriu os dispositivos mecânicos instalados no palácio da dinastia Iuã em Cambalique — como fontes com bolas dançando em seus jatos, tigre auto-operável, aparelhos com cabeça de dragão que emitiam névoas de perfume e relógios mecânicos na tradição de Yi Xing (683–727) e Su Song (1020–1101) — ele associou todos eles com a decadência do domínio mongol e os destruiu.
Concentrando-se na agricultura em seu Nongzheng Quanshu, o engenheiro agrônomo Xu Guangqi (1562–1633) se interessou por irrigação, fertilizantes, alívio da fome, colheitas econômicas e têxteis e observação empírica dos elementos que permitiram entender as primeiras compreensões da química.
Houve muitos avanços e novos projetos em armas de pólvora durante o início da dinastia, mas, de meados até o final da dinastia Ming, os chineses começaram a empregar freqüentemente artilharia e armas de fogo de estilo europeu. O Huolongjing, compilado por Jiao Yu e Liu Bowen em algum momento antes da morte deste, em 16 de maio de 1375 (com um prefácio acrescentado por Jiao em 1412), apresentava muitos tipos de armas de pólvora de ponta para a época. Isso inclui balas de canhão ocas, cheias de pólvora, minas terrestres que usavam um mecanismo complexo de queda de pesos, pinos e um chiado de aço para acender o trem de fusíveis, minas navais, foguetes montados com barbatanas para controle aerodinâmico, foguetes de vários estágios por foguetes impulsionadores antes de acender um enxame de foguetes menores que saem do final do míssil (em forma de cabeça de dragão), e canhões de mão que tinham até dez barris.
Li Shizhen (1518–1593).. — um dos mais renomados farmacologistas e médicos da história da China — pertenceu ao final do período Ming Seu Bencao Gangmu é um texto médico com 1.892 verbetes, cada verbete com seu próprio nome, chamado de gangue. O mu no título se refere aos sinônimos de cada nome. A inoculação, embora possa ser atribuída à antiga medicina popular chinesa, foi detalhada em textos chineses no século XVI. Ao longo da dinastia Ming, cerca de cinquenta textos foram publicados sobre o tratamento da varíola. No que diz respeito à higiene bucal, os antigos egípcios tinham uma escova de dentes primitiva de um galho raspado no final, mas os chineses foram os primeiros a inventar a moderna escova de cerdas em 1498, embora usasse pelos duros de porco.

### Atividade jesuíta na China

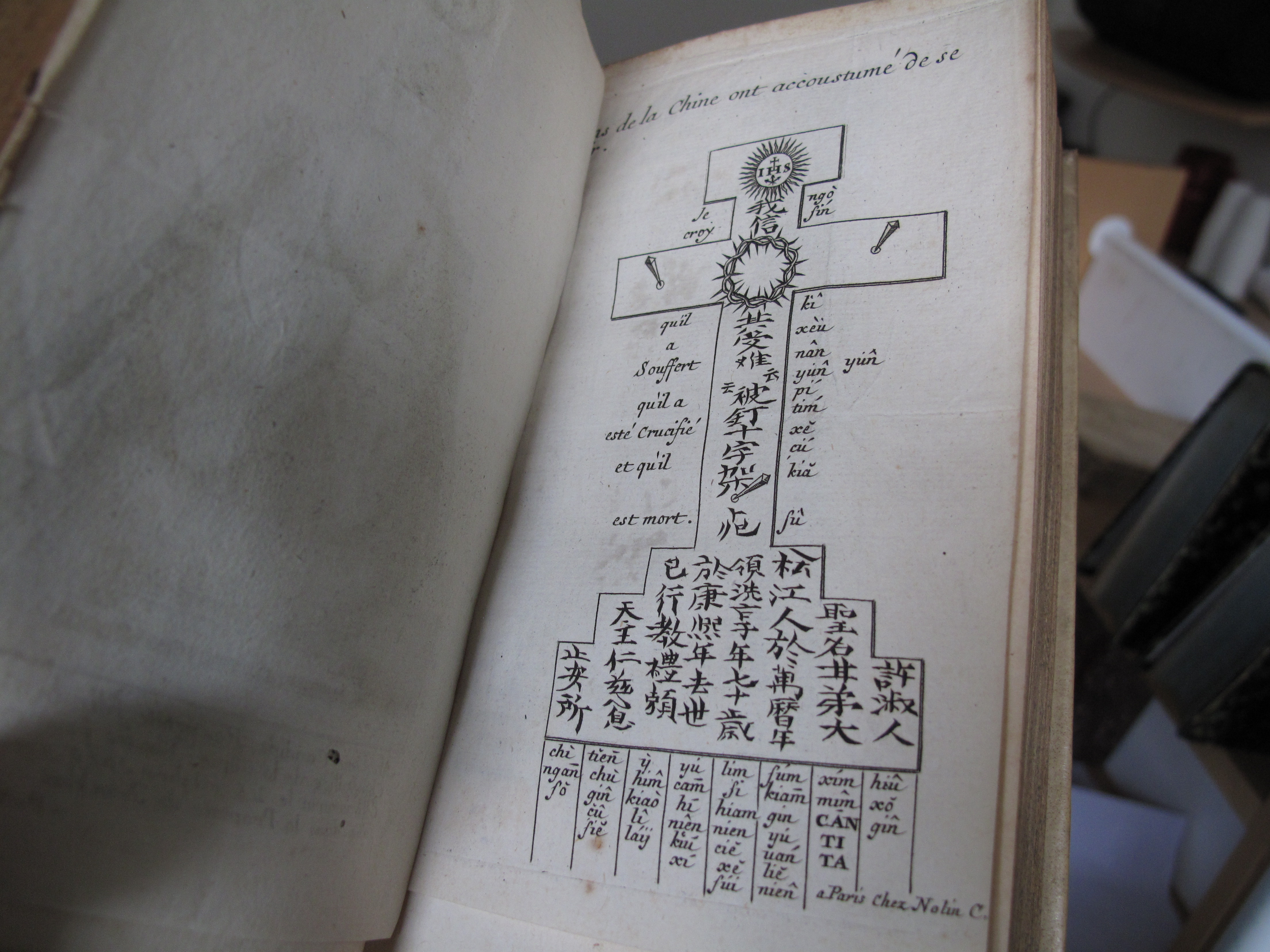
Padre Prospero Intorcetta publicou a vida e as obras de Confúcio em latim em 1687

As missões jesuíticas chinesas dos séculos XVI e XVII introduziram a ciência e a astronomia ocidentais, passando depois por sua própria revolução, para a China. Um historiador moderno escreve que, no final das cortes Mingue, os jesuítas eram "considerados impressionantes, especialmente por seu conhecimento de astronomia, calendários, matemática, hidráulica e geografia". A Sociedade de Jesus introduziu, segundo Thomas Woods, "um corpo substancial de conhecimento científico e uma vasta gama de ferramentas mentais para a compreensão do universo físico, incluindo a geometria euclidiana que tornou o movimento planetário compreensível". Outro especialista citado por Woods disse que a revolução científica trazida pelos jesuítas coincidiu com uma época em que a ciência estava em um nível muito baixo na China:

[Os jesuítas] fizeram esforços para traduzir a matemática ocidental e os trabalhos astronômicos para o chinês e despertaram o interesse de estudiosos chineses nessas ciências. Eles fizeram uma observação astronômica muito extensa e realizaram o primeiro trabalho cartográfico moderno na China. Eles também aprenderam a apreciar as conquistas científicas dessa cultura antiga e os tornaram conhecidos na Europa. Através de sua correspondência, os cientistas europeus aprenderam pela primeira vez sobre a ciência e a cultura chinesas.— 
Por outro lado, os jesuítas eram muito ativos na transmissão do conhecimento chinês para a Europa. Os trabalhos de Confúcio foram traduzidos para as línguas europeias através da agência de eruditos jesuítas na China. Matteo Ricci começou a relatar os pensamentos de Confúcio e o padre Prospero Intorcetta publicou a vida e as obras de Confúcio em latim em 1687. Acredita-se que tais obras tenham considerável importância para os pensadores europeus do período, particularmente entre os deístas e outros grupos filosóficos do Iluminismo que estavam interessados na integração do sistema de moralidade de Confúcio no cristianismo.
A doutrina e até mesmo o nome de "Laissez-faire" podem ter sido inspirados pelo conceito chinês de Wu wei. No entanto, os insights econômicos do antigo pensamento político chinês tiveram pouco impacto fora da China nos séculos posteriores. Goethe, ficou conhecido como "o Confúcio de Veimar"
.

## Estagnação Científica e Tecnológica

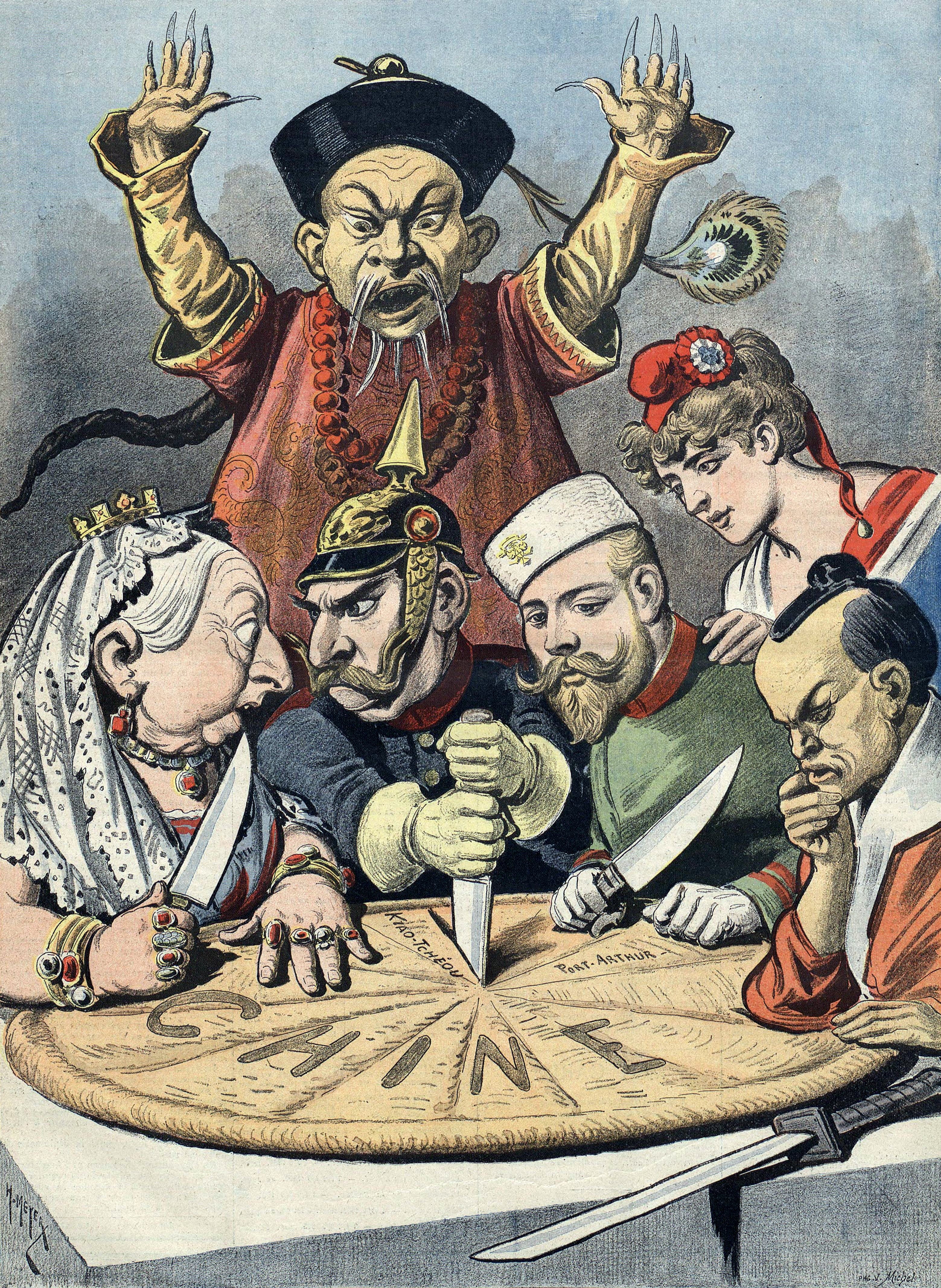
Um desenho político francês representando a China como uma pizza prestes a ser desmembrada pela Rainha Vitória (Inglaterra), Kaiser Wilhelm II (Alemanha), Czar Nicolau II (Rússia), Marianne (França) e um samurai (Japão), enquanto um mandarim chinês impotente olha

A última dinastia imperial da China governou de 1644 a 1912 e, brevemente em 1917, quando foi sucedida pela República da China. A China tinha uma população maior do que a da Europa ao longo da Era Comum. Noentanto, no final do período imperial, a taxação era baixa, e a economia e a população cresciam significativamente, embora sem aumento substancial da produtividade. A Europa Ocidental (e as partes do Novo Mundo onde o seu povo tornou-se a populações dominante) superou as restrições pré-modernas de crescimento e irrefutavelmente surgiu durante o século XIX como a civilização mundial mais poderosa e rica da época, eclipsando China Qing. A incapacidade da China de acompanhar o crescimento comercial e econômico da Europa ou de adquirir colônias colocou a China em um período conhecido como "Grande Estagnação".O progresso tecnológico parou, apesar de um breve surto de exploração pelo explorador chinês Zheng He provou ser único, quando o governo chinês restringiu a construção naval.
O processo da Europa foi acompanhado e reforçado pela Era dos Descobrimentos e pelo subsequente aumento dos impérios coloniais, a Era do Iluminismo, a Revolução Comercial, a Revolução Científica e, finalmente, a Revolução Industrial e possibilitaram avanços tecnológicos, tais como ferrovias, barcos a vapor, mineração e agricultura. O ocidente também tinha a vantagem de possuir quantidades maiores de matérias-primas e um substancial mercado comercial. A China e a Ásia em geral participaram do comércio, mas a colonização trouxe vantagens ao ocidente. Essas são algumas das explicações para a estagnação da China, mas a estagnação tem sido objeto de debate entre os historiadores. Ainda se procura uma razão pela qual a China não desenvolveu uma revolução científica e por que a tecnologia chinesa ficou atrás da da Europa. Muitas hipóteses foram propostas desde o cultural até o político e econômico. John K. Fairbank, por exemplo, argumentou que o sistema político chinês era hostil ao progresso científico.
Historiadores mais recentes questionaram explicações políticas e culturais e deram maior ênfase às causas econômicas. A armadilha de equilíbrio de alto nível de Mark Elvin é um exemplo bem conhecido dessa linha de pensamento. Argumenta que a população chinesa era grande o suficiente, que os trabalhadores eram baratos o suficiente e que a produtividade agrária era alta o suficiente para não exigir mecanização: milhares de trabalhadores chineses eram perfeitamente capazes de executar rapidamente qualquer tarefa necessária. Outros eventos como Haijin, as Guerras do ópio e o ódio resultante da influência europeia impediram que a China passasse por uma Revolução Industrial; copiando o progresso da Europa em grande escala seria impossível para um longo período de tempo. Instabilidade política sob o domínio de Cixi (oposição e oscilação frequente entre modernistas e conservadores), as guerras republicanas (1911–1933), a guerra sino-japonesa (1933–1945), a guerra comunista/nacionalista (1945–1949), bem como a mais tarde, a Revolução Cultural isolou a China nos momentos mais críticos.
De qualquer forma, talvez a memória mais poderosa dos formuladores de políticas de C&T da China seja o espectro do "século da vergonha" (chinês tradicional: 百年國恥, chinês simplificado: 百年国耻, pinyin: bǎinián guóchǐ), considerado pela China como tendo durado aproximadamente desde o período das Guerras do Ópio e a primeira conquista de esferas de influência na China por potências estrangeiras em meados do século XIX até ao triunfo de Mao Zedong e do Partido Comunista Chinês em 1949.
O desenvolvimento de uma indústria de armas moderna na China, que incorporou pesquisa científica, designs e técnicas estrangeiras, pode ser datado de meados do século XIX. Já na década de 1840, na esteira da desastrosa primeira Guerra do Ópio, o proeminente reformador militar e Alto Comissário Imperial Lin Zexu reconheceu a necessidade de a China modernizar seus meios de defesa por meio da compra e adaptação de armas estrangeiras e técnicas de produção de armas. Ele era o responsável desde 1840 para a compra de "mais de 200 armas estrangeiras [canhões] de todos os países do Ocidente" (mas provavelmente de origem inglesa e portuguesa) para a defesa malsucedida de Cantão em 1841. Lin também foi responsável pela compra pela China de um navio mercante inglês, que foi então usado como modelo para o desenvolvimento de navios de guerra construídos na China. Ele contratou funcionários para traduzir documentos estrangeiros sobre armas e tecnologias e fez lobby energético com seu governo para fornecer os recursos necessários para construir a defesa da China por meio da importação de armas. Na primavera de 1864, o comandante do exército Huai e governador de Jiangsu, Li Hongzhang, observando a ameaça estratégica representada para a China por armas estrangeiras e tecnologia de armas, escreveu a seu príncipe: "Eu considero que se a China deseja se tornar forte, então não há nada mais importante do que estudar e praticar com o excelentes armas das nações estrangeiras. Para aprender sobre essas armas estrangeiras, não há melhor maneira do que procurar as máquinas que fazem máquinas e aprender sua maneira [de fazê-las], mas não empregar seu pessoal."

## República da China

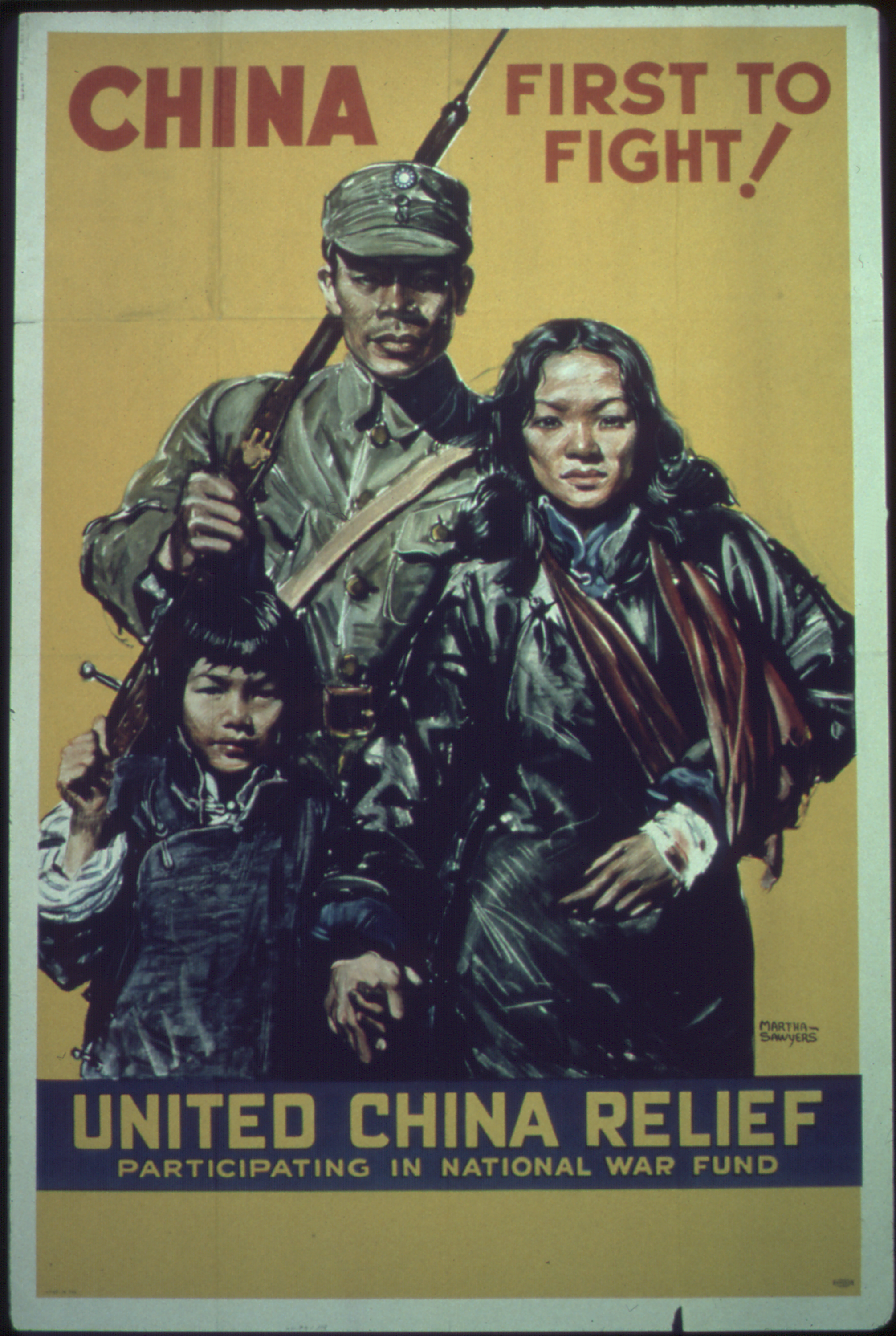
A China resistiu à agressão do Japão Imperial desde 1931

A República da China (Zhōnghuá Mínguó) foi fundada em 1912 e regeu a China Continental até 1949. Houve industrialização e modernização, mas também conflito entre o governo nacionalista de Nanquim, o Partido Comunista da China, os senhores da guerra remanescentes, e o Japão. Tanto o processo da ciência e tecnologia, com a construção da nação tomou uma posição secundária devido a guerra com o Japão entre 1937 — 1945. Entretanto, entre 1911 e 1941, a cooperação entre a Alemanha e a China foi fundamental para a modernização da indústria e as forças armadas da República da China antes da Segunda Guerra Sino-Japonesa. A urgência dos chineses para modernizar as forças armadas e sua indústria de defesa nacional, juntamente com a necessidade da Alemanha em obter uma oferta estável de matérias-primas, colocou os dois países no caminho das suas relações. Embora a cooperação intensa se tenha mantido a partir da ocupação nazista da Alemanha em 1933, as medidas concretas de reforma industrial só começaram a sério em 1936, tendo um efeito profundo sobre a modernização da China e da capacidade chinesa para resistir aos japoneses na guerra.
O projeto industrial mais importante da cooperação sino-alemã foi o Plano Trienal de 1936, que foi administrado pela Comissão Nacional de Recursos do governo chinês e a corporação Hapro. O objetivo deste plano era criar uma potência industrial capaz de resistir ao Japão em curto prazo, e para criar um polo de desenvolvimento industrial para o futuro da China a longo prazo. Ela tinha vários componentes básicos, como a monopolização de todas as operações relativas ao tungstênio e antimônio, e o desenvolvimento de usinas elétricas e fábricas de produtos químicos. Como descrito no contrato de 1934, a China forneceria matérias-primas em troca de conhecimentos alemães e equipamentos na criação destes empreendimentos. O Plano Trienal também introduziu uma classe de tecnocratas altamente qualificados que foram treinados para executar esses projetos estatais.
Um grande número de estudantes chineses estudou no exterior no Japão e na Europa e nos EUA. Muitos voltaram para ajudar a ensinar e fundar numerosas escolas e universidades. Entre eles estavam numerosas figuras notáveis, incluindo Cai Yuanpei, Hu Shi, Weng Wenhao, Ding Wenjiang, Fu Ssu-nien e muitas outras. Como resultado, houve um tremendo crescimento da ciência moderna na China.

## República Popular da China
Após o estabelecimento da República Popular em 1949, a China reorganizou seu estabelecimento de ciência ao longo das linhas soviéticas. A estrutura em evolução da ciência e da tecnologia e as frequentes inversões de política no âmbito da República Popular da China se combinaram para dar à ciência chinesa um caráter distintivo. A variação de qualidade e conquistas decorre, em parte, de uma população rural grande e pouco educada e das oportunidades um tanto limitadas para o ensino médio e superior — condições comuns a todos os países em desenvolvimento. O caráter da ciência chinesa também refletiu a concentração de recursos em alguns campos e instituições importantes, alguns com aplicações militares. Em períodos mais politicamente radicais — como o Grande Salto Adiante (1958–1960) e a Revolução Cultural (1966–1976) — foram feitos esforços para expandir as fileiras de cientistas e técnicos, reduzindo drasticamente os padrões de educação e certificação.

### Desenvolvimento histórico da política de ciência e tecnologia
Os líderes da China se envolveram mais na formulação de políticas científicas do que os líderes da maioria dos países. A política científica também tem desempenhado um papel significativo nas lutas entre líderes em disputa, que muitas vezes agiam como patronos de diferentes setores do estabelecimento científico. Líderes partidários, não cientificamente treinados, tradicionalmente levam a ciência e os cientistas a sério, considerando-os chaves para o desenvolvimento econômico e a força nacional. Esforços do governo para direcionar a ciência para promover a economia e gerar recompensas militares, no entanto, historicamente têm sido confrontados com repetidas frustrações. A frustração, por sua vez, contribuiu para frequentes reversões de políticas e exacerbou a tensão inerente entre as elites científicas e políticas sobre os objetivos e o controle da ciência e tecnologia do país. Em qualquer sistema econômico, é provável que haja tensões e divergências de interesses entre gerentes e cientistas, mas na China essas tensões foram extremas e levaram a repetidos episódios de perseguição de cientistas e intelectuais.
Na era pós-Mao, as políticas anti-intelectuais da Revolução Cultural foram revertidas, e líderes importantes como Deng Xiaoping encorajaram o desenvolvimento da ciência. Mas os líderes da China na década de 1980 permaneceram, como seus antecessores nos últimos 100 anos, interessados em ciência principalmente como um meio de força nacional e crescimento econômico. Desde o início dos anos 80, grandes esforços para reformar o sistema científico e técnico por meio de uma série de mudanças sistêmicas e institucionais foram iniciados a fim de promover a aplicação do conhecimento científico à economia. Como nos últimos 100 anos, formuladores de políticas e cientistas têm lutado com questões como a proporção de pesquisa básica e aplicada, as prioridades de vários campos de pesquisa e os melhores mecanismos para promover a inovação industrial e a assimilação generalizada de tecnologia atualizada.

### Modelo soviético
Após o estabelecimento da República Popular em 1949, a China reorganizou o seu estabelecimento de ciência ao longo das linhas soviéticas — um sistema que permaneceu em vigor até o final dos anos 1970, quando os líderes da China pediram grandes reformas. O modelo soviético caracterizava-se por um princípio de organização burocrático e não profissional, a separação entre pesquisa e produção, o estabelecimento de um conjunto de institutos de pesquisa especializados e uma alta prioridade em ciência e tecnologia aplicadas, que inclui tecnologia militar.
A visão do governo sobre o propósito do trabalho científico foi estabelecida no Programa Comum da Conferência Consultiva Política do Povo Chinês de setembro de 1949, que declarou: "Devem ser feitos esforços para desenvolver as ciências naturais para servir à construção da indústria, agricultura, e a defesa nacional ". Em 1º de novembro de 1949, a Academia Chinesa de Ciências foi fundada, fundando institutos de pesquisa sob a antiga Academia Sínica e a Academia de Pesquisa de Beijing (o antigo Laboratório de Pesquisa de Beijing).

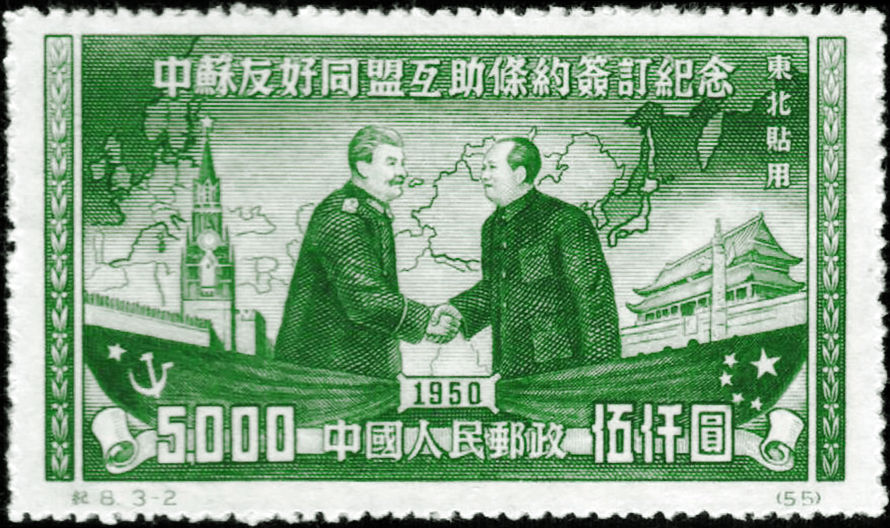
Selo chinês, onde Joseph Stalin e Mao Zedong estão apertando as mãos. (1950)

Em março de 1951, o governo orientou a academia a determinar as exigências do setor produtivo da economia e a ajustar a pesquisa científica para atender a esses requisitos. Os cientistas deviam se envolver em pesquisa com benefícios significativos e razoavelmente imediatos para a sociedade e trabalhar com membros de coletivos, em vez de indivíduos que buscavam fama e reconhecimento pessoal A Academia Chinesa de Ciências foi explicitamente modelada na Academia Soviética de Ciências, cujo diretor, Sergei I. Vavilov, foi consultado sobre a maneira correta de reorganizar a ciência chinesa. Seu livro Trinta Anos da Ciência Soviética foi traduzido para o chinês para servir de guia. A influência soviética também se realizou através de intercâmbios de pessoal em larga escala. Durante a década de 1950, a China enviou cerca de 38 mil pessoas à União Soviética para treinamento e estudo. A maioria destes (28.000) eram técnicos de indústrias-chave, mas a coorte total incluiu 7.500 estudantes e 2.500 professores universitários e cientistas de pós-graduação. A União Soviética enviou cerca de 11.000 funcionários de ajuda científica e técnica para a China. Estima-se que 850 deles funcionassem no setor de pesquisa científica, cerca de 1.000 em educação e saúde pública e o restante na indústria pesada. Em 1954, a China e a União Soviética estabeleceram a Comissão Conjunta de Cooperação em Ciência e Tecnologia, que se reunia anualmente até 1963 e organizou a cooperação em mais de 100 grandes projetos científicos, incluindo os da ciência nuclear.
Quando a Academia Chinesa de Ciências completou um esboço do plano de doze anos para o desenvolvimento científico em 1956, foi encaminhado à Academia Soviética de Ciências para revisão. Em outubro de 1957, uma delegação de alto nível de cientistas chineses acompanhou Mao Zedong a Moscou para negociar um acordo de cooperação soviética em 100 dos 582 projetos de pesquisa delineados no plano de doze anos. Como parte de seu primeiro plano quinquenal (1953–1957), a China recebeu a transferência de tecnologia mais abrangente da história industrial moderna. A União Soviética forneceu ajuda para 156 grandes projetos industriais concentrados em mineração, geração de energia e indústria pesada. Seguindo o modelo soviético de desenvolvimento econômico, estes eram projetos de larga escala e intensivos em capital. No final da década de 1950, a China havia feito progressos substanciais em campos como energia elétrica, produção de aço, produtos químicos básicos e indústria de base, bem como na produção de equipamentos militares, como artilharia, tanques e aviões a jato. O objetivo do programa era aumentar a produção chinesa de commodities básicas, como carvão e aço, e ensinar os trabalhadores chineses a operarem fábricas soviéticas importadas ou duplicadas. Essas metas foram cumpridas e, como efeito colateral, foram adotados padrões soviéticos para materiais, práticas de engenharia e gerenciamento de fábrica. Em um movimento cujos custos totais não seriam aparentes por vinte e cinco anos, a indústria chinesa adotou a separação soviética da pesquisa da produção.
A adoção do modelo soviético significava que a organização da ciência chinesa se baseava em princípios burocráticos e não profissionais. Sob o modelo burocrático, a liderança nas mãos de não cientistas, que atribuíram tarefas de pesquisa de acordo com um plano determinado centralmente. As principais recompensas foram aumentos salariais administrativamente controlados, bônus e prêmios. Cientistas individuais, vistos como trabalhadores qualificados e como funcionários de suas instituições, deveriam trabalhar como componentes de unidades coletivas. A informação era controlada, esperava-se que fluísse apenas através de canais autorizados e era frequentemente considerada proprietária ou secreta. As conquistas científicas eram consideradas como o resultado de fatores "externos", como a estrutura econômica e política geral da sociedade, o grande número de funcionários e níveis adequados de financiamento.

### Tensões entre os cientistas e os governantes

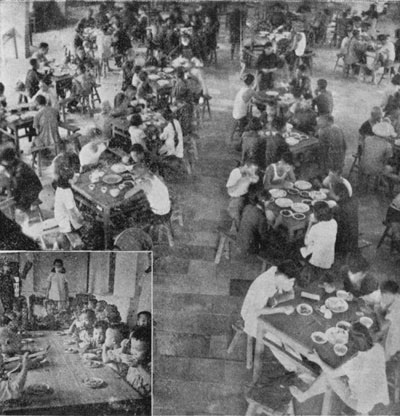
Cantina onde as pessoas podiam comer de graça em 1958

As tensões entre os cientistas e os governantes comunistas da China existiram desde os primeiros dias da República Popular e atingiram seu auge durante a Revolução Cultural (1966–1976). No início da década de 1950, cientistas chineses, como outros intelectuais, foram submetidos a reeducação destinada a substituir as atitudes burguesas por pensamentos mais adequados à nova sociedade. Muitos atributos da organização profissional da ciência, tais como sua suposição de autonomia na escolha de temas de pesquisa, seu internacionalismo e sua orientação para grupos de pares profissionais em vez de autoridades administrativas, foram condenados como burgueses. Os cientistas que usaram o breve período de liberdade de expressão na Campanha das Cem Flores de 1956–57 — tiveram um excesso de tempo tirado do trabalho científico por reuniões políticas e comícios ou dos efeitos nocivos das tentativas de quadros partidários com pouca instrução para orientar trabalho — foram criticados por sua postura "antipartidária", rotulados como "direitistas", e às vezes dispensados de cargos administrativos ou acadêmicos.
O período do Grande Salto Adiante (1958–60) viu esforços para transferir cientistas para projetos imediatamente úteis, para envolver as massas não instruídas em trabalhos de pesquisa, como o melhoramento de plantas ou controle de pragas, e para expandir rapidamente as fileiras de pessoal científico e técnico, diminuindo assim os padrões profissionais. A depressão econômica e a fome que se seguiu ao Grande Salto Adiante e a necessidade de compensar a súbita retirada de conselheiros soviéticos e pessoal técnico em 1960 trouxeram uma ênfase renovada, mas de curta duração, em especialização e padrões profissionais do início dos anos 1960. O estabelecimento científico foi atacado durante a Revolução Cultural, causando grandes danos à ciência e tecnologia da China. A maioria das pesquisas científicas cessou. Todo o pessoal de institutos de pesquisas foram mandados ao interior por meses ou anos para aprender, trabalhando com os camponeses pobres e de classe média baixa, a virtude política. O trabalho nas unidades militares de pesquisa dedicadas a armas nucleares e mísseis presumivelmente continuou, embora o sigilo em torno da pesquisa sobre armas estratégicas dificultasse a avaliação do impacto da Revolução Cultural naquele setor.
As universidades foram fechadas de 1966 a 1970, quando reabriram para cursos de graduação com matrículas muito reduzidas e uma forte ênfase em treinamento político e trabalho manual. Os estudantes foram selecionados pela retidão política e não pelo talento acadêmico. Escolas primárias e secundárias foram fechadas em 1966 e 1967, e quando reabertas foram repetidamente interrompidas pela luta política. Todas as revistas científicas deixaram de ser publicadas em 1966, e as assinaturas de revistas estrangeiras caducaram ou foram canceladas. Durante quase uma década, a China não treinou novos cientistas ou engenheiros e ficou isolada de desenvolvimentos científicos estrangeiros.
O início da década de 1970 foi caracterizado pela experimentação em massa, na qual grandes números de camponeses foram mobilizados para coletar dados e encorajados a se verem como fazendo pesquisas científicas. Os efeitos da ênfase extrema em problemas de curto prazo e a depreciação da teoria foram observados por cientistas ocidentais que visitaram a China em meados e final dos anos 1970. Por exemplo, o trabalho em institutos de pesquisa afiliados à indústria petroquímica foi descrito como excessivamente caracterizado por tentativa e erro. A ênfase nas atividades, como na anestesia com acupuntura, teve benefícios práticos imediatos, e pouco esforço foi feito para integrar os fenômenos observados em estruturas teóricas maiores. Nas décadas de 1960 e 1970, Tu Youyou pesquisou a literatura antiga sobre fitoterapia em sua busca para desenvolver novas terapias contra a malária. A planta Artemisia annua revelou-se uma candidata interessante, e Tu desenvolveu um procedimento de purificação, que tornou o agente ativo, Artemisinina, um medicamento notavelmente eficaz contra a malária. A descoberta de Tu Youyou que lhe valeu o Prêmio Nobel de Medicina de 2015.

### Quatro modernizações (1976 a 1985)
Os ataques da Revolução Cultural à ciência e sua depreciação da especialização foram opostos por aqueles dentro do governo e do partido que estavam mais preocupados com o desenvolvimento econômico do que com a pureza revolucionária. No início dos anos 1970, o Premier Zhou Enlai e seu colega Deng Xiaoping tentaram melhorar as condições de trabalho dos cientistas e promover a pesquisa. Na sessão de janeiro de 1975 do IV Congresso Nacional do Povo, Zhou Enlai definiu a meta da China para o resto do século como as Quatro Modernizações, isto é, a modernização da agricultura, indústria, ciência e tecnologia e defesa nacional.

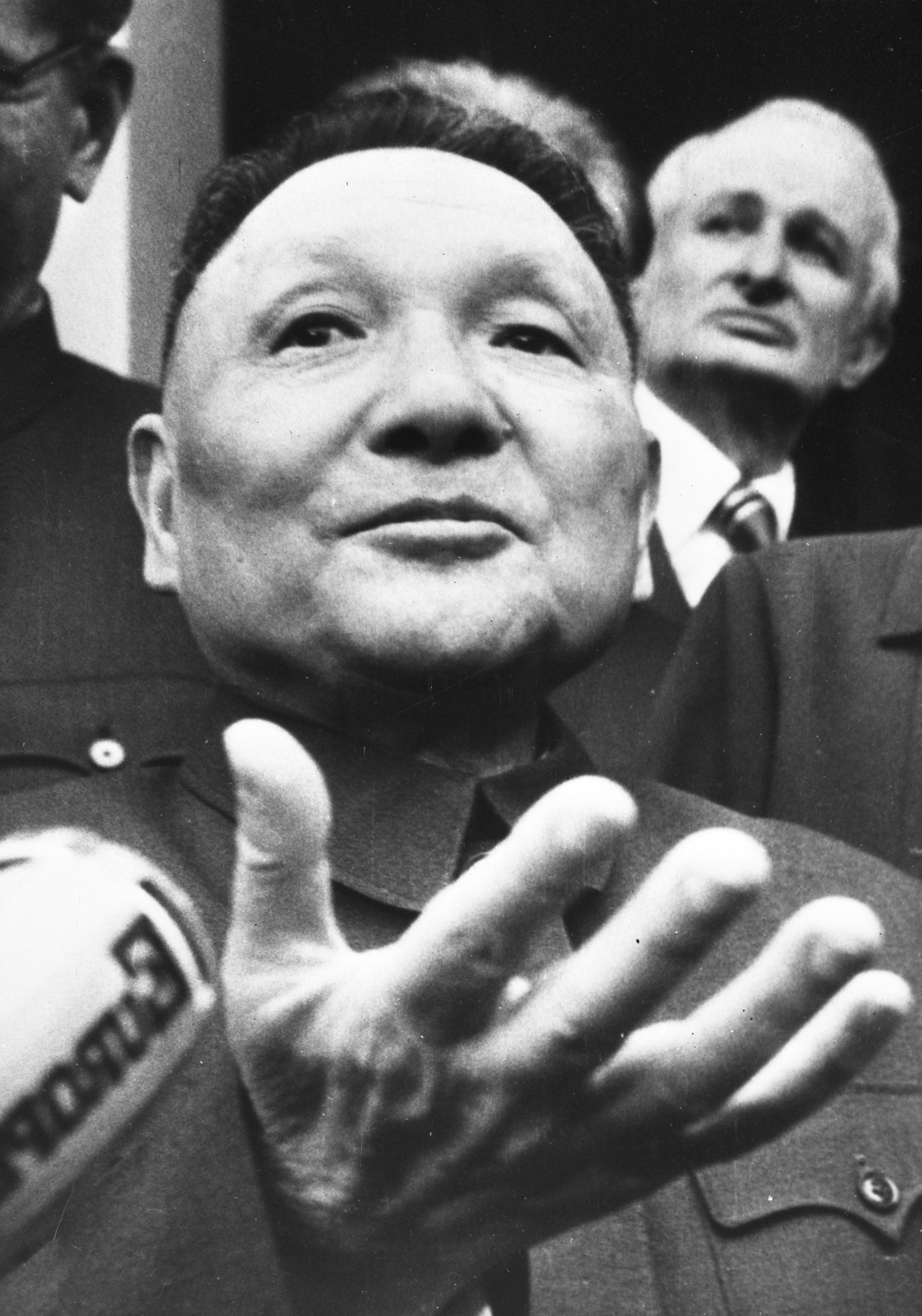
Deng Xiaoping, 6 de abril de 1976

Embora as políticas propostas no discurso tivessem pouco efeito imediato, elas se tornariam o guia básico para o período pós-Mao. Em 1975, Deng Xiaoping, então vice-presidente do Partido Comunista Chinês, vice-premier do governo, e herdeiro político de Zhou Enlai, atuou como patrono e porta-voz dos cientistas chineses. Sob a direção de Deng, três importantes documentos de política — sobre ciência e tecnologia, indústria e comércio exterior — foram redigidos. Destinado a promover o crescimento econômico, eles pediram a reabilitação de cientistas e especialistas, a reimposição de rigorosos padrões acadêmicos na educação e a importação de tecnologia estrangeira. As propostas para reverter a maioria das políticas da Revolução Cultural em relação a cientistas e intelectuais foram denunciadas pelos ideólogos e seguidores da Gangue dos Quatro como "ervas daninhas venenosas". A ênfase de Deng na prioridade do desenvolvimento científico e técnico foi condenada pelos radicais como "indo para o caminho capitalista".
Algumas das consequências imediatas da morte de Mao e a subsequente derrubada da Camarilha dos Quatro, em outubro de 1976, foram as inversões das políticas de ciência e educação. Durante 1977, os partidários mais contundentes da Camarilha dos Quatro foram removidos de posições de autoridade em institutos de pesquisa e universidades e substituídos por cientistas e intelectuais profissionalmente qualificados. Instituições acadêmicas e de pesquisa que haviam sido fechadas foram reabertas, e cientistas foram convocados de volta para seus laboratórios do trabalho manual no campo. As revistas científicas retomaram a publicação, muitas vezes com relatórios de pesquisas concluídas antes pararem no verão de 1966. Os meios de comunicação e os cientistas, como parte das "forças produtivas" da sociedade e como "trabalhadores", e não mais como potenciais contra-revolucionários ou burgueses especialistas, se separaram das massas. A publicidade considerável foi para a admissão ou readmissão de cientistas para a filiação partidária.
A Conferência Nacional de Ciência de março de 1978 em Pequim foi um marco na política científica. A conferência, convocada pelo Comitê Central, contou com a presença de muitos dos principais líderes da China, além de 6.000 cientistas e administradores de ciências. Seu objetivo principal era anunciar publicamente a política do governo e do partido de encorajamento e apoio da ciência e tecnologia. Um discurso importante do então vice-primeiro-ministro Deng Xiaoping reiterou o conceito de ciência como uma força produtiva e os cientistas como trabalhadores, uma formulação ideológica destinada a remover os fundamentos da vitimização política dos cientistas.
Naquele discurso na Conferência Nacional de Ciências, em março de 1978, Deng Xiaoping declarou:

" O ponto crucial das Quatro Modernizações é o domínio da ciência e tecnologia modernas. Sem o desenvolvimento de alta velocidade da ciência e da tecnologia, é impossível desenvolver a economia nacional em alta velocidade. (1978)"
Discursos do então primeiro-ministro Hua Guofeng e do vice-primeiro-ministro Fang Yi, a principal figura do governo envolvida em ciência e tecnologia, pediram que os cientistas recebam a liberdade para a realização de pesquisas, desde que o trabalho esteja de acordo com as grandes prioridades nacionais. A pesquisa básica deveria ser apoiada, embora o estresse continuasse a ser aplicado ao trabalho aplicado, e os cientistas da China teriam amplo acesso ao conhecimento estrangeiro através de intercâmbios científicos e técnicos internacionais amplamente expandidos.
Por volta de 1978, foram feitos progressos substanciais no sentido de restaurar o estabelecimento da ciência e da tecnologia ao seu estado pré-Revolução Cultural. Líderes com especial responsabilidade pela ciência e tecnologia juntaram-se aos cientistas seniores reabilitados recentemente para olharem em frente e elaborarem planos abrangentes e muito ambiciosos para um maior desenvolvimento. O projecto do Plano de Oito Anos para o Desenvolvimento da Ciência e Tecnologia, discutido na Conferência Nacional de Ciência de 1978, apelou a um aumento rápido do número de investigadores, para alcançar os níveis internacionais em meados dos anos 80, e para o trabalho substancial em campos como ciência de laser, voo espacial tripulado e física de alta energia. Os planos para um rápido avanço em muitas áreas científicas estavam associados aos mesmos pedidos ambiciosos de crescimento econômico e à importação em larga escala de fábricas completas. Em 1979, tornou-se cada vez mais claro que a China não poderia pagar por todas as importações ou projetos científicos desejados por todos os ministérios, autoridades regionais e institutos de pesquisa. Em fevereiro de 1981, um relatório da Comissão Estadual de Ciência e Tecnologia reverteu o excessivamente ambicioso plano de desenvolvimento científico de oito anos de 1978 e exigiu uma ênfase renovada na aplicação da ciência a problemas práticos e ao treinamento de mais cientistas e engenheiros.
Entre 1981 e 1985, vários novos periódicos discutiram o sistema científico da China e sugeriram melhorias, enquanto os administradores nacionais e locais patrocinaram uma ampla gama de reformas experimentais e reorganizações de órgãos de pesquisa. A extensa discussão e experimentação culminaram em uma decisão de março de 1985 do comitê central do partido pedindo uma reforma completa do sistema científico chinês.

### Parque Industrial Nacional de Ciência e Tecnologia (STIPs)
Desde o final da década de 1980, o governo chinês vem promovendo a formação e o desenvolvimento de parques industriais nacionais de ciência e tecnologia (STIPs). Houve um interesse crescente em políticas semelhantes em outros países em desenvolvimento. No entanto, o argumento de que os parques científicos são eficazes na realização dos papéis mencionados anteriormente não é unanimemente aceito por todos os pesquisadores, e alguns críticos de fato os consideram "fantasias high-tech".
O primeiro parque industrial nacional de ciência e tecnologia na China é o Beijing Zhongguancun STIP, que foi aprovado pelo Conselho de Estado Chinês em 1988, seguido por 26 STIPs nacionais em 1991 e por outros 25 em 1992. O estabelecimento do Yangling STIP na província de Shannxi em 1997 e a aprovação do Ningbo STIP na província de Zhejiang em 2007 elevou o número total de STIPs nacionais para 54. O primeiro STIP da China, Zhongguancun de Pequim estabeleceu o padrão de produtividade e criatividade, produzindo 40% dos unicórnios tecnológicos da China. Este sucesso em Pequim foi então replicado em todo o país, com um total de 156 STIPs ativos em 2019.
A sociedade econômica socialista planejada permitiu uma distribuição geográfica mais equilibrada de recursos científicos e tecnológicos em toda a China, algo que uma sociedade capitalista orientada para o mercado  não permitiria. Isso revigorou a inovação tecnológica e a produção econômica de algumas dessas regiões anteriormente com baixo desempenho. Geograficamente, a distribuição dos STIPs nacionais é tendenciosa para as regiões leste, seguidas pelas regiões central e oeste. Esse padrão espacial foi projetado para refletir a distribuição de recursos industriais e capacidades tecnológicas em toda a China. Os STIPs foram os motores que levaram ao alto crescimento da economia ciência e tecnologia no final do século XX e início do século XXI.

### Crescimento econômico e transferência de tecnologia (1990 a 2002)
A China enfrentou problemas na assimilação de tecnologia nas fábricas que a importaram e na decisão de quais tecnologias estrangeiras importar. Estava ficando claro para os planejadores chineses e fornecedores estrangeiros de tecnologia que esses problemas refletiam deficiências gerais nas habilidades técnicas e administrativas, e que eram problemas econômicos e administrativos gerais. A solução para esses problemas foi vista pelos administradores chineses como estando em reformas da economia e da gestão industrial.
No início dos anos 80, as empresas estrangeiras começaram a transferir tecnologia por meio de acordos de licenciamento e vendas de equipamentos. Mais tarde, na década de 1980, muitas corporações multinacionais começaram a transferir tecnologia entrando em joint ventures com empresas chinesas para se expandir na China. Nos anos 90, a China introduziu regulamentações cada vez mais sofisticadas de investimento estrangeiro, através das quais o acesso ao mercado chinês era negociado para transferência de tecnologia. A entrada da China na Organização Mundial do Comércio em 2001 exigiu essa parada prática, mas os críticos argumentam que ela continua. Os críticos chineses argumentaram que a transferência de tecnologia pode ser útil para recuperar o atraso, mas não cria novas tecnologias de ponta.
A China tem encorajado cada vez mais empresas multinacionais a criar centros de pesquisa e desenvolvimento (P&D) na China. Críticos chineses argumentam que a P&D de propriedade estrangeira beneficia principalmente empresas estrangeiras e remove muitos talentosos pesquisadores chineses de empresas e instituições indígenas. Os defensores chineses argumentam que a P&D estrangeira serve como modelo e incentivo para as empresas indígenas e cria comunidades capacitadas, das quais o trabalho e o conhecimento podem fluir facilmente para as empresas nativas.

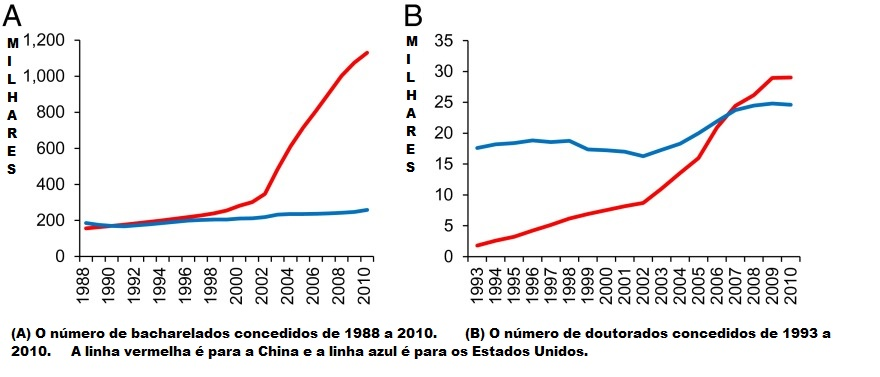
Grafico do número de bacharelados e doutorados concedidos na China

De acordo com os estatutos dos membros da Academia Chinesa de Ciências (chinês tradicional: 中国科学院院士), adotada em 1992, os membros têm a obrigação de promover a ciência e a tecnologia, defender e manter o espírito científico, desenvolver uma força de trabalho científica e tecnológica, participar de reuniões de membros e receber tarefas de consulta e avaliação e promover intercâmbios internacionais e cooperação. O governo chinês reconhece que os acadêmicos podem dar sugestões e influenciar a política estatal chinesa relacionada à ciência e tecnologia. As propostas da Academia Chinesa de Ciências resultaram no lançamento de vários programas científicos nacionais importantes, incluindo o "Programa 863", que impulsionou o desenvolvimento geral de alta tecnologia da China, e o "Programa 973" (chinês: 973计划), ou Programa Nacional de Pesquisa Básica, em 1997, chamado para o desenvolvimento da ciência e tecnologia em vários campos. Ao longo dos anos, o programa destinou recursos para áreas como agricultura, saúde, informação, energia, meio ambiente, recursos, população e materiais.
Nos anos 90, o investimento estrangeiro direto (IDE), em grande parte, reformulou a base industrial da China e modernizou sua tecnologia industrial. A China assinou vários acordos biletares. China e Coreia, em 1998, assinaram as oficinas acadêmicas bilaterais e visitas de estudo financiadas conjuntamente por ambas as partes. A reunião conjunta examinou 12 projetos a serem financiados por ambas as partes em 1999 e discutiu assuntos relevantes em workshops bilaterais a serem financiados por ambas as partes no ano. Entre 1991 e 2002, uma quantidade muito limitada de gastos com tecnologia foi usada para obter uma licença de tecnologia, enquanto 95% foram em hardware. As grandes e médias empresas gastaram mais em importação de tecnologia do que em P&D até 1999. Em 2001, a China se tornou o país com o maior número de assinantes de telefonia móvel, com 145 milhões de usuários, e suas 179 milhões de linhas fixas foram as segundas mais altas, ao lado dos Estados Unidos.
Nesse período, o campo das ciências biológicas também obteve grande avanço. Em 20 de julho de 1999, um acadêmico da Academia Chinesa de Ciências, foi conferido com 'Cocmos International Prize', por trabalhos nas áreas de taxonomia vegetal, floricultura e recursos vegetais, que contribuíram muito para a pesquisa botânica internacional. Isso atraiu grande atenção da comunidade botânica mundial. Pescadores no condado de Dongshan, província de Fujian, conseguiram um grande número de fósseis de mamíferos com rede de pesca no mar perto de Dongshan, no Estreito de Taiwan. Os paleozoologistas vertebrados verificaram que esses fósseis são mamíferos, como elefantes afiados, veados, rinocerontes, ursos e cavalos. Além disso, acharam fósseis de animais aquáticos, como baleias e caranguejos que vivem na última era glacial (há 15.000 a 30.000 anos).

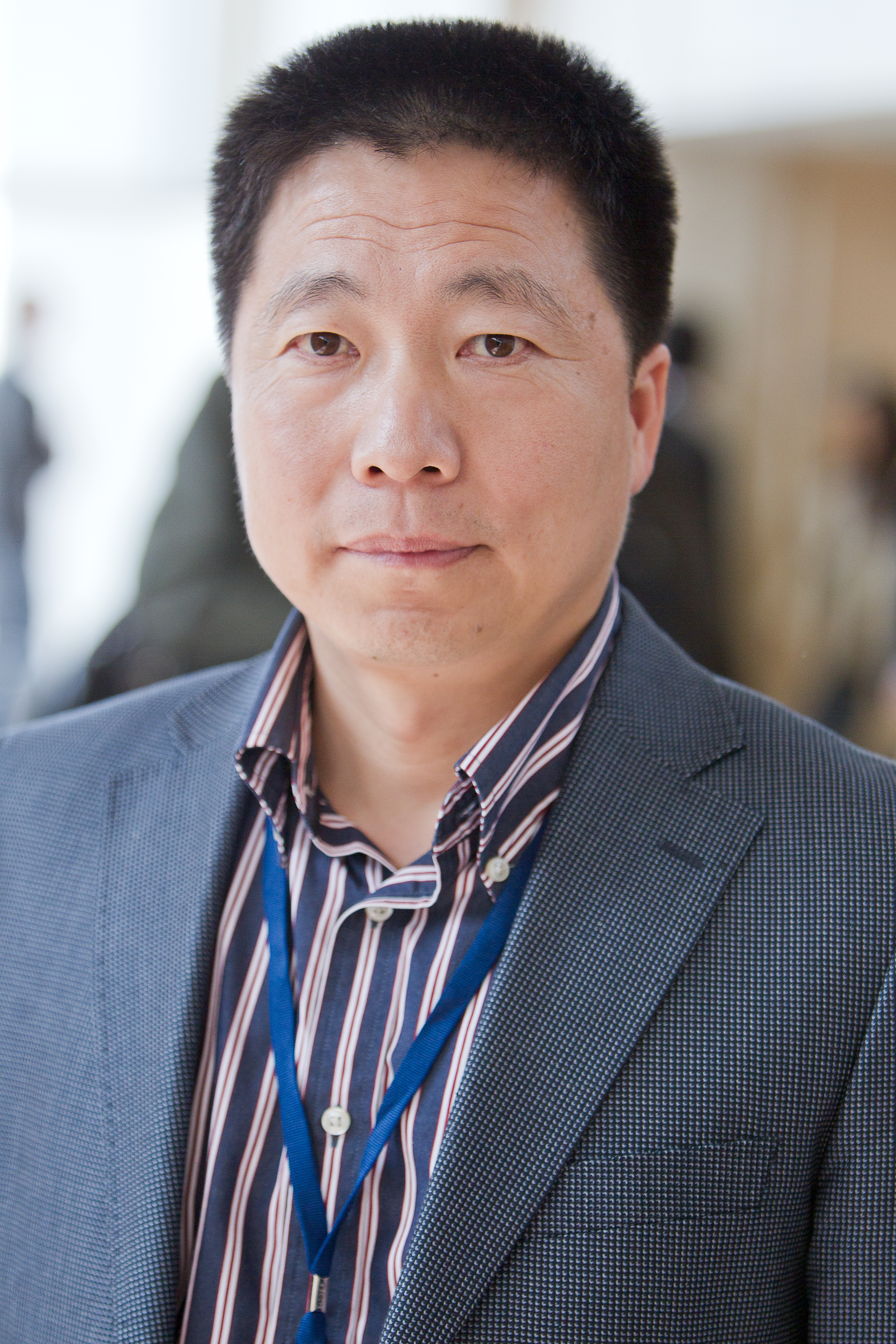
Yang Liwei, primeiro taikonauta (República Popular da China nacional no espaço)

Algumas das empresas mais intensivas em tecnologia levaram a questão da P&D do "Programa 863" a sério ao estabelecerem ou reforçarem seus institutos de P&D. Por exemplo, a Huawei, empresa fundada em 1988, foi obrigada, em seu contrato, a dedicar 10% de sua receita de vendas a P&D e a aumentar as despesas, se necessário. Em 1999, quarenta por cento dos funcionários da empresa estavam envolvidos em P&D, e a empresa também estava envolvida em pesquisa exploratória. Em 2002, a Huawei obteve uma receita de vendas de 17,2 bilhões de iuãs, dos quais 3 bilhões de iuãs (ou 17,8%) foram gastos em P&D. A empresa, em 2004, possuía 686 tecnologias patenteadas, com 85% sendo patentes de invenção, e sua rede de inteligência ganhou o Prêmio de Progresso Científico e Tecnológico da China em 2002.
A primeira tentativa da China de desenvolver de forma independente sua indústria astronáutica pode ser datada da fundação da República Popular da China em 1949. A década de 1950 presenciou o início da moderna indústria astronômica na China, mas não foi até a década de 1960 que houve progresso substancial. Um grande avanço na tecnologia astronômica da China ocorreu em 1966. Enquanto fazia planos para desenvolver sua primeira espaçonave tripulada, Shuguang, a China conseguiu lançar mísseis guiados capazes de transportar armas nucleares em 27 de outubro. Esse desenvolvimento marcou um ponto de virada na pesquisa de satélites da China. veículos de lançamento. Um mês depois, a China começou a desenvolver seu primeiro foguete transportador, o Longa Marcha 1, e o satélite artificial Dong Fang Hong 1. Em 1968, o Instituto de Pesquisa de Tecnologia Espacial da China foi estabelecido, trazendo a pesquisa astronômica da China do estágio de exploração e preparação para o de desenvolvimento e aplicação planejados. Ao mesmo tempo, os primeiros 19 taikonautas da China foram selecionados entre mais de 1000 pilotos de caça. No entanto, apesar dos preparativos técnicos e experimentos em curso, o projeto de voo espacial tripulado de Shuguang foi encerrado devido ao ambiente social e político trazido pela Revolução Cultural.
Com o sucesso do lançamento do satélite Dong Fang Hong 1 em 24 de abril de 1970, a China se tornou o quinto país do mundo capaz de desenvolver e lançar satélites depois da União Soviética, Estados Unidos, França e Japão e se tornou membro do clube espacial internacional. O primeiro foguete intercontinental da China "Longa Marcha 1" foi lançado com sucesso em 10 de setembro de 1971. A China desenvolveu seu veículo de transporte espacial de segunda geração — a série de foguetes Longa Marcha 2. As séries Longa Marcha 2 foram atualizadas várias vezes para melhorar sua confiabilidade e capacidade. Todas as espaçonaves Shenzhou no programa de voos espaciais tripulados da China foram lançadas pelos foguetes Longa Marcha 2. Além disso, os testes bem-sucedidos de um satélite recuperável em Longa Marcha, em 1975, lançaram as bases para o desenvolvimento do programa de voos espaciais tripulados da China. Os anos 80 foram um período de rápido crescimento para a tecnologia espacial chinesa. O lançamento bem-sucedido do Longa Marcha 3 foi sem dúvida um grande evento, que também colocou o país na vanguarda da tecnologia de foguetes transportadores em todo o mundo. Em meados dos anos 80, a China conseguiu lançar satélites de comunicação, anunciando uma nova era de telecomunicações por satélite. Como resultado, a faixa de sinais de TV foi ampliada de 30% para 80% da população do país. Mais de 500 cidades em todo o país agora podiam desfrutar de serviços telefônicos de discagem automática de longa distância. Mas não são apenas as telecomunicações que se beneficiam da tecnologia de satélites. Em 1988, o satélite meteorológico experimental Fengyun 1 foi colocado no espaço. Graças às imagens em nuvem de alta qualidade adquiridas pelo satélite, as previsões meteorológicas vieram a desempenhar um papel no desenvolvimento da economia da China.
A partir de 1985, o desenvolvimento das séries seguintes de foguetes Longa Marcha permitiu ao país iniciar um programa de lançamentos comerciais ao espaço. Uma nova política do governo deu o sinal verde e produziu fundos para o Projeto 921, em 1992, que se destinava novamente a enviar naves tripuladas ao espaço. O Programa Shenzhou teve quatro primeiros voos de teste feitos em naves não-tripuladas, entre 1999 e 2002, alguns deles levando cobaias animais e vegetais à órbita terrestre, até a bem sucedida missão Shenzhou 5, que em 15 de outubro de 2003 colocou em órbita o taikonauta Yang Liwei por 21 horas, tornando a China a terceira nação a levar um homem ao espaço. Desde 2003, quando o país lançou seu primeiro astronauta, o programa espacial de bilhões de dólares administrado pelos militares chineses tem cumprido o cronograma de atingir os marcos estabelecidos para si mesmo
Durante este período, o campo da matemática viu um aumento do número de matemáticos profissionais mundialmente famosos que levou a um grande número de descobertas, pesquisa e educação matemática. Por exemplo, Yitang Zhang trabalhando na área de teoria dos números, desencadeou uma onda de atividade no campo, como o projeto Polymath8. Terence Tao, o mais jovem participante até hoje na Olimpíada Internacional de Matemática, primeiro competindo aos dez anos; em 1986 (bronze), 1987 (prata) e 1988, quando ganhou medalha de ouro. Em 2006, recebeu a Medalha Fields por suas contribuições para equações diferenciais parciais, análise combinatória, análise harmônica e teoria aditiva dos números. A China tem as maiores pontuações de equipe e venceu a OIM com uma equipe completa o maior número de vezes. Outras tecnologias civis, como a supercondutividade e o arroz híbrido de alto rendimento, levaram a novos desenvolvimentos devido à aplicação da ciência à indústria e à transferência de tecnologia estrangeira.

## História recente

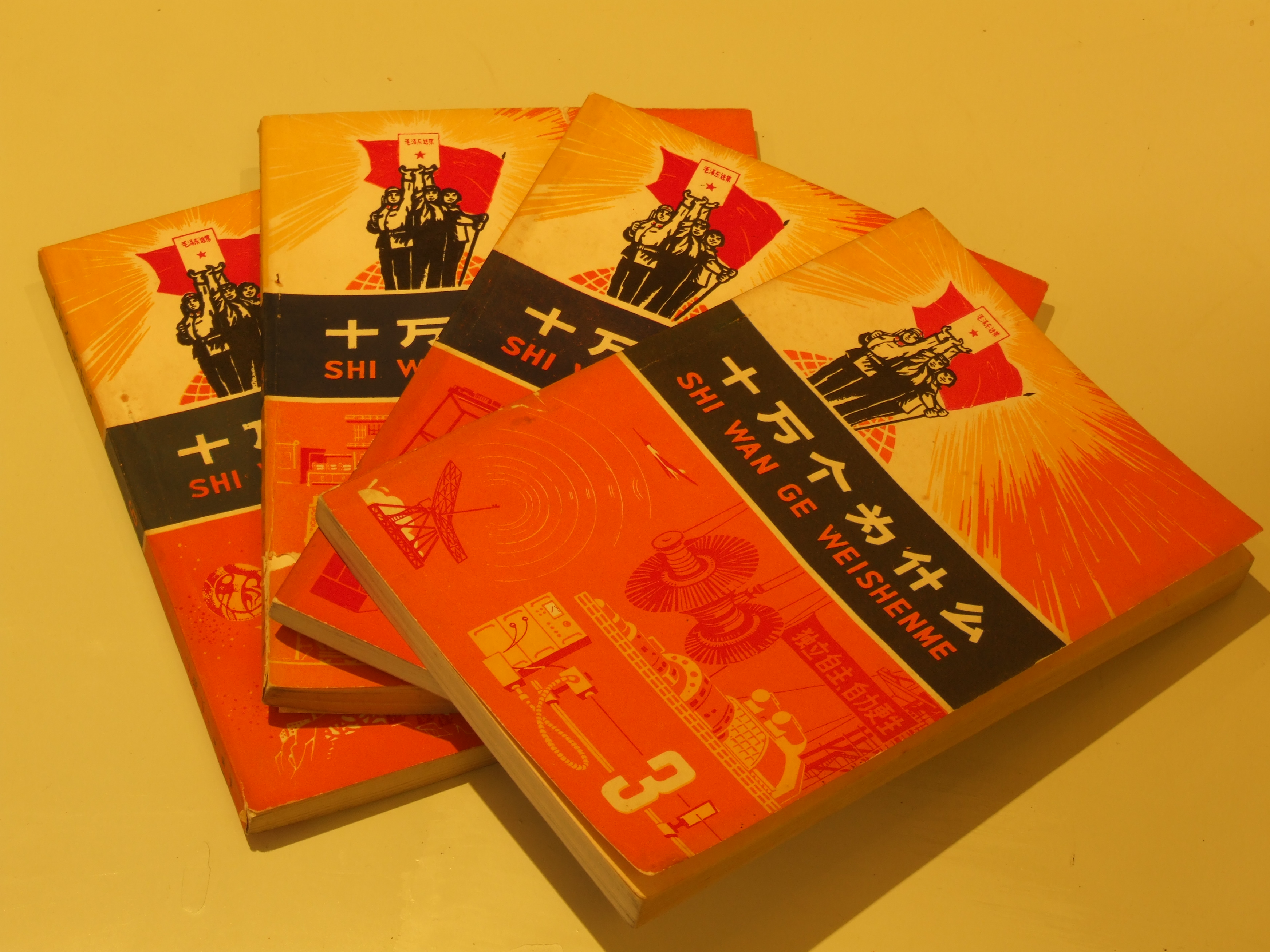
Uma série de livros de ciência chinesa publicada na década de 1970

Atualmente, os cientistas chineses têm pelo menos uma chance tão boa de causar um impacto global na ciência dentro da própria China. Vem sendo comum os pesquisadores de pós-doutorado chineses obterem experiência em um laboratório líder no ocidente e depois voltarem para casa, onde o governo chinês os ajudará a montar um laboratório que eclipsará seus concorrentes ocidentais. Muitos foram atraídos pelo Plano Milhares de Talentos, no qual cientistas com menos de 55 anos (cidadãos chineses ou não) têm posições de tempo integral em universidades e institutos de prestígio, com salários e recursos maiores do que o normal. O número de artigos publicados por cientistas chineses quadruplicou entre 2000 e 2009, quando 125 mil artigos foram publicados de acordo com a Thompson Reuters. Em contraste, o Japão teve 78.500 trabalhos publicados em 2009. Segundo um relatório da Royal Society Science Academy, a China subiu do sexto para o segundo lugar na autoria mundial de artigos de pesquisa científica entre os períodos 1993–2003 e 2004–08. Em janeiro de 2018, a fundação nacional de ciência dos Estados Unidos informou que o número de publicações científicas da China em 2016 superou em número as dos EUA pela primeira vez: 426.000 contra 409.000. Os dados de publicação e citação da China foram comparados com os dados correspondentes para as outras três nações do BRIC (Brasil, Rússia e Índia) e mostrou que a China domina as nações do BRIC em termos de publicações e citações.
A esperança da China de se tornar um inovador global tem raízes anteriores à era Xi Jinping. Em 2006, o presidente Hu Jintao lançou o Plano de Médio e Longo Prazo para o Desenvolvimento de C&T, de 15 anos, que pedia à China que iniciasse um ambicioso programa de "inovação indígena". Em 2013, sob o presidente Xi, foi anunciada a iniciativa "Made in China 2025" (制造 制造 2025), exigindo manufatura de alta qualidade e impulsionada pela inovação, alimentada pelo investimento em talento humano. Foram identificados dez setores prioritários, a maioria dos quais exigirá tecnologias inovadoras para se tornarem competitivas globalmente. Dois anos depois, foi anunciado o 13º Plano Quinquenal da China (2016–2020), que incluía métricas específicas para alcançar metas de inovação em campos de vanguarda, como nanotecnologia e comunicação quântica; números específicos de citações acadêmicas, patentes e contratos técnicos; e até "porcentagem de cidadãos com conhecimento científico". O plano enfatizava o "desenvolvimento de talentos" como uma estratégia prioritária, exigindo o fortalecimento "do treinamento e uso de talentos científicos e tecnológicos inovadores de grupos minoritários, além de valorizar e aumentar a proporção de talentos científicos e tecnológicos femininos". Tais objetivos devem ser alcançados através da reforma educacional e do recurso a talentos estrangeiros. O objetivo de "aumentar de forma abrangente a capacidade de inovação das universidades" deve ser alcançado de várias maneiras, incluindo "acelerar a construção de um sistema universitário moderno com características chinesas, implementar e ampliar a autonomia legal das instituições de ensino superior, promover a inovação na educação".
As autoridades chinesas estão buscando domínio científico com determinação sistemática. A despesa anual em pesquisa e desenvolvimento na China aumentou de 1995 a 2013 por um fator de mais de 30, e alcançou US $ 234 bilhões em 2016. Dr. Mu-Ming Poo, do Instituto de Neurociência da Academia Chinesa de Ciências, em Xangai, retomou: "O governo está começando a reconhecer que o grande investimento e o recrutamento de talentos do exterior não são suficientes. Precisamos construir infraestrutura e mecanismos que facilitem a inovação na China. "Isso não é fácil e não será rápido. "Oficialmente, os líderes do governo dizem que correr riscos é permitido, mas o sistema de avaliação de cientistas e projetos e a filosofia e métodos de instrução nos currículos universitários não são compatíveis com essa política." Uma das formas mais controversas de as instituições chinesas incentivarem seus pesquisadores a publicar artigos de alto nível é oferecer incentivos em dinheiro. Um estudo descobriu que, em média, um artigo na Nature ou Science poderia render ao autor um bônus de quase US $ 44 mil em 2016. O maior prêmio oferecido foi de US$165 mil para um único trabalho, até 20 vezes o salário anual de um professor universitário. Cientistas nascidos na China ganharam o Prêmio Nobel de Física quatro vezes, e o Prêmio Nobel de Química e Fisiologia ou Medicina uma vez. respectivamente.
A ciência chinesa vem avançando aos trancos e barrancos e se movendo rapidamente para se tornar uma força importante na pesquisa aplicada e básica. John Pomfret , em 2010, escreveu no Washington Post: "A China investiu bilhões em melhorar sua posição científica. Quase todo ministério chinês tem algum tipo de programa para ganhar uma vantagem tecnológica em tudo, de mísseis a remédios ". Em maio de 2010, a China revelou o segundo supercomputador mais rápido do mundo. A empresa BGI, baseada em Shenzhen, sequenciou os genes de uma galinha, um bicho-da-seda, um panda, uma variedade de arroz e restos humanos de 4 mil anos da Groenlândia. Com a compra de 128 máquinas de sequenciamento de ponta em 2010, o BGI sozinho chegou perto de superar as capacidades de seqüenciamento genético de todos os Estados Unidos e foi certificado como satisfazendo os requisitos da ISO9001: 2008 para a concepção e prestação de serviços de sequenciamento de alto rendimento. No mesmo ano, o BGI Americas foi estabelecido com seu escritório principal em Cambridge, Massachusetts e a BGI Europe foi estabelecido em Copenhague. A BGI fez o sequenciamento do genoma para o surto letal de E. coli O104: H4 em 2011, em três dias, sob licença aberta. Apesar da reputação da China quanto à regra autoritária e hierárquica, na ciência a abordagem parece ser a de garantir que os principais pesquisadores recebam apoio financeiro e recursos.
Em seu discurso de três horas no 19º Congresso do Partido Comunista, em 18 de outubro de 2017, o presidente Xi Jinping reafirmou seu "sonho chinês:" a China, afirmou ele, "está se aproximando do centro do cenário mundial" e se tornará "um líder global em termos de força nacional abrangente e influência internacional. "Até 2050, ele disse, a China se tornará" um líder global em termos de força nacional abrangente e influência internacional que se aproximar do centro do cenário mundial ". A inovação em ciência, tecnologia e bens e serviços resultantes é central para essa visão, mas um sistema universitário moderno com características chinesas provavelmente enfrentará os desafios.

### Indústria bélica

Exposição Internacional de Alta Tecnologia da Cidade de Ciência e Tecnologia. Mianyang, Sichuan, China. (2014)

A amarga experiência da China com a assistência militar soviética na década de 1950 e com a assistência semelhante do Ocidente nas décadas de 1970 e 1980 fez pouco para dissipar as lembranças chinesas persistentes de maus tratos por estrangeiros. Essas atitudes derivadas historicamente têm implicações importantes para a importação de armas e pesquisa tecnológica e políticas de desenvolvimento na China nos anos 90. O isolamento histórico da China de grande parte do resto do mundo ao longo da maior parte de sua longa história levou a uma certa dose de suspeita e desconfiança na China em relação às ideias e influências estrangeiras. Tais sentimentos foram fortalecidos pela visão de que a China estava no "centro do mundo" em todos os aspectos, e não estava dada a aceitar a suposta superioridade das coisas estrangeiras. Esses princípios profundamente enraizados também influenciam o modo como as aquisições de armas e tecnologia de armas estrangeiras ocorreram.

Diante dessas dificuldades, devemos continuar nossas pesquisas científicas, especialmente os projetos de defesa de alta tecnologia. . .? . . . Algumas pessoas disseram que as dificuldades eram tantas e tão formidáveis que deveríamos retardar o desenvolvimento de técnicas de defesa sofisticadas. . . . Minha atitude foi clara o tempo todo: por mais de um século, os imperialistas intimidaram, humilharam e oprimiram a China. Para acabar com essa situação, tivemos que desenvolver armas sofisticadas. . . Nie Rongzhen, Marshal of the PLA, 1985
A busca da China por armas estrangeiras avançadas e tecnologia de armas era parte integrante de suas ambições regionais e globais de longa data e, portanto, continua a ser um aspecto significativo da ciência e tecnologia chinesas para o planejamento de segurança do país.
O Partido Comunista Chinês nomeou a modernização do Exército de Libertação Popular entre suas principais prioridades. No 19º Congresso do PCC em outubro de 2017, o presidente chinês Xi Jinping delineou o objetivo de "completar a defesa nacional e a modernização militar até 2035" e transformar o ELP em "militares de classe mundial até meados do século".
A atualização de equipamentos e tecnologias é um foco central da campanha de modernização militar da China. De 2010 a 2017, os gastos anuais da China com equipamentos militares aumentaram de US$ 26,2 bilhões para US$ 63,5 bilhões. Embora atribuível ao crescimento dos gastos militares gerais da China, isso também é resultado de uma maior priorização. Em 2010, 33,3% do total de gastos militares foram destinados a equipamentos. Em 2017, esse número era de 41,1%.
Possuir uma defesa de base industrial científica e tecnológica altamente desenvolvida é um pré-requisito para se tornar uma potência militar líder. Embora, no final das décadas de 2010, a China tenha se tornado o segundo maior produtor de armas do mundo, a capacidade de sua indústria de armas de desenvolver internamente certos sistemas avançados de armas estava e ainda está crescendo. Se a China puder fortalecer com sucesso sua indústria de defesa, poderá reduzir sua dependência de tecnologias estrangeiras e se estabelecer como líder global em capacidades militares de ponta.

### Aeronáutica e Astronáutica

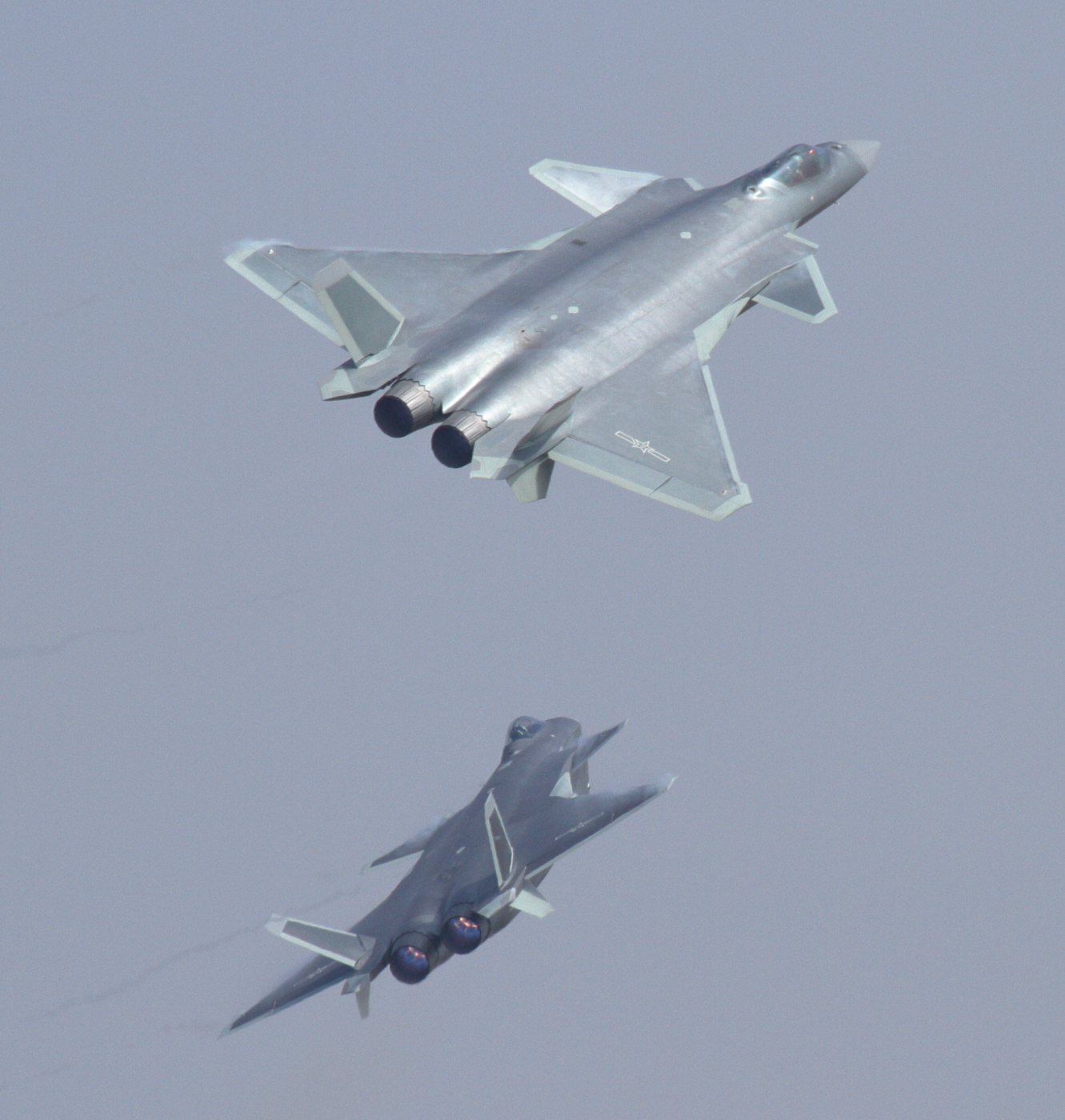
Os dois Chengdu J–20s fazendo sua primeira aparição pública no Airshow China 2016

O desenvolvimento de uma indústria de aviação chinesa começou em 1949 por causa dos requisitos de defesa. Ambas as instalações e aeronaves foram derivadas de tecnologia e equipamentos soviéticos. Em 1960, os chineses retomaram a operação indígena dessas instalações, mas continuaram a produzir derivados de motores e aeronaves soviéticos. Vários laboratórios foram criados em meados da década de 1960, mas durante a Revolução Cultural (aproximadamente de 1966 a 1976) a ênfase do desenvolvimento técnico nacional inibiu seriamente suas atividades. Como resultado desta história, as observações da delegação da AIAA indicaram que a indústria aeronáutica chinesa em 1980 era competente em manufatura e em pesquisa teórica básica, mas limitada em pesquisa aplicada, desenvolvimento, projeto e integração de sistemas O avançado é compartilhado com a indústria aeronáutica não militar e promoveu o crescimento em todas as áreas relacionadas. Por exemplo, a China tem o mercado aéreo de passageiros que mais cresce em qualquer país do mundo (em número total de passageiros) e entre 2009 e 2014 o número de passageiros aumentou mais de 47%, de 266 milhões para 391 milhões.. Em dezembro de 2017, havia 229 aeroportos comerciais na China O Aeroporto Internacional de Beijing Daxing será muito mais que um aeroporto. Quando concluída até outubro de 2019, será uma nova aerotrópole, um centro de tráfego aéreo, ferroviário de alta velocidade, metrô, rodovia e até mesmo de bicicleta.
No final da Guerra Fria, a indústria de aviação chinesa entrou em um novo estágio de desenvolvimento depois de mais de trinta anos de esforços incessantes, especialmente depois da Terceira Sessão Plenária do Décimo Primeiro Comitê Central do Partido Comunista da China, quando as políticas de ordem do caos, retificação, reforma e abertura para o mundo foram adotadas. Em 29 de outubro de 2015, o Conselho de Estado divulgou uma notificação para incentivar e apoiar o desenvolvimento de infraestruturas espaciais civis. No mesmo ano, o primeiro lote de empresas aeroespaciais comerciais apareceu na China. Muitas novas empresas entraram na indústria aeroespacial comercial na China, apoiada pelo governo. A maioria dos CEOs vem de agências aeroespaciais do governo ou instituições científicas nacionais.
No século XXI, a indústria da aviação chinesa havia se tornado um sistema industrial com uma gama relativamente completa de categorias e uma base mais sólida. A construção de modernização socialista da China, centrada na construção econômica, estava se desenvolvendo vigorosamente. O Estado e a sociedade tinham uma demanda urgente por aeronaves civis. O desenvolvimento de aeronaves civis foi agora enfatizado pelo Estado e medidas políticas positivas foram tomadas em conformidade.

#### Tecnologia Aeroespacial
A história da exploração espacial na China remonta a 900 d.C., quando os inovadores no país foram os pioneiros dos primeiros foguetes rudimentares. Embora a China não tenha participado da corrida espacial de meados do século XX, o país começou a fazer viagens espaciais no final da década de 1950. A Administração Espacial Nacional da China enviou o primeiro astronauta chinês ao espaço em 2003.
Suas missões Chang'e (1–4) demonstraram que a China não só podia orbitar e pousar na Lua, mas também operar um rover com sucesso. Chang'e tornou-se a primeira espaçonave a pousar suavemente na Lua desde a Lua 24 da União Soviética em 1976. Em 24 de novembro, a Administração Espacial Nacional chinesa lançou o Chang'e 5 — o mais recente da série.
A Corporação de Ciência e Tecnologia Aeroespacial da China (CASC), oficialmente estabelecido em julho de 1999 como parte de um esforço de reforma do governo chinês, tendo anteriormente feito parte da antiga Corporação Aeroespacial da China. Várias encarnações do programa datam de 1956. A CASC fornece serviços de lançamento comercial para o mercado internacional e se tornou uma das organizações mais avançadas do mundo no desenvolvimento e implantação de tecnologia de propelente de alta energia, impulsionadores de conexão e lançamento de vários satélites no topo de um único foguete. Em 28 de dezembro de 2016, a empresa lançou o Superview 1A e 1B a bordo de um foguete LongMarch 2D, dois satélites de imagem da Terra equipados com resolução óptica de 0,5 metro. Esses satélites foram descritos na época como os primeiros de uma eventual constelação de 24 satélites compostos de 16 satélites ópticos, 4 satélites ópticos de alta resolução e 4 satélites de imagem de radar. Sua série Rainbow de drones em dezembro de 2019 estava sendo exportada para a Arábia Saudita, Emirados Árabes Unidos, Egito e Paquistão. Em 5 de agosto de 2018, CASC anunciou o primeiro voo de Xingkong–2, um avião de voo hipersônico baseado na tecnologia de navegação sonora e informou também que em dezembro, o país lançou a primeira espaçonave que pousou no lado oculto da lua em janeiro de 2019. Pesquisadores da Universidade de Chongqing — que projetaram a experiência da "mini-biosfera lunar" anunciaram que pela primeira vez, um broto de algodão cresceu na Lua. Outra embarcação, que decolou em 2 de fevereiro de 2019, será a primeira a trazer as rochas lunares de volta à Terra desde 1976. Em 11 de janeiro, a China anunciou que a missão de Chang'e 4 foi "um sucesso total". Os dois componentes da sonda robótica Chang'e 4, o módulo de pouso e o astromóvel, Yutu 2 — ou Jade Rabbit 2 — tiraram fotos uns dos outros que foram transmitidas para o controle de solo por meio do satélite de retransmissão Queqiao.
A China fez muitos avanços na área espacial com veículos lançadores, como também na área de pesquisa e desenvolvimento não só na área militar com os mísseis. Os veículos da família Longa Marcha, tem suas origens na família de mísseis Dongfeng. Por exemplo, o Dongfeng–41 (DF–41, CSS-X–10), um míssil balístico intercontinental de combustível sólido, em serviço desde 2017, tem um alcance operacional entre 12.000 km. O 4º Instituto de Pesquisa da Corporação de Ciência e Tecnologia Aeroespacial da China (CASC) testou duas vezes, em 2017, um motor de ramjet, uma arma hipersônica que triplicou o alcance dos mísseis ar-ar chineses existentes naquela época. Ele pode se mover com a velocidade de mais de 6200 km/h e em tais velocidades é provável que seja indetectável aos sistemas defensivos normais.

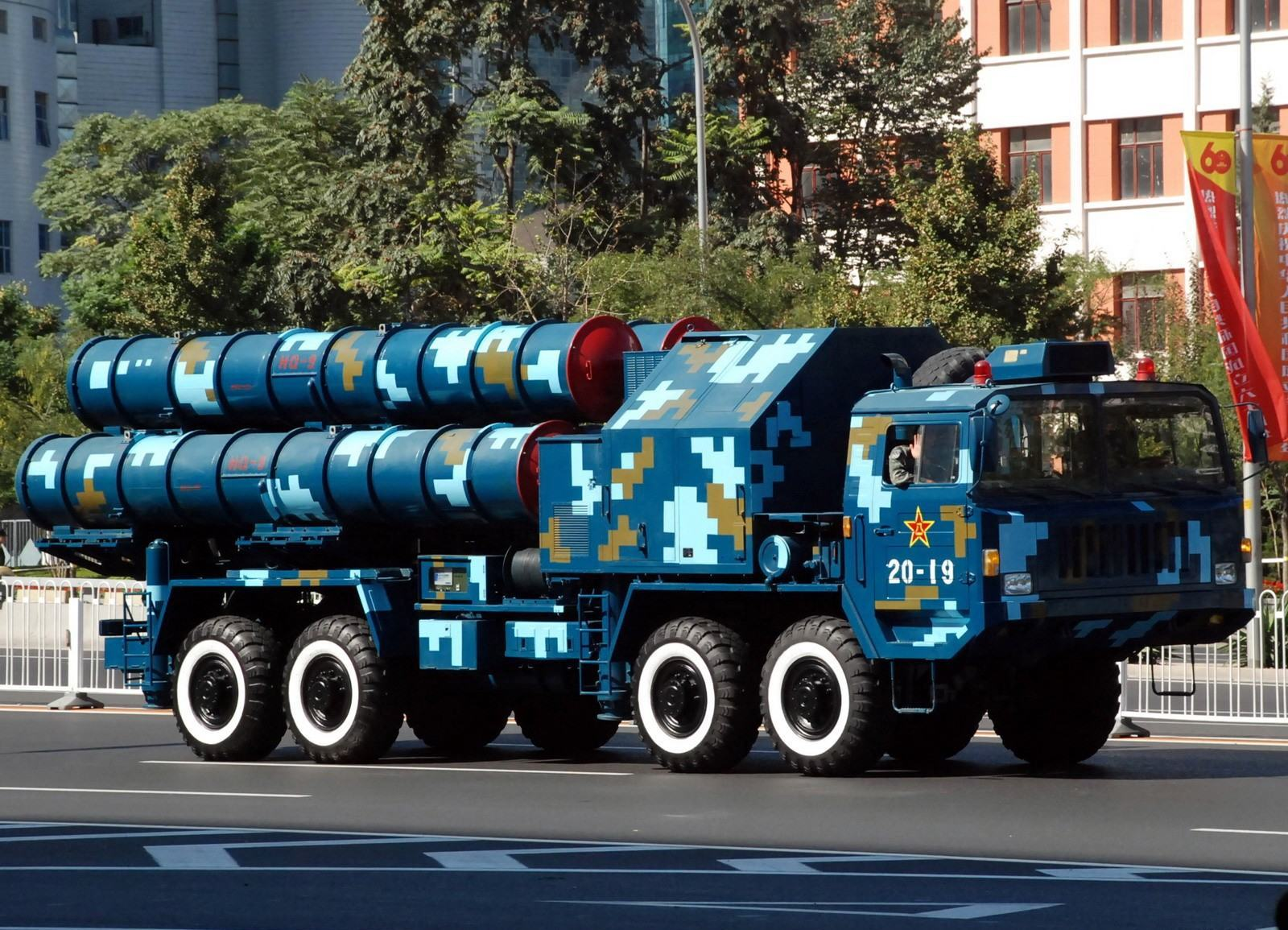
Lançador portátil HQ-9 durante o 60º aniversário da China em 2009, Pequim

Na área de drones, a China é o líder mundial e junto com os Estados Unidos e Israel são amplamente reconhecidos como líderes da indústria na tecnologia VACNT. A indústria de drones é caracterizada e conduzida por uma empresa: Da-Jiang Innovations (DJI). A DJI tem mais de 70% do mercado global para a indústria de drones, com faturamento de US $ 2,7 bilhões em 2017. Nenhuma empresa sediada no Ocidente é capaz de competir com a integração completa da cadeia de suprimentos, manufatura, ritmo inovador e suporte logístico que define a empresa sediada em Shenzhen. A empresa chinesa EHANG quer transformar drones em um serviço de táxi e construiu um quadcopter capaz de transportar passageiros O VACNT Wing Loong ID, o mais recente modelo da série Wing Loong Unmanned Aircraft, desenvolvida internamente, completou com sucesso seu primeiro voo no sudoeste da China em 2019.
O ambiente econômico e político da China impulsiona a adoção de drones de todos os tipos, mobilidade aérea pessoal e camadas de infraestrutura digital que fazem tudo funcionar. É a capacidade do governo chinês de investir pesadamente nos setores de tecnologia e aeroespacial, apoiando ambos por meio de agilidade regulatória que pode ser seu maior patrimônio. A iniciativa "Made in China 2025", do presidente Xi, desempenha um papel importante na nacionalização e liderança global da indústria aeroespacial. A China está projetada para se tornar o maior mercado mundial de aviação de passageiros até 2024. Por meio de um tremendo investimento na China, as empresas de tecnologia voltadas para a mobilidade buscam redefinir como densos centros populacionais e comunidades rurais dispersas movimentam pessoas, bens e serviços. A partir de 2014–17, o investimento em plataformas automotivas, tecnológicas e de e-commerce representou mais de US $ 50 bilhões, já superando o resto do mundo. Um dirigível tripulado, que está sendo desenvolvido pela Aviation Industry Corp of China, planeja conduzir seu primeiro voo em 2020. O dirigível virá em dois tipos, um pilotado e outro remotamente controlado, e espera-se obter a certificação da autoridade de aviação civil em 2021.

##### Pesquisas nos EUA e na China
A história de Tsien Hsue-shen encapsula dois dos temas que se repetem na história espacial entrelaçada dos EUA e da China: forças políticas maiores desempenham um papel substancial na formação do desenvolvimento da tecnologia espacial, e o desejo dos EUA de moldar o acesso de um concorrente à tecnologia espacial pode ter um efeito substancial não intencional e consequências indesejáveis. A pesquisa, o desenvolvimento e a operação da tecnologia espacial dos EUA e da China estão amplamente separados pelo menos até 2021: pouca interação direta e substantiva ocorre entre as atividades espaciais comerciais e governamentais dos países. As políticas dos EUA e da China atualmente mantêm essa separação, mas a política dos EUA tem impulsionado extremamente a separação desde o final da década de 1990. Desde 1999, os controles de exportação dos EUA têm inibido a maioria dos intercâmbios comerciais, acadêmicos e governamentais sobre tecnologia espacial; e desde 2011, a lei dos EUA tem inibido ainda mais as interações bilaterais entre a NASA e o governo chinês em tópicos civis e científicos.
O Laboratório de Física Aplicada da Universidade Johns Hopkins concluiu que se pelo menos os Estados Unidos se mostrarem comprometidos a estender a separação atual é possível ao longo da década de 2020: "A aplicação contínua de controles de exportação para a China limitará a transferência de tecnologias de satélite e foguetes dos EUA, e as restrições ao engajamento espacial civil limitarão o intercâmbio de conhecimento gerencial, operacional e técnico associado aos programas espaciais nacionais. Novas políticas poderiam tentar reduzir o vazamento de tecnologia pela Europa. Se ampliarmos ou preservarmos a separação atual, que mundo futuro podemos esperar? Em primeiro lugar, não devemos esperar que a China tenha tecnologia espacial qualitativamente inferior como resultado dessa separação em uma década. A América tem mais pontos fortes e provavelmente manterá muitas vantagens específicas nas atividades espaciais; mas, no total, também não devemos esperar que a China não tenha grandes capacidades de tecnologia espacial que os Estados Unidos possuem. As capacidades espaciais chinesas terão pontos fortes e fracos diferentes dos dos Estados Unidos, refletindo assimetrias maiores em nossas histórias, políticas, organizações governamentais, economias e parceiros internacionais. Moldar nossos pontos fortes e fracos relativos será um fator importante de longo prazo para os tomadores de decisão dos EUA." Em 2020, prof. Matthew Daniels, especialista sênior do Gabinete do Secretário de Defesa e assessor do MIT apontou que na década de 1990, as decisões dos EUA sobre os controles de exportação de tecnologia espacial na China tiveram um impacto enorme na indústria chinesa entretanto, "Preservar a atual separação EUA-China no espaço pode ter vários benefícios, mas a análise acima sugere que há uma incerteza particular sobre a capacidade dessa separação de prolongar os pontos fracos da tecnologia espacial chinesa. [...] Um foco na primazia espacial dos EUA sugere que a separação contínua é o melhor caminho; um foco maior nos Estados Unidos desempenhando um papel de ordenador internacional e gerenciando riscos de conflito no espaço sugere algum relaxamento estreito dessas políticas, principalmente em atividades espaciais civis".

### Tecnologia hipersônica

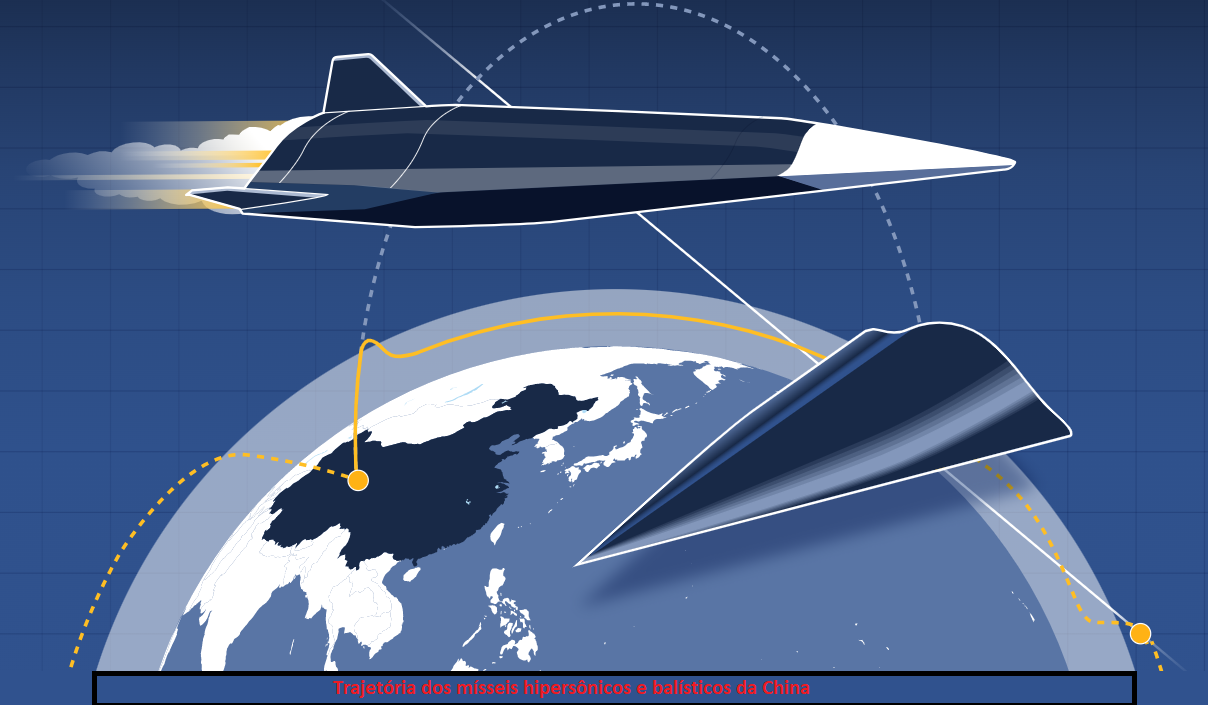
Trajetória dos mísseis hipersônicos e balísticos da China

A China trabalhou vários anos para desenvolver voos através da atmosfera abaixo de altitudes de cerca de 90 km em velocidades superiores a Mach 5. Os mísseis hipersônicos são armas difíceis de detectar que podem atingir pelo menos cinco vezes a velocidade do som. A China testou o FJ ABM na Guerra Fria, mas acabou sendo cancelado.
China testou com sucesso suas capacidades de interceptação exoatmosférica em um teste em 2010 e também em um teste em 2013, sendo o segundo de dois países capaz de fazê-lo. A tecnologia antimísseis é bem sucedida até hoje. O sistema BMD foi novamente testado em 8 de setembro de 2017 e foi considerado bem-sucedido. O PLA desenvolveu atualmente a série KT de mísseis antibalísticos e também adotou capacidades antibalísticas limitadas no HQ–9, série KS e HQ–16.
O desenvolvimento do projeto de armas hipersônicas da China foi retardado por recursos de computação inadequados. O projeto de armas não tinha acesso prioritário a supercomputadores, ou era impraticável usar supercomputadores disponíveis devido ao seu design; no entanto, em 9 de janeiro de 2014, a China apresentou o DF-ZF, um veículo planador hipersônico (HGV).
Cientistas comerciais e militares na China estão competindo com a Rússia, Coréia e EUA para aperfeiçoar a tecnologia RDE primeiro. A China concluiu testes em solo e realizou testes em um planador ferroviário fixo desde dezembro de 2021.
A China, em 2022, alcançou progressos importantes na abordagem da dificuldade principal de identificar um alvo móvel em altas velocidades. Desenvolveu um míssil hipersônico de busca de calor capaz de atingir um alvo em movimento a 6.174 km/h. O míssil hipersônico chinês tem capacidade nuclear e é quase impossível de se rastrear o caminho devido à sua trajetória imprevisível. Além disso, em 2022, pesquisadores chineses desenvolveram tecnologia de Inteligência Artificial que pode prever a trajetória de um míssil planador hipersônico à medida que se aproxima de um alvo. Eles afirmaram que o sistema de navegação por satélite Beidou permite que os militares chineses supervisionem um voo hipersônico da China para os EUA.

### Clonagem, embriologia e virologia
Desde o seu estabelecimento em 2002, a capacidade de pesquisa científica do CDC chinês alcançou grandes melhorias e quase mil programas de pesquisa científica foram aprovados, recebendo financiamento de pesquisa de 2,85 bilhões de iuãs. As subvenções anuais aprovadas aumentaram de 60 projetos para mais de 156.

#### CRISPR
O maior impulso da China em CRISPR foi na agricultura, mas os pesquisadores também estavam aplicando o editor em grande escala em animais, com órgãos de porco para transplantes humanos como o objetivo mais provocador. E a China está explorando agressivamente a edição do genoma na medicina, tendo lançado desde 2017 mais ensaios clínicos usando o CRISPR, principalmente para câncer, do que qualquer país.  A Universidade Médica de Guangzhou usou uma técnica de edição de genes CRISPR para induzir artificialmente uma mutação em células humanas e torná-las resistentes ao HIV, o vírus que causa a AIDS.
Pesquisadores da Universidade Sun Yat-sen, em Guangzhou, criaram surpresa alarmante quando em 2015 anunciaram o primeiro uso de edição genética de alta precisão (CRISPR/Cas) em um embrião humano — não para medicina reprodutiva, mas para examinar a viabilidade da técnica para editar uma doença — usando embriões de fertilização in vitro que não poderiam desenvolver mais. Isso levou a outra equipe de cientistas em 2018 a usar a técnica de Crispr para reparar uma mutação causadora de doenças em embriões humanos viáveis. Os cientistas chineses corrigiram uma mutação que causa a síndrome de Marfan, uma doença incurável do tecido conectivo que afeta cerca de 1 em 5.000 pessoas. Em estudo CRISPR, em 2015, 36 pacientes com câncer de rim, pulmão, fígado e garganta tiveram células removidas de seus corpos, alteradas com CRISPR e, em seguida, infundidas em seus corpos para combater o câncer, em 2015. Outros estudos chineses procuraram usar o CRISPR para tratar o HIV, o câncer esofágico e a leucemia. Pacientes na China e nos Estados Unidos, em 2017, ficaram elegíveis para participar do primeiro ensaio de câncer CRISPR de Fase 1 do gene humano. Ainda em 2017, apresentou a primeira aplicação do sistema CRISPR/Cas9 em bovinos. Pesquisadores miraram o gene NRAMP1 com efeitos reduzidos (fora do alvo), criando bovinos transgênicos com maior resistência à tuberculose. Ao final de fevereiro de 2018, havia nove estudos clínicos registrados testando células editadas por CRISPR para tratar vários tipos de câncer e infecção por HIV na China,
No mesmo ano, as gêmeas, chamadas Lulu e Nana, supostamente tiveram seus genes modificados antes do nascimento por uma equipe científica chinesa usando a ferramenta de edição CRISPR. O objetivo era tornar as meninas imunes à infecção pelo HIV, o vírus que causa a AIDS. Mas uma pesquisa de 2019 mostra que a mesma alteração introduzida no DNA das meninas, a exclusão de um gene chamado CCR5, não apenas torna ratos mais inteligentes, mas também melhora a recuperação do cérebro humano após um derrame e pode estar ligado a um maior sucesso escolar Ao final de 2018, pelo menos 86 pessoas tiveram seus genes editados, e havia evidências de pelo menos 11 ensaios clínicos chineses usando CRISPR. A inovação técnica CRISPR foi transferida para outros setores econômicos. Em 2022, pesquisadores chineses desenvolveram uma ferramenta de edição de genes de base CRISPR que usa a enzima Cas13 e não altera permanentemente o genoma.
Em 2024, médicos usando células imunes modificadas por bioengenharia e CRISPR na China relataram resultados para doenças autoimunes em humanos. Cientistas alcançaram sucesso no tratamento, enviando doenças autoimunes à remissão em três pessoas.

#### Clonagem
Enquanto mamíferos de ovelhas (Dolly em 1997) para porcos, cães e vacas foram clonados antes, os primatas têm sido um problema. Mu-Ming Poo e seus colegas resolveram o problema tratando os óvulos de macacos nos quais o material genético do indivíduo clonado foi colocado com um coquetel de moléculas que despertam os genes necessários para promover o desenvolvimento em um embrião. A equipe chinesa até agora só produziu filhotes de macacos saudáveis clonando células de outros fetos de macacos, não de macacos adultos.  Em outubro de 2018, pesquisadores criaram camundongos saudáveis com duas mães usando a tecnologia CRISPR, esse feito que pode ajudar os pesquisadores a entender melhor a reprodução dos mamíferos. Apesar das questões éticas que cercam essa pesquisa, a magnitude e o custo do trabalho já realizado reforça a sensação de que, quando a China puser em foco uma meta científica ou tecnológica específica, nada a deterá.
A China se tornou, em 2017, o líder mundial em ciência de células-tronco e medicina regenerativa.

#### Virologia
Cientistas chineses realizaram, em 2019, um experimento no qual criaram macacos transgênicos carregando um gene humano que é importante para o desenvolvimento do cérebro. Adicionando a versão humana de MCPH1 para embriões de macacos resultou em nenhum dos macacos terem cérebros maiores do que o normal, mas todos eles testaram melhor que a média em testes de memória e em habilidades de processamento.
A China está dando grandes passos em outras áreas da ciência biológica também. As ondas de gripe aviária mortais que afligiram o país desde que foi detectada pela primeira vez em 2013 forneceram uma necessidade muito urgente de pesquisa em virologia. Pesquisadores chineses aprenderam muito sobre epidemias virais. Pesquisadores se concentraram em entender como vírus "zoonóticos", como a gripe aviária, que passam de animais para humanos, são transmitidos através das espécies. Eles também analisaram as estruturas e os mecanismos moleculares dos vírus da Sars, Ebola, Zika e MERS (Síndrome Respiratória do Oriente Médio), que potencialmente representam ameaças globais.

### Geologia, paleontologia e arqueologia

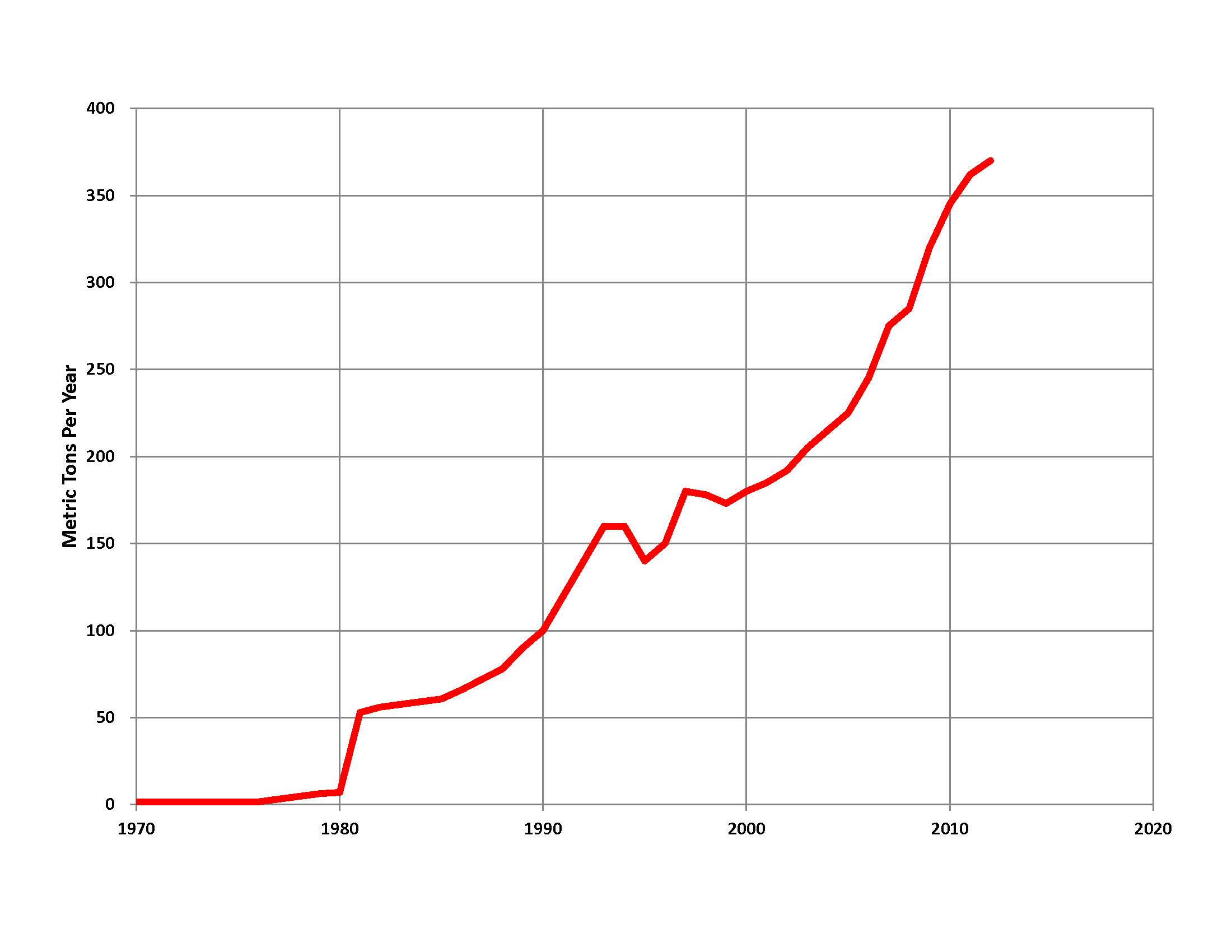
Produção de ouro das minas na China

Durante os primeiros dias da República Popular, um exército de geólogos, arqueólogos, paleontólogos e outros especialistas em recursos naturais foram treinados para o levantamento de recursos naturais do país. A geologia moderna era esperada para desenvolver a indústria de mineração na China. Esse exército de cientistas treinados inspecionou os recursos naturais em toda China. De acordo com Jianbo Liu, um membro da faculdade de ciências da terra da PKU, na época, milhares se formaram em geociências. Esse trabalho parou durante a Revolução Cultural do final dos anos 1960 e 1970 e só começou a se recuperar nos anos 80. As descobertas recolhidas por minerologistas e geólogos, mais tarde, deram as bases científicas à criação, em 1983, da Mineração de metais não ferrosos da China (Group) Co., Ltd. (中国有色矿业集团公司) e a Corporação do Grupo Nacional de Ouro da China (中国黄金集团公司), estabelecida no início de 2003 com base na "China Gold General Corporation" fundada em 1979. Em 2006, o ranking classificou a China como a terceira maior produtora do mundo e para o ano de 2007, a produção de ouro subiu 12% de 2006 para 276 toneladas tornando a China a maior produtora de ouro do mundo pela primeira vez — superando a África do Sul, que produziu 272 toneladas, mas a expansão da exploração aumentou sua produção nos anos de 2010, com um aumento de quase 70%. Em 2012, a produção de ouro da China foi estimada em 370 toneladas, superando qualquer outro país no mundo.
Esta busca de recursos leva ao desenvolvimento de múltiplas disciplinas como estratigrafia, geologia histórica, tectônica, paleontologia, sedimentologia, geografia física e geografia histórica humana, que pode ser popularmente chamada de paleogeografia da China, criada em dezembro de 2002, durante o 197º Simpósio de Conferência de Ciência em Xiangshan. No século XX, os arqueólogos fizeram dezenas de milhares de descobertas na China. Em 2001, o Instituto de Arqueologia da Academia Chinesa de Ciências Sociais (chinês simplificado: 中国社会科学院考古研究所) organizou uma pesquisa de especialistas que selecionou as 100 maiores descobertas arqueológicas da China no século XX, com o Yin Xu recebendo a maioria dos votos. A reputação da China como uma potência paleontológica é em grande parte graças ao anúncio da descoberta em 1996 do Sinosauropteryx prima, o primeiro exemplo de um dinossauro com "filamentos emplumado", em Liaoning.

### Química, ciência dos materiais e nanotecnologia
A ciência de materiais é um campo multidisciplinar que incorpora elementos da química aplicada e da física. As áreas de nanociência e nanotecnologia são algumas das sub-disciplinas mais populares de engenharia de materiais e ciência. Além de utilizar materiais como metais, cerâmicas, polímeros, biomateriais e outros, os engenheiros de materiais também descobrem e criam novos tipos de materiais, possibilitando novos avanços tecnológicos.

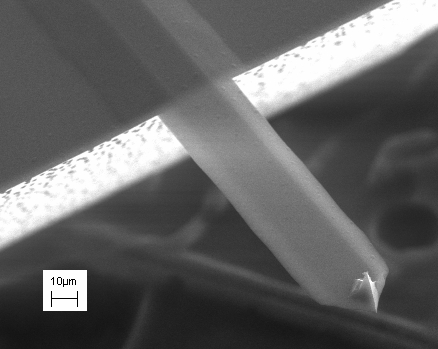
Estrutura em consola AFM típica

O governo da China incentivou novas tecnologias baseadas em materiais, que poderiam colher recompensas financeiras. A frase "made in China" já foi uma acusação de produtos baratos de qualidade questionável; por outro lado, uma empresa na China demonstrou recentemente um smartphone totalmente flexível com uma tela de grafeno, o primeiro do seu tipo, enquanto o primeiro jato comercial projetado e construído inteiramente na China (Comac C919) foi apresentado em 2016. A China, nesse mesmo ano, criou uma bateria de lítio capaz de armazenar com segurança 300 watt horas por quilo de massa, o que poderia impulsionar mais de 500 quilômetros no sedan elétrico EV 200. Em 2019, pesquisadores chineses desenvolveram materiais anódicos semelhantes a corais baseados em silício para substituir a grafite convencional. O desempenho da bateria deste material pode funcionar bem mesmo sob carga ultra-rápida para anodos de teste em meia célula (emparelhamento com ânodo de metal de lítio) e célula completa (emparelhamento com cátodo que imita os cátodos comerciais reais) como baterias de íons de lítio (LIBs ). Os nanomateriais também ajudaram a China a desenvolver um novo método de impressão que é econômico e não produz resíduos corrosivos ou venenosos. O nanomaterial chinês usado nos filtros de água pode efetivamente purificar o arsênico e o flúor, e os nômades só precisam trocar os filtros uma vez por ano, tornando a água limpa mais barata e acessível.
A ciência dos materiais é altamente ativa na China, contribui com novas tecnologias para ajudar a impulsionar a economia e oferece aos pesquisadores uma plataforma de alto perfil para demonstrar as capacidades de pesquisa. De acordo com o Instituto de Informação Científica e Técnica da China, que é afiliado ao Ministério da Ciência e Tecnologia, a China contribuiu com cerca de um quarto de todos os artigos acadêmicos publicados em todo o mundo em ciência e química de materiais e 17% dos publicados em física entre 2004 e 2014, mas apenas 8,7% daqueles em biologia molecular e genética. Isso, no entanto, representa um aumento acentuado de apenas 1,4% da participação mundial de publicações em biologia molecular e genética em 1999–2003.

#### Nanotecnologia

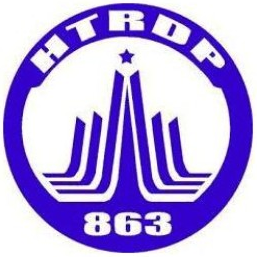
Programa Nacional de Pesquisa e Desenvolvimento de Alta Tecnologia — Marca do Programa 863

Em 2022, foi universalmente aceito que a China é a líder mundial em nanotecnologia e sua indústria de nanotecnologia continua avançando, com níveis substancialmente altos de financiamento, um grupo crescente de talentos e colaborações internacionais robustas.
Ela se desenvolveu rapidamente em pouco tempo. O governo chinês se concentra em aumentar a competitividade em nanotecnologia por meio de sua inclusão como indústria estratégica no 13º Plano Quinquenal da China, reconfirmando o financiamento estatal, o apoio legislativo e regulatório. Pesquisa e desenvolvimento (P&D) em Nanociência e Nanotecnologia são um componente-chave da ambiciosa iniciativa "Made in China 2025" que visa transformar a China em uma potência de fabricação de alta tecnologia.
Os programas de nanociência e nanotecnologia da China são baseados em uma arquitetura de política central anunciada por Deng Xiaoping em 1986, o "Programa Nacional de Pesquisa e Desenvolvimento de Alta Tecnologia", comumente conhecido como "Programa 863". O programa visa promover o desenvolvimento de novos materiais essenciais e tecnologias avançadas de fabricação para aumentar a competitividade da indústria. De 1990 a 2002, o programa financiou mais de 1.000 projetos de nanotecnologia. Este programa é administrado por um "sistema de responsabilidade de especialistas", com comitês de especialistas específicos de campo/setor e painéis compostos por cientistas que supervisionam, aconselham e avaliam projetos. Dado o sucesso do Programa, o governo posteriormente renovou seu compromisso de financiar pesquisas básicas em nanomateriais e nanoestruturas com foco em nanotubos de carbono, com o início do "Programa Nacional de Pesquisa Básica" da China conhecido como "Programa 973" em 1997. O Ministério da Ciência e Tecnologia da China, com a ajuda de outras organizações associadas, supervisiona todos os programas e promulga questões regulatórias.
Em 2006, a China se tornou uma das principais nações em nanotecnologia, além dos EUA, Alemanha e Japão. A China fez vários avanços na nanotecnologia de ponta desde 2010, que terão aplicações significativas em veículos elétricos, impressão industrial e saúde pública. Um estudo de 2012 descobriu que a participação da China em trabalhos acadêmicos no campo da nanotecnologia aumentou de menos de 10% em 2000 para quase um quarto em 2009 e ultrapassou os Estados Unidos em primeiro lugar, e ficou em segundo lugar no número de patentes concedidas.
A contribuição da China para os trabalhos de nanociência do mundo tem crescido por décadas e 2016 foi mais de um terço do total. A Fundação Nacional de Ciências Naturais da China (NSFC) divulgou que a China investiu US $ 4 bilhões em pesquisa em 2016. De acordo com seu plano, a China colocou mais de US $6 bilhões em 2020, o que representou cerca de 2,5% do seu PIB. Isso colocou a China no caminho para se tornar líder em ciência e inovação até 2050, de acordo com a meta do governo.
Em junho de 2020, uma equipe internacional de pesquisadores liderada por cientistas chineses desenvolveu uma nova forma de nanopartícula sintética e biodegradável. Esta nanopartícula lipídica modificável é capaz de direcionar, penetrar e alterar células, entregando a ferramenta de edição de genes CRISPR/Cas9 em uma célula. Esta nanopartícula pode ser usada no tratamento de alguns distúrbios relacionados a genes, bem como outras doenças, incluindo algumas formas de câncer no cérebro, fígado e pulmões. No State Key Laboratory of Robotics, na cidade de Shenyang, no nordeste, pesquisadores desenvolveram um laser que produz uma pequena bolha de gás. Essa bolha pode ser usada como um minúsculo "robô" para manipular e mover materiais em nanoescala com precisão microscópica. A tecnologia denominada como "Bubble bot" promete possibilidades no campo da criação e clonagem de tecidos artificiais.

#### Química
A indústria química da China tem sido a maior do mundo em receita desde 2011, e sua taxa de crescimento superou em muito outras grandes regiões produtoras de produtos químicos. No século XXI, a China adotou a mentalidade de P&D em toda a indústria química, desde gigantes do setor, como a Sinochem, com seu slogan "In science we trust", até empresas iniciantes que trabalham em uma ampla gama de áreas de ponta, como enzimas , catálise, nanomateriais e materiais de bateria. Os gastos em pesquisa e desenvolvimento químico da China estão entre os líderes mundiais. A estrutura de P&D da indústria química da China também mudou, passando de uma em que as iniciativas estavam sob a direção do governo para uma dirigida principalmente por empresas individuais dentro de um ecossistema de colaboração com instituições governamentais de pesquisa e universidades – e que tem um regime reforçado para proteger a propriedade intelectual. Há muitos exemplos de empresas chinesas ganhando paridade tecnológica com empresas ocidentais. Uma no campo petroquímico foi a Wanhua Chemical, que desenvolveu sua própria tecnologia de Diisocianato de metileno difenil (MDI). A Wanhua se tornou a maior produtora de MDI do mundo em um setor historicamente unido dominado por empresas ocidentais devido às desafiadoras barreiras de entrada de tecnologia da química de isocianatos.
Durante os 6.000 anos da civilização chinesa, a química desempenhou um papel essencial. Os sinos de bronzes do Período dos Reinos Combatentes mostram não apenas a excelência dos instrumentos musicais na China antiga, mas também os avanços tecnológicos da metalurgia. A química contemporânea só surgiu no século XVIII na Europa. Embora os antigos chineses não soubessem o que eram elétrons, átomos ou moléculas, os progressos feitos por nossos ancestrais chineses em metalurgia, medicamentos, pólvora, cerâmicas e materiais, pigmentos e corantes, e muitos outros podem ser considerados realizações espontâneas, que agora são classificadas. na categoria de ciências químicas na China. Apesar de toda essa longa história ainda em meados do século XX, a economia chinesa era basicamente agrária; no entanto, em 1949, a China estabeleceu uma indústria química moderna. Durante as realocações de universidades e disciplinas em todo o país, em 1952, os departamentos de química das universidades de Tsinghua e Yanjing ingressaram no Departamento de Química da PKU. O Departamento de Química da PKU foi renomeado como CCME em 1994. O CCME até 2010 educou e treinou cerca de 15.000 cientistas. Yuan Tseh Lee foi laureado com o Nobel de Química de 1986 devido aos seus contributos relativamente às dinâmicas de processos elementares químicos.
Em síntese inorgânica e química preparativa, pesquisadores chineses, em 2017, desenvolveram técnicas para produzir zeólitas sintetizadas com diversas estruturas e propriedades em poucas horas, utilizando sistemas ultra reativos e em, 2019, uma equipe de cientistas da Academia Chinesa de Ciências transformou o cobre em um material quase idêntico ao ouro. As nanopartículas de cobre alcançaram um desempenho catalítico extremamente semelhante ao do ouro ou da prata. Este método chinês injeta uma grande quantidade de energia nos átomos de cobre e torna os elétrons mais densos e estáveis; assim, pode resistir a altas temperaturas, oxidação e erosão.

### Ciências da computação e internet

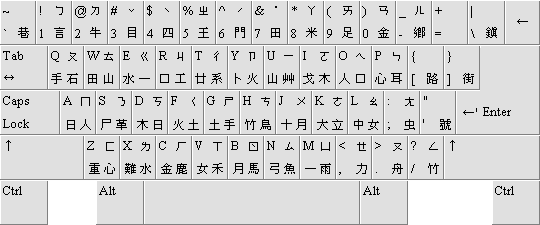
Layout do teclado chinês tradicional

Em 1957, o bloco soviético obteve uma grande vitória tecnológica com o Sputnik 1. No ano seguinte, a liderança comunista da China lançou o Grande Salto Adiante. Na primavera de 1959 em Cuba, os guerrilheiros de Fidel Castro forçaram o presidente Fulgencio Batista ao exílio. O plano do presidente Dwight D. Eisenhower, a fim de recuperar o ímpeto e demonstrar que ainda estava no comando dos assuntos mundiais, foi anunciar o primeiro computador chinês do mundo. O computador chinês foi lançado porque os Estados Unidos precisavam de uma vitória da Guerra Fria. A invenção do primeiro computador chinês seria uma grande vitória, um "presente" do capitalismo para o povo chinês. Mas, na verdade, os pensamentos de Eisenhower eram de que quem possuísse tal dispositivo poderia inundar o mundo com textos chineses a um ritmo nunca antes visto — potencialmente uma grande vantagem de propaganda. O "sinótipo", uma máquina criada por Samuel Hawks Caldwell, o pai da computação chinesa, foi a base do computador chinês. Caldwell descobriu que os textos chineses, apesar de serem uma linguagem não-alfabética, exibiam sua própria "ortografia", tornando possível construir um computador para o idioma chinês. Caldwell procurou a ajuda de Lien-Sheng Yang. Em vez do layout de teclado QWERTY, eles equipam as teclas do sinótipo com pinceladas chinesas, que o datilógrafo usaria para compor — ou mais precisamente para descrever e restabelecer — caracteres chineses. Em 1960, Caldwell morreu e sem sua liderança pioneira, o entusiasmo nos círculos militares diminuiu.
Mas a estrutura conceitual e técnica que Caldwell e sua equipe haviam estabelecido permaneceria fundamental para a computação chinesa até os anos 80. O projeto renasceu como Sinotype II, que se afastou da entrada de teclado original baseada em traços de Caldwell em direção à entrada do Pinyin cada vez mais popular — um sistema baseado na fonética desenvolvido na segunda metade do século XX. Ao longo de tais mudanças, no entanto, os principais princípios de projeto de Caldwell persistiram — acima de tudo, o preenchimento automático, que permaneceria como parte central da computação chinesa por seis décadas.
O professor Wang Yunfeng, o líder de um projeto universitário, renovou seus contatos com a comunidade técno-científica alemã enquanto estudava maquinaria em Berlim como estudante nos anos 1940, na fundação Humboldt. Ele ajudou a criar uma cooperação de rede de computadores sino-alemã, levando ao E-Mail "Através da Grande Muralha, podemos chegar a todos os cantos do mundo" em 14 de setembro de 1987, teve sua origem em um projeto do Banco Mundial de 1982, 19 universidades chinesas foram equipadas com computadores SIEMENS. A cooperação durou 12 anos, até maio de 1994, quando a China tinha sua própria ligação direta com serviços completos de Internet e assumiu a responsabilidade total.
A China esteve na Internet intermitentemente desde maio de 1989 e de forma permanente desde 20 de abril de 1994 e se tornou comercialmente disponível na China até 1995, mas o uso da Internet tem crescido enormemente desde então. De acordo com o Centro de Informações da Rede de Internet da China ("CNNIC"), existiam, em 2007, 162 milhões de usuários da Internet na China. Este é um aumento enorme em comparação com os 620.000 usuários que a CNNIC registrou pela primeira vez quando eles começaram a monitorar os usuários da Internet em 1997. Uma razão para isso é que, durante o regime de Mao Zedong, a China se desligou economicamente do resto do mundo. Antes de 1995, o Partido Comunista Chinês (PCC) pensou em não permitir que a própria Internet se tornasse legal na China, mas depois de perceber seus benefícios econômicos, eles mudaram de ideia. Eles achavam que precisavam da Internet para continuar sua modernização científica e se tornarem economicamente poderosos. Durante o Movimento Democrático Estudantil na Praça da Paz Celestial, os estudantes se comunicaram com o mundo exterior usando máquinas de fac-símile ("fax"), que era uma nova tecnologia na época.  A Internet é, obviamente, uma ferramenta muito mais poderosa do que as máquinas de fax, já que os usuários não só podem se comunicar uns com os outros, mas a Internet também fornece informações aos usuários. Pode ser usada para coordenar protestos contra o PCC, e é por isso que o governo chinês decide controlar seu uso. Com o objetivo de controlar o uso da Internet pelas pessoas, o governo chinês precisa de leis rígidas para regular o uso. Desde que a Internet foi comercializada em 1995, mais de sessenta conjuntos de regulamentações foram emitidos para controlar o conteúdo na Internet. Em um artigo de 2005 do Centro de Informações da Internet da China, a China tinha acordos cooperativos intergovernamentais de ciência e tecnologia (C&T) com 96 nações, programas cooperativos de C&T com 152 nações e regiões, e participava de mais de 1.000 organizações internacionais de cooperação científica e tecnológica. Trocas internacionais de ONGs e atividades de cooperação aumentaram. Yahoo! foi criada na China em 1999 e possui um mecanismo de busca em chinês. Desde 2005, o MSN Spaces está disponível na China e em 2006, o Google lançou uma versão de seu mecanismo de busca para o mercado chinês.
Em 2015, com a apresentação e implementação do plano de ação Internet+, os impactos da internet em toda a sociedade vão para um nível superior. Como testemunha do desenvolvimento da internet, a CNNIC expandiu e aprofundou de maneira correspondente sua pesquisa sobre a aplicação da Internet na sociedade como um todo. Ainda em 2015, a China adicionou sete novos pontos de acesso para a espinha dorsal da internet do mundo, somando-se aos três pontos que se conectam por meio de Pequim, Xangai e Guangzhou. Naquele ano, a China tinha 688 milhões de usuários de Internet, com um aumento anual de 39,51 milhões. A taxa de penetração da Internet atingiu 50,3%. O número de usuários de Internet móvel na China atingiu 620 milhões, um aumento de 63,03 milhões em relação ao final de 2014.
Em março de 2017, havia cerca de 700 milhões de usuários de internet chineses, e muitos deles têm uma conexão de internet de alta velocidade. A maioria dos usuários vive em áreas urbanas, mas pelo menos 178 milhões de usuários residem em cidades rurais. Dr. Jianping Wu, um pioneiro chinês da Internet foi incluído no Hall da Fama da Internet em 2017, por suas contribuições para a tecnologia, implantação e educação na Internet na China e na Ásia-Pacífico. Embora a taxa de penetração da Internet na China, em 2018, era de 60% (829 milhões de usuários), sua escala significa quase três vezes o número de usuários da Internet nos Estados Unidos. O número de usuários da Internet na China rural aumentou de 13 milhões para 222 milhões em 2018, aumentando a taxa de penetração de 35% para 38%. A população da internet móvel ultrapassou 847 milhões na China e o país tinha 433 milhões de usuários de transmissão ao vivo em junho de 2019.

### Segurança cibernética
A segurança cibernética começou na década de 1970, quando o pesquisador Bob Thomas criou um programa de computador chamado Creeper que poderia se mover pela rede da ARPANET, deixando um rastro de onde quer que fosse. Ray Tomlinson, o inventor do e-mail, escreveu o programa Reaper, que perseguiu e excluiu o Creeper. O ano de 1987 foi o ano de nascimento do antivírus comercial, embora houvesse reivindicações concorrentes sobre o inovador do primeiro produto antivírus. Andreas Lüning e Kai Figge lançaram seu primeiro produto antivírus para o Atari ST – que também viu o lançamento do Ultimate Virus Killer em 1987. Três tchecoslovacos criaram a primeira versão do antivírus NOD no mesmo ano e nos EUA, John McAfee fundou a McAfee e lançou o VirusScan.
Com a internet se tornando disponível ao público, mais pessoas começaram a colocar suas informações pessoais online. As entidades do crime organizado viram isto como uma fonte potencial de receitas e começaram a roubar dados de pessoas e governos através da web. Em meados da década de 1990, as ameaças à segurança das redes aumentaram exponencialmente e foi necessário produzir firewalls e programas antivírus em massa para proteger o público.  Além disso, as organizações começaram a financiar fortemente ataques cibernéticos profissionais e os governos começaram a reprimir a criminalidade do hacking. A segurança da informação continuou a avançar à medida que a Internet crescia, mas também os vírus. Assim, a base para a indústria da cibersegurança foi estabelecida.
Graças a Deng Xiaoping, adotar tecnologia de computação para sobreviver no mundo decorreu de forma relativamente suave e a China começou a adoptar a tecnologia num curto período de tempo.  A tecnologia passou do mecânico e táctil para o digital e o cibernético, e o conceito de inteligência mudou muito com ela, incluindo a terminologia. Os termos referentes à coleta de inteligência começaram na década de 1980 com “Inteligência, Vigilância e Reconhecimento”, depois chamaram-no de “Comando, Controle, Comunicações e Inteligência” e, finalmente, chamaram-no de “Comando, Controle, Comunicações, Computadores, Inteligência, Vigilância e Reconhecimento”.

### Tecnologia quântica
Em 2021, a China tinha mais patentes totais em todo o espectro da tecnologia quântica, perdendo apenas para as empresas americanas em patentes de computação quântica. Mas a China tinha uma rede quântica mais sofisticada, instituições de ciência da informação quântica, maior número de aplicações de tecnologia quântica e os dois principais computadores quânticos.

#### Comunicação quântica
De links de comunicação inseguros a dados inadequadamente protegidos na nuvem, vulnerabilidades em computadores, redes e internet estão por toda parte. Mas os físicos quânticos chineses estão trabalhando desde 2010s para acabar com essas fraquezas. Em 2013, os vazamentos de Snowden da NSA revelaram a extensão total das capacidades e atividades dos serviços de inteligência dos EUA na China. Análise pelo link do think-tank de Washington disse que essas revelações assustaram o governo chinês em busca de novas soluções de segurança cibernética.

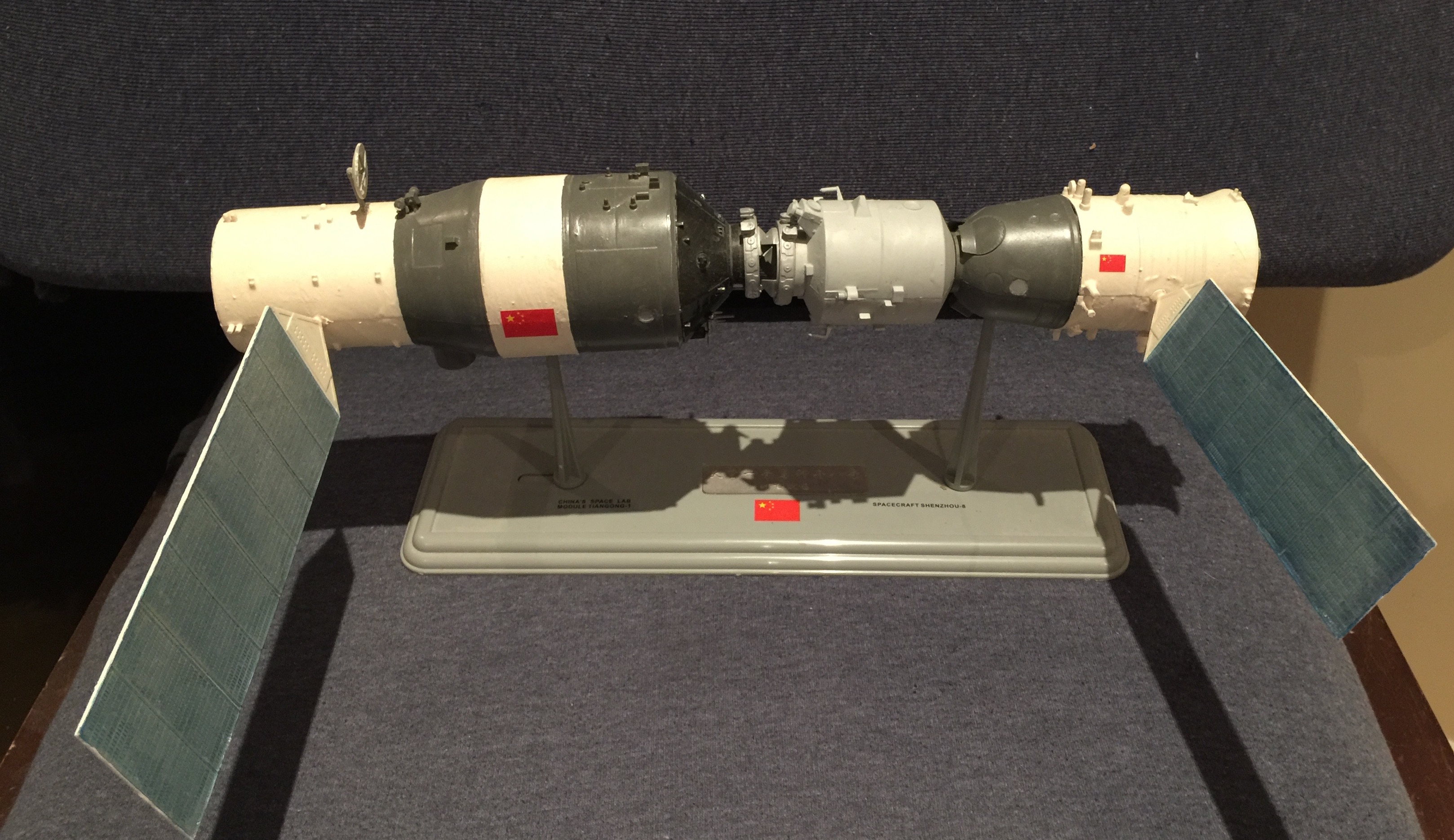
Modelo da combinação da estação espacial chinesa Tiangong Shenzhou

A partir da década de 1970, no entanto, os físicos da China começaram a testar o efeito de entrelaçamento em distâncias crescentes. Em 2015, o mais sofisticado desses testes, que envolveu a medição de elétrons emaranhados a 1,3 quilômetros de distância, mostrou mais uma vez que a ação assustadora é real.
Em 29 de setembro de 2017, em Pequim, Jian-Wei Pan trouxe o primeiro telefone fixo de comunicação quântica de longa distância, conectando a capital da China com a cidade de Xangai a uma distância de mais de 1.900 km.  Vários grandes bancos chineses estão usando o link quântico Pequim-Xangai que conecta Pequim a Jinan, a Hefei e a Xangai para transferir seus dados mais confidenciais. O governo dobrou a tecnologia investindo outros US $ 10 bilhões para um novo centro de pesquisa dedicado às ciências da informação quântica em 2018. Neste mesmo ano, a China Electronics Technology Group Corporation (CETC) anunciou que havia construído o primeiro radar quântico com um alcance de cerca de 96 km. Esta tecnologia pode tornar obsoleta a tecnologia de aeronaves stealth. O radar é baseado na tecnologia de medição de fóton único, que mede os estados quânticos de partículas subatômicas repetidamente. É particularmente útil na detecção de sinais extremamente fracos, como aqueles emitidos por um jato stealth. A história do radar quântico começou em 2008, quando Seth Lloyd, um engenheiro quântico do MIT, revelou seu conceito de iluminação quântica. Lloyd argumentou que você poderia detectar mais facilmente um objeto contra um fundo brilhante se, em vez de meramente refletir a luz dele, você explorasse uma conexão quântica entre partículas. Cada fóton tem uma frequência que determina sua energia.
O satélite chinês Micius, que se dedica exclusivamente à ciência da informação quântica, representou a liderança do país em uma disputa emergente entre grandes potências nas fronteiras da física. Micius foi o primeiro satélite de comunicações quânticas do mundo e, há vários anos, está na vanguarda da criptografia quântica.  Depois da demonstração do satélite Micius na China, em 2017, os políticos dos EUA responderam investindo centenas de milhões de dólares em ciência da informação quântica por meio da Iniciativa Nacional Quântica.
O Laboratório Nacional de Ciências da Informação Quântica está localizado em Hefei, uma cidade na província de Anhui. Grupos da Europa, Estados Unidos, Canadá, Japão e Singapura iniciartam planos para realizar suas próprias experiências de comunicação quântica no espaço depois do sucesso de Micius. Pesquisadores chineses poderão lançar mais três satélites de tamanho pequeno entre 2020 e 2024 para formar uma rede que possa cumprir mais tarefas de comunicação quântica, um passo crítico para criar a infraestrutura de uma Internet quântica globalizada. A China introduziu em 2020 um protocolo de transferência de tempo quântico com segurança por satélite (QSTT), que permite comunicações mais seguras entre diferentes satélites ou outra tecnologia no espaço. A ambição quântica da China tem paralelos com investimentos semelhantes em inteligência artificial e decorre em parte do desejo de posicionar o país como o líder tecnológico das décadas que se aproximam. É por isso que a maior parte do progresso inicial da China tem sido no campo das comunicações quânticas seguras — por meio de projetos como o Micius, bem como uma rede quântica em terra na província de Shandong, no norte do país. Disse Jian-Wei Pan, o pai do quantum, "No campo das comunicações quânticas, estamos à frente de nossos colegas no mundo". Seu trabalho recebeu um novo ímpeto e urgência pelas revelações de Snowden".

#### Computação quântica
O número de patentes registradas por empresas chinesas relacionadas à computação quântica disparou desde 2013. Em 2014, houve um número semelhante de patentes registradas nos Estados Unidos e na China, mas até 2017 a China registrou quase o dobro, de acordo com a Patinformatics. Entretanto a China somente assumiu a liderança na corrida para a computação quântica prática em 2021, quando o processador quântico Zuchongzhi 2 de 66 qubits completou a mesma tarefa que o processador Sycamore de 53 qubits da Google 1 milhão de vezes mais rápido. Para alcançar a China, em 2022, o presidente Joe Biden assinou uma ordem executiva para aumentar as capacidades quânticas dos EUA. O processador Zuchongzhi 2 foi desenvolvido por uma equipe de pesquisadores do Centro de Excelência em Informação Quântica e Física Quântica da Academia Chinesa de Ciências, em conjunto com o Instituto de Física Técnica de Xangai e o Instituto de Microssistema e Tecnologia da Informação de Xangai.
O mecanismo de busca chinês Baidu revelou seu primeiro computador quântico, "Qianshi", que possui um processador de 10 bits quânticos em 2022.

### Inteligência Artificial e robótica
A República Popular da China possui a estratégia de IA mais ambiciosa de todas as nações e fornece o maior número de recursos em todo o mundo para sua implementação. Ela combina uma quantidade gigantesca de dados com talentos, empresas, pesquisa e capital para construir o ecossistema líder em IA do mundo. Especialistas prevêem que a China se tornará a primeira superpotência global de Inteligência Artificial. Em 2020, os especialistas opinaram que a República Popular da China tem a estratégia de IA mais ambiciosa de todas as nações e fornece a maioria dos recursos em todo o mundo para sua implementação. A China combina uma quantidade gigantesca de dados com talentos, empresas, pesquisa e capital para construir o ecossistema de IA líder mundial. A Forbes previu em 2021 que a China está prestes a se tornar líder mundial em inteligência artificial, big data e aprendizado de máquina.
Em 2017, o Conselho de Estado da República Popular da China (também conhecido como Governo Popular Central) publicou o Plano de Desenvolvimento de Inteligência Artificial. Essa estratégia faz parte do plano nacional ainda maior "Made in China 2025" e também estará vinculada ao novo Silk Road (digital). Com esses planos, a China pretende se tornar a maior potência econômica do mundo e proporcionar ao seu povo prosperidade adequada garantida por um sistema politicamente estável. Além disso, a China está garantindo que os interesses econômicos, militares e diplomáticos sejam salvaguardados dessa maneira. Em 2018, as empresas chinesas estavam experimentando inteligência artificial. O mecanismo de pesquisa Baidu apresentou o primeiro parque de IA do mundo em Pequim e no mesmo ano, a China se tornou líder na fusão de IA com fintech. O Alibaba expandiu seus negócios, melhorando o atendimento ao cliente, detectando fraudes e antecipando problemas, usando as tecnologias chinesas de IA. A China foi um dos primeiros países do mundo a regular a tecnologia de IA que alimenta serviços populares como o ChatGPT.

A China se tornou rapidamente um líder global em automação. De 2018 a 2020, um aumento de vendas entre 15 e 20 por cento em média ao ano é possível por causa dos robôs industriais. O estoque operacional de robôs industriais marcou em 2020 o nível mais alto do mundo. O plano nacional "Fabricado na China 2025" inclui o fortalecimento dos fornecedores de robôs chineses e o aumento ainda maior de suas participações de mercado na China e no exterior. A China pretende seguir em frente e se classificar entre as 10 nações mais intensamente automatizadas do mundo.
Antes de 2022, os humanos só usavam a IA para aprimorar a tecnologia e ajudar os humanos em muitos processos, mas depois, a China deu um papel significativo à tecnologia de IA. Um bot feminino com inteligência artificial, chamado 'Ms. Tang Yu', tornou-se o CEO da principal subsidiária da NetDragon Websoft.